# Bornes frontière entre Jougne et la Suisse
La ville de Jougne a 26 km de frontière commune avec la Suisse allant, de l'est à l'ouest,  des communes de Baulmes, L'Abergement, Lignerolle, Ballaigues et Vallorbe, toutes situées dans le canton de Vaud.
Cette frontière était autrefois matérialisée par un muret de pierres sèches dont il persiste toujours certaines parties actuellement.
Sur ces 22 km, 52 bornes, de la borne N° 18 à l'est, à la borne N° 69, sont de points de repères sur la frontière.

## Abornement
En France, ce sont les délégués à l'abornement de la Délégation aux affaires internationales et européennes (DAIE) du Ministère de l'Intérieur qui sont chargés de la pose et de l'entretien des bornes qui matérialisent la ligne frontière du pays. 
Les représentants des deux pays concernés se retrouvent dans les commissions mixtes d'abornement (CMA), annuelles ou bisannuelles, qui se tiennent alternativement en France et dans l'autre pays frontalier, pour la mise au point d'un plan de répartition des travaux à effectuer par les agents responsables, et la répartition équitable des dépenses occasionnées par ces travaux.  Le ministère de l'Intérieur alloue environ 30 000 euros de crédits spécifiques dits « d'abornement et d'entretien de la frontière », ouverts chaque année sur son budget.

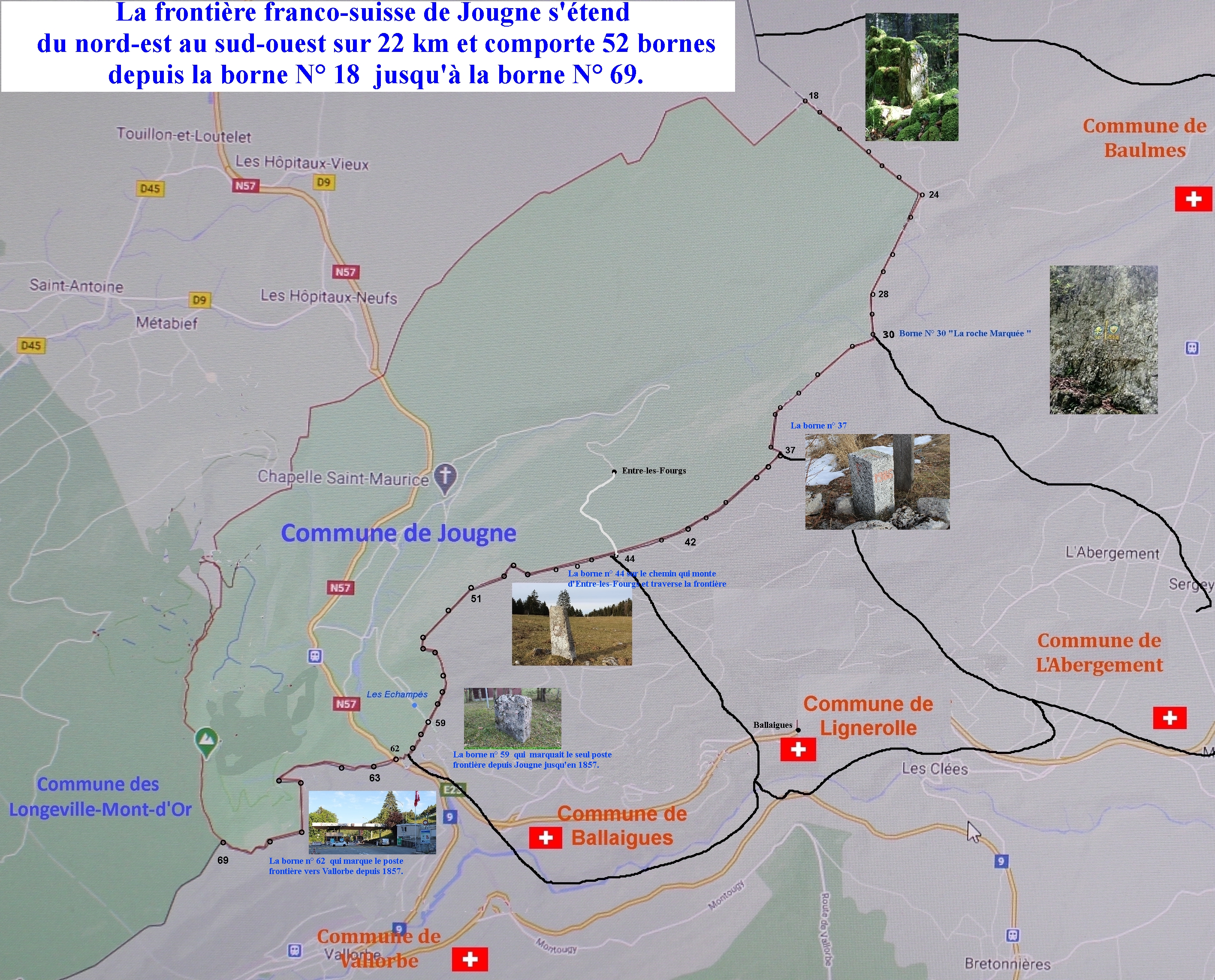
Carte de la frontière de Jougne avec la Suisse.

## Les bornes
Ce sont des pierres de différentes formes, hauteurs et nature,  portant les armoiries des deux pays. En plus des armoiries, il est fréquent de trouver le millésime de l'année de la plantation de la borne ainsi que son numéro d'ordre. Sur le dessus de la borne, un sillon indique le tracé de la frontière.

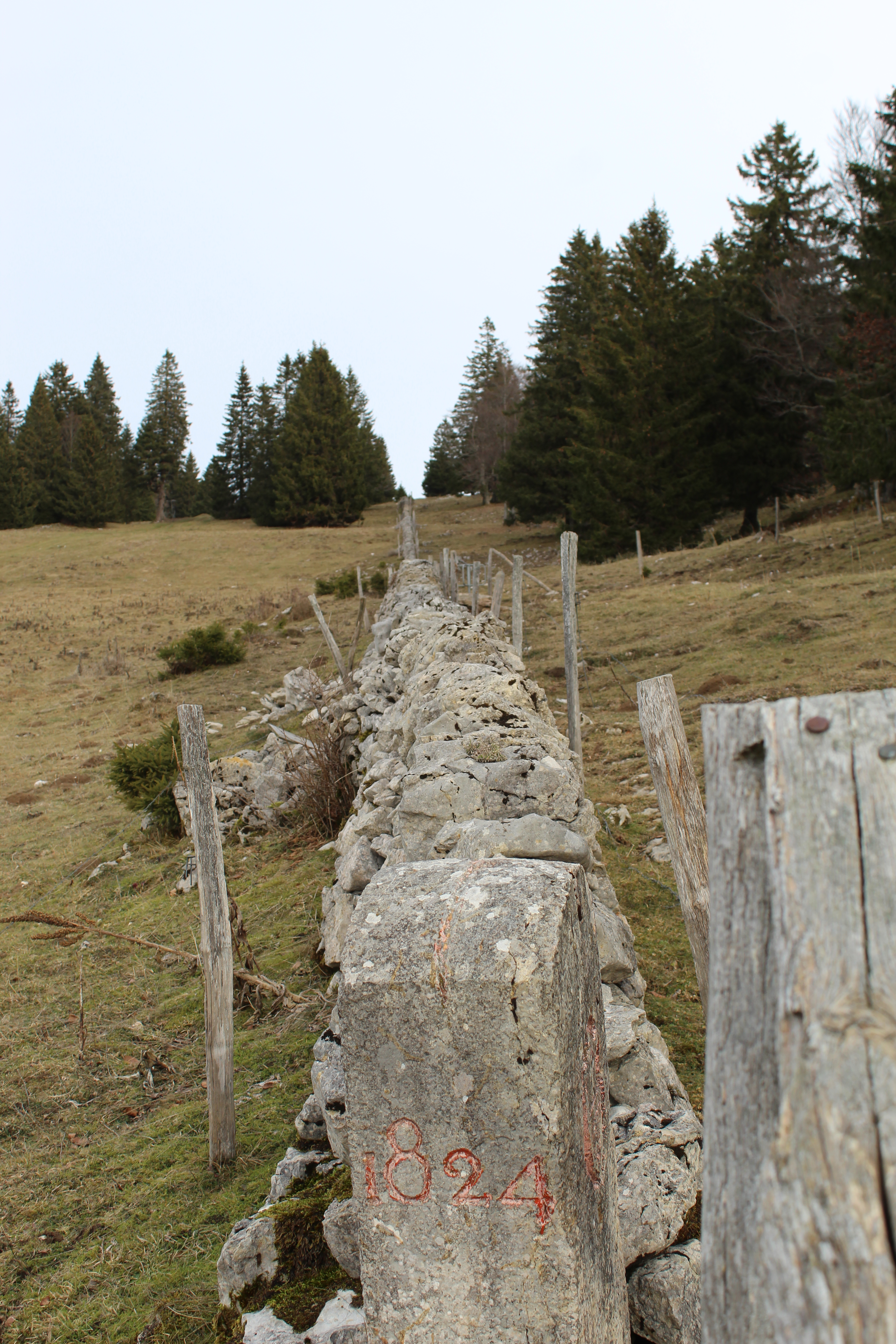
Le sillon droit gravé sur le dessus indique que la frontière continue en ligne droite des deux côtés jusqu'à la prochaine borne.
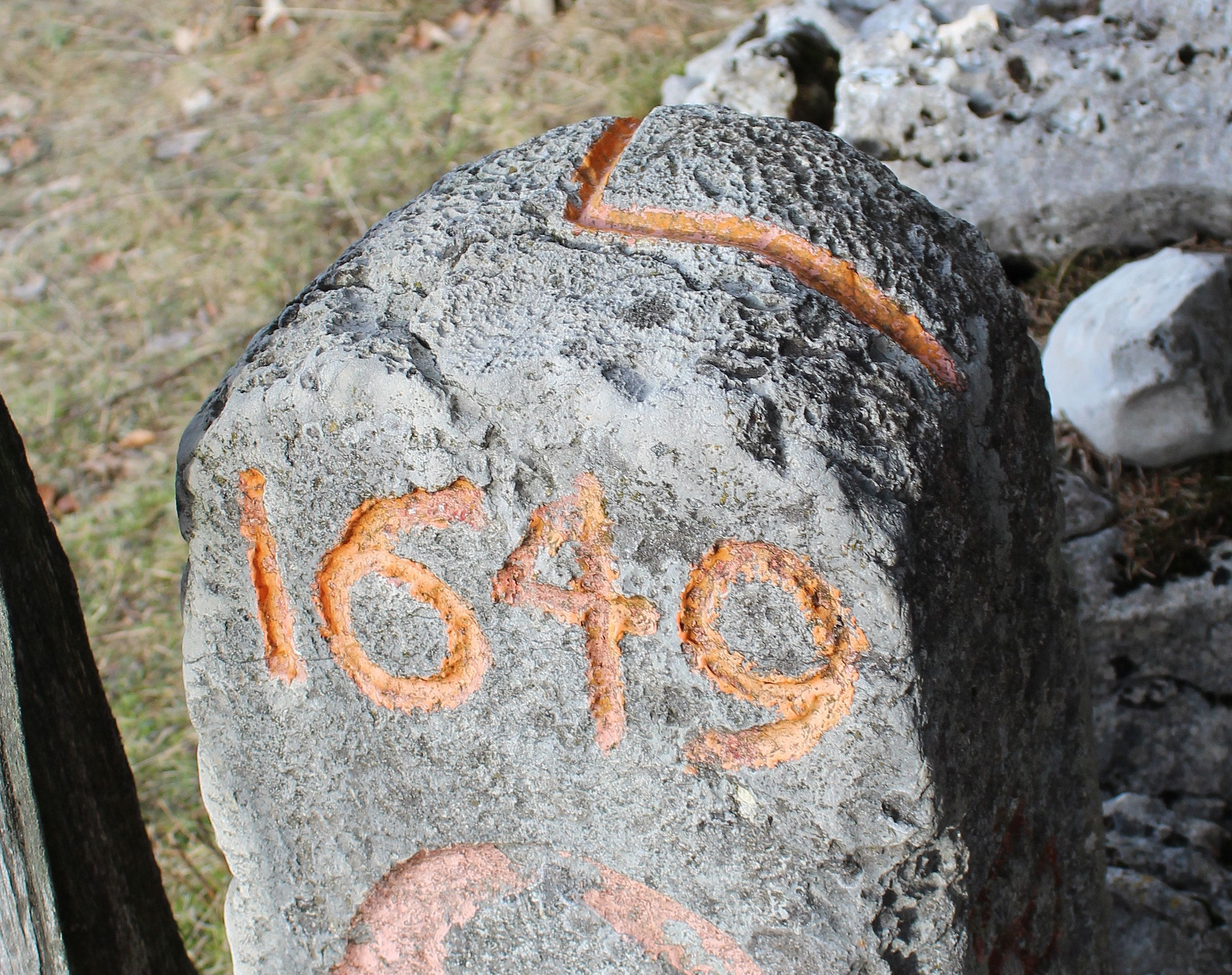
Ici, la frontière fait un angle droit.
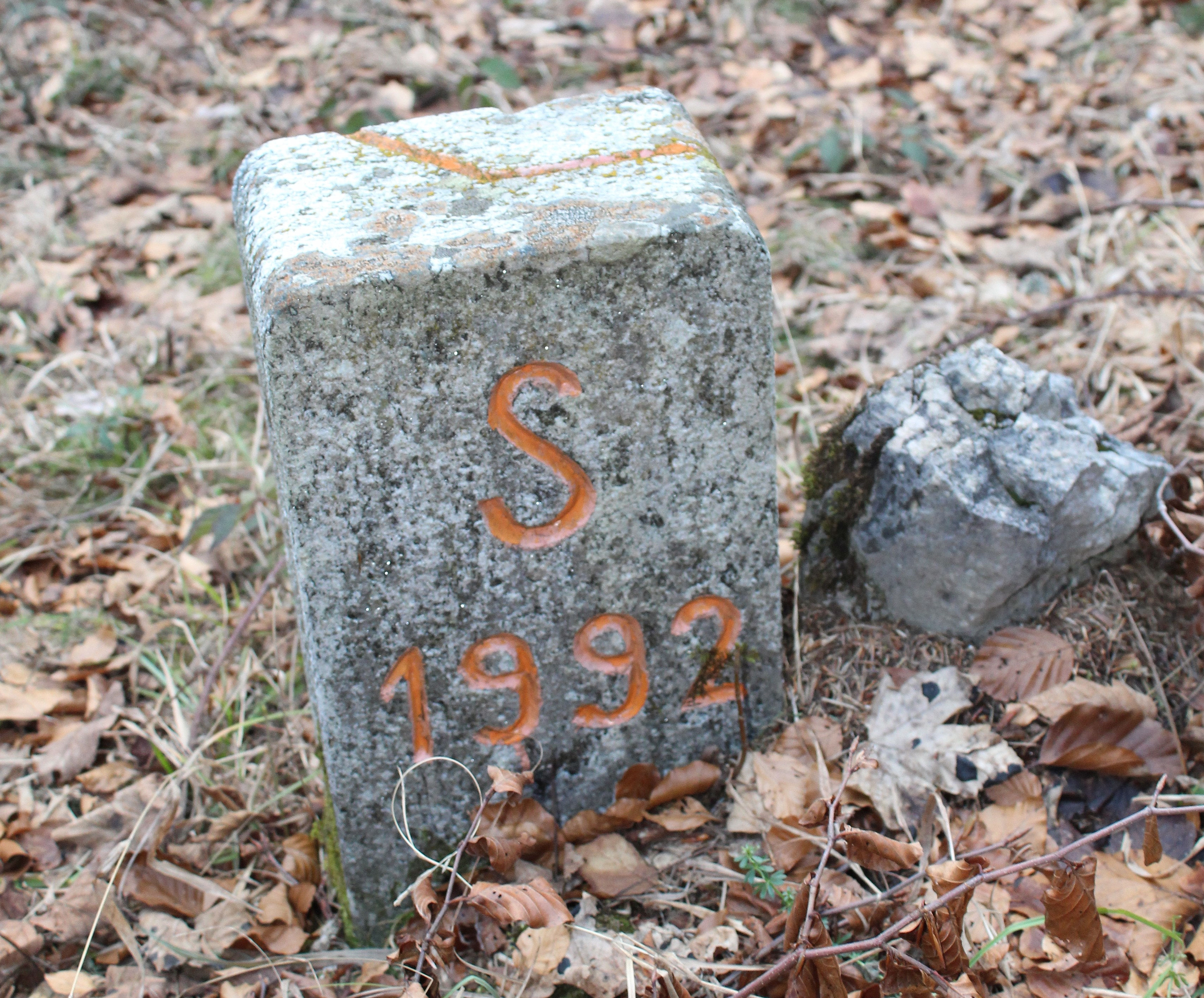
Ici la frontière fait un angle obtu côté suisse et aigu côté français.

Les différentes formes

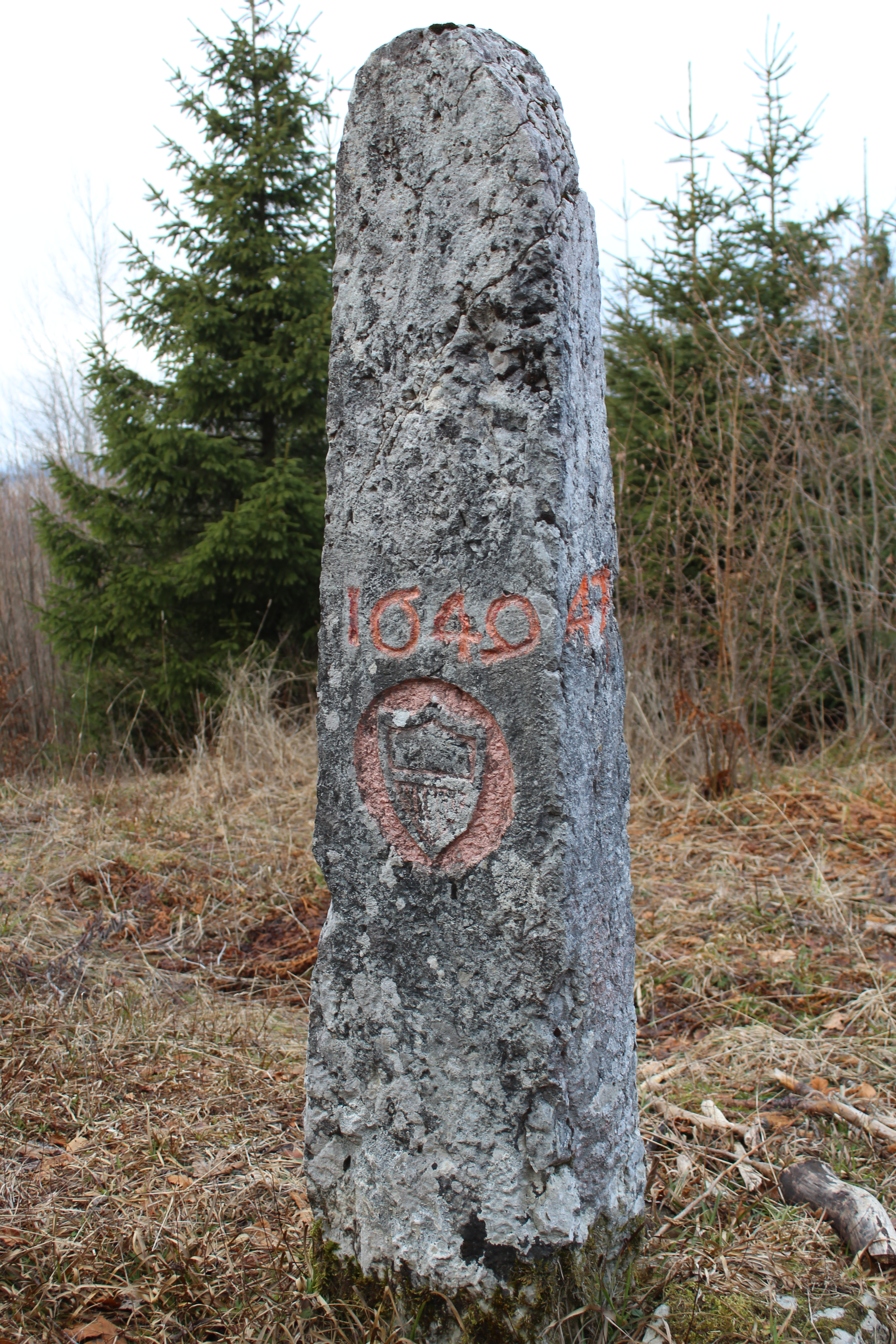
Borne en pierre sculptée de forme menhir.
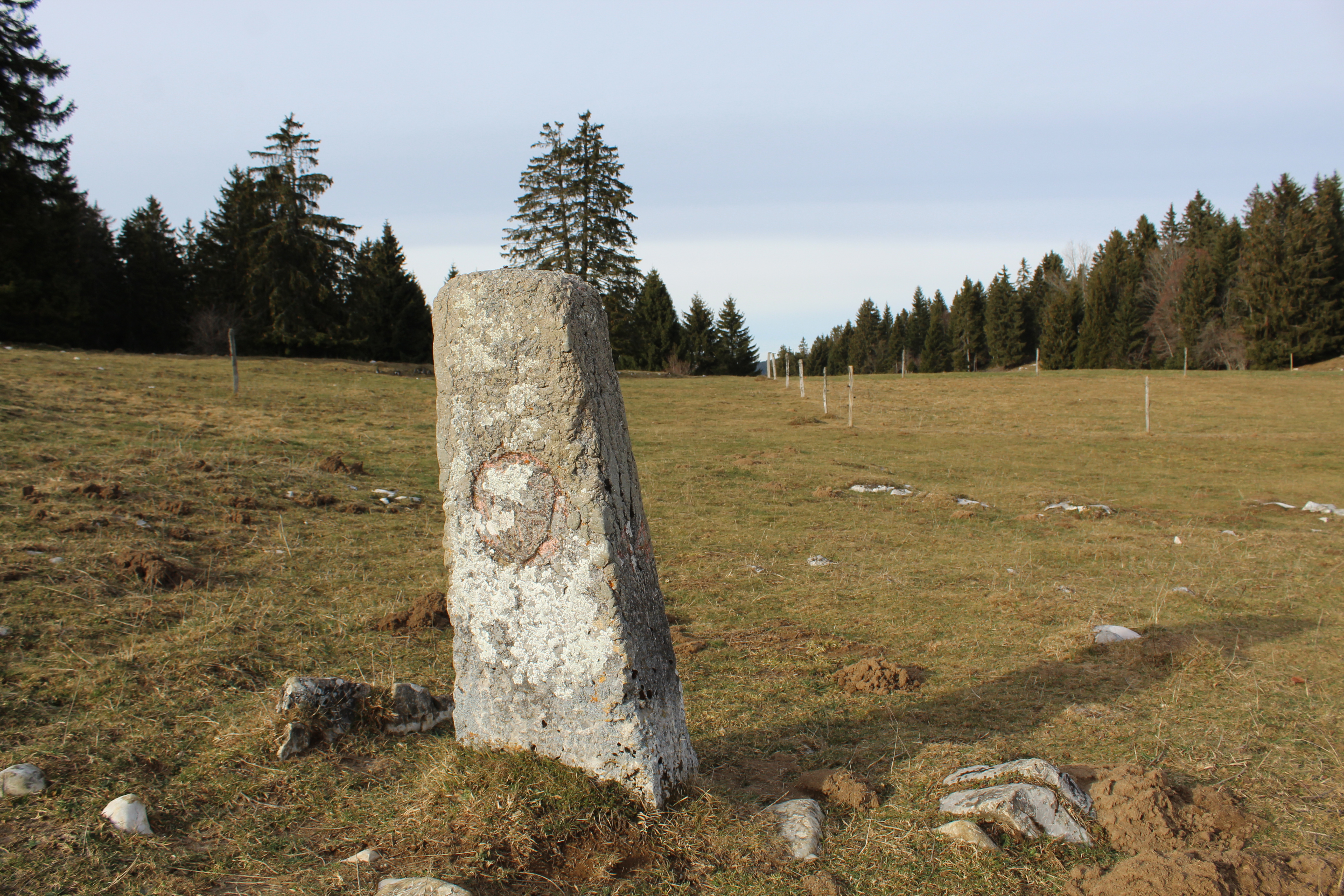
Borne en pierre sculptée de forme trapézoïdale.
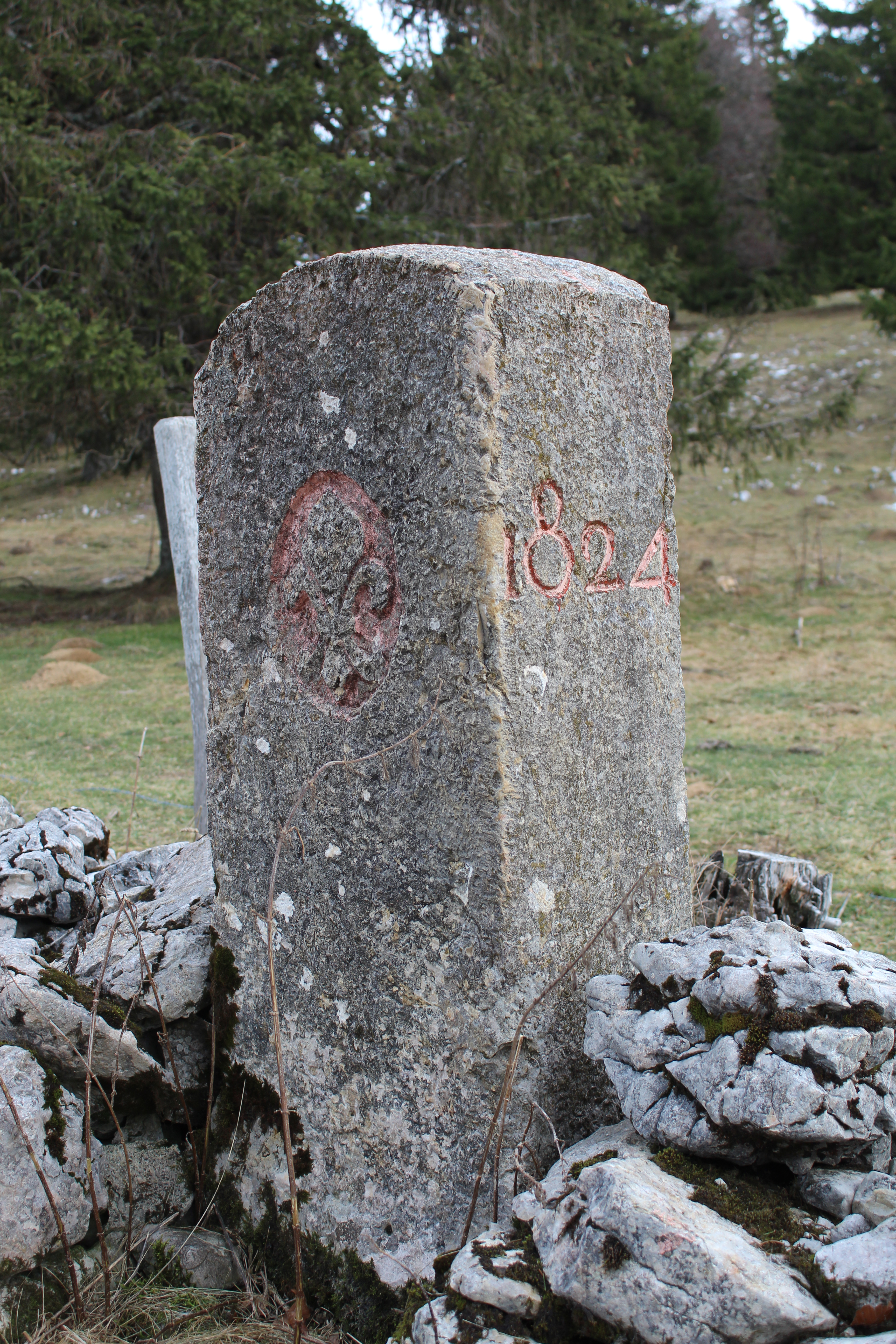
Borne frontière en pierre sculptée de forme fenêtre romane.
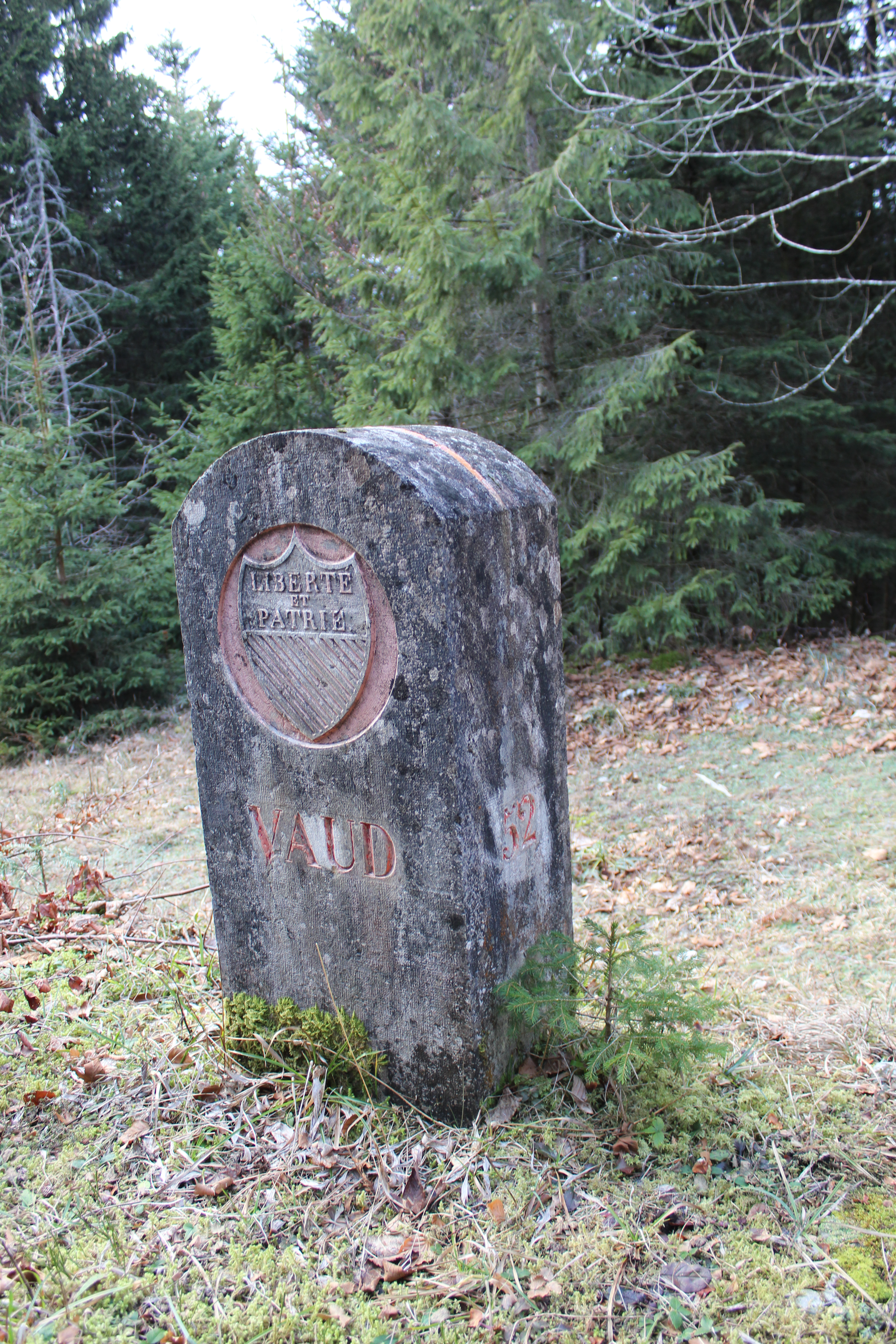
Borne en pierre polie de forme fenêtre romane.
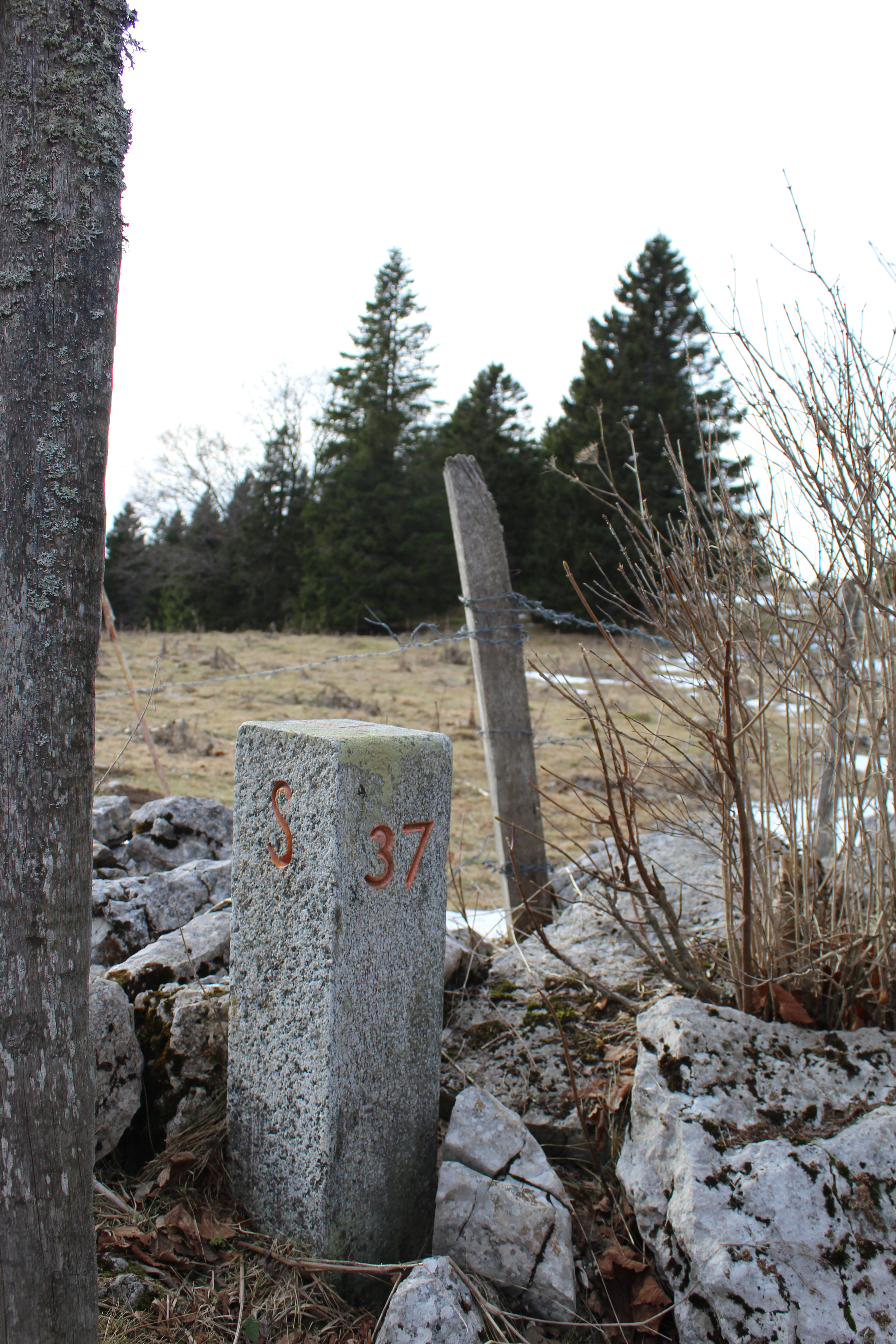
Borne récente en granit

Les différentes marques

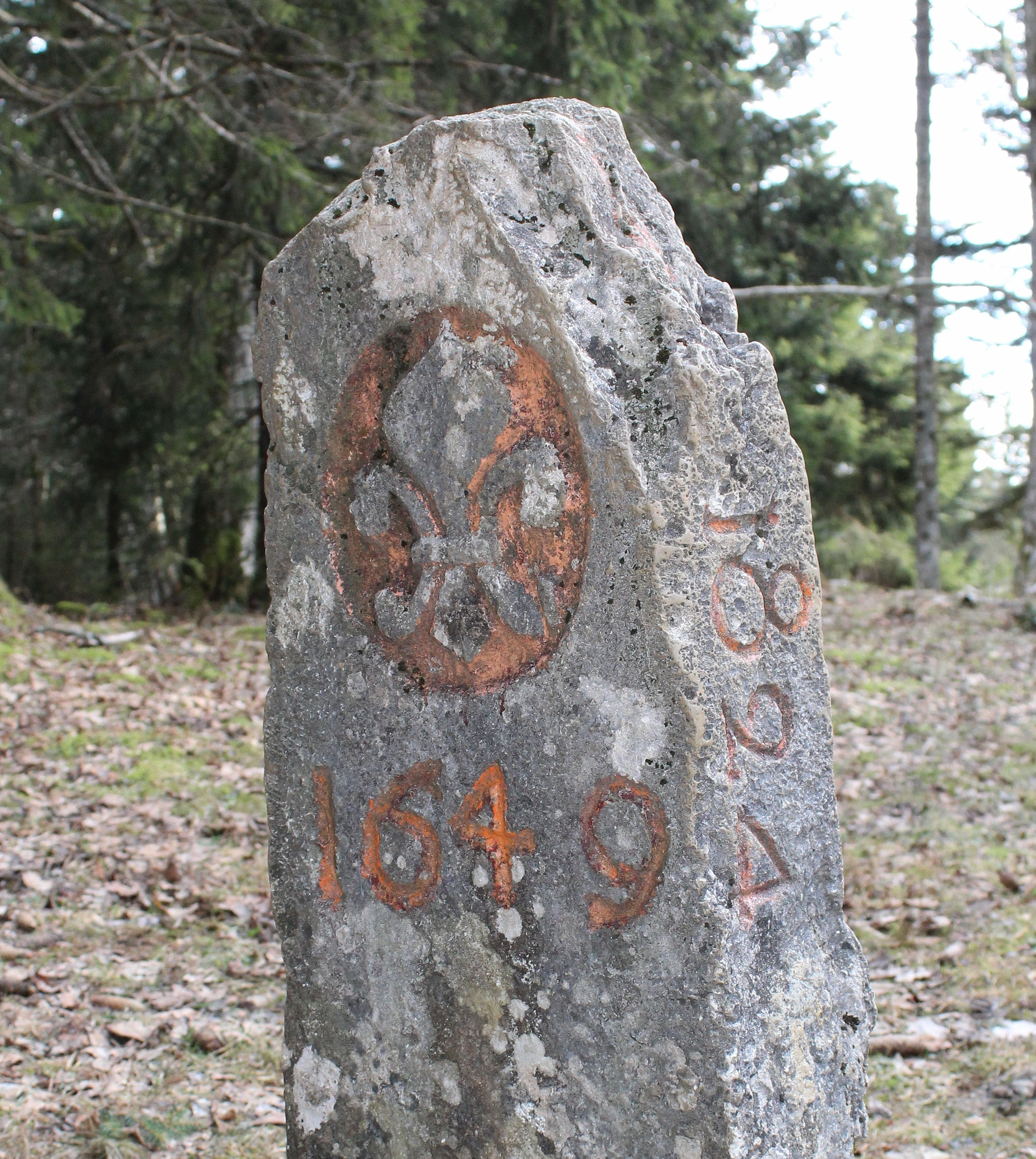
Marque de la royauté France XVIIè siècle.
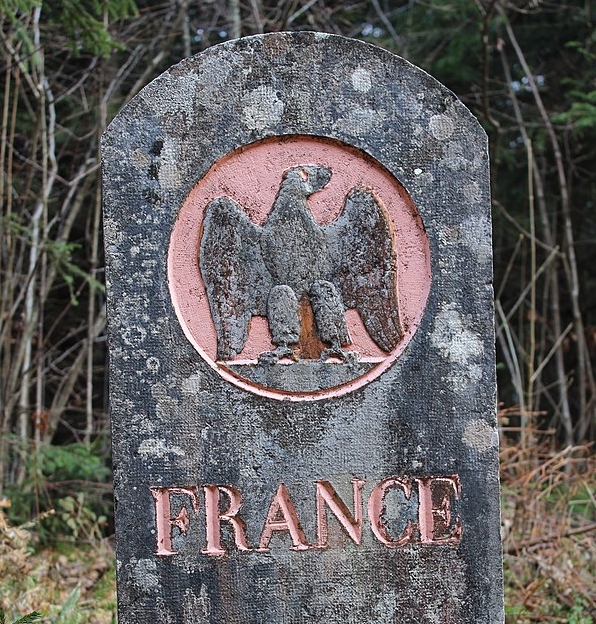
Marque du Second Empire France XIXè siècle.
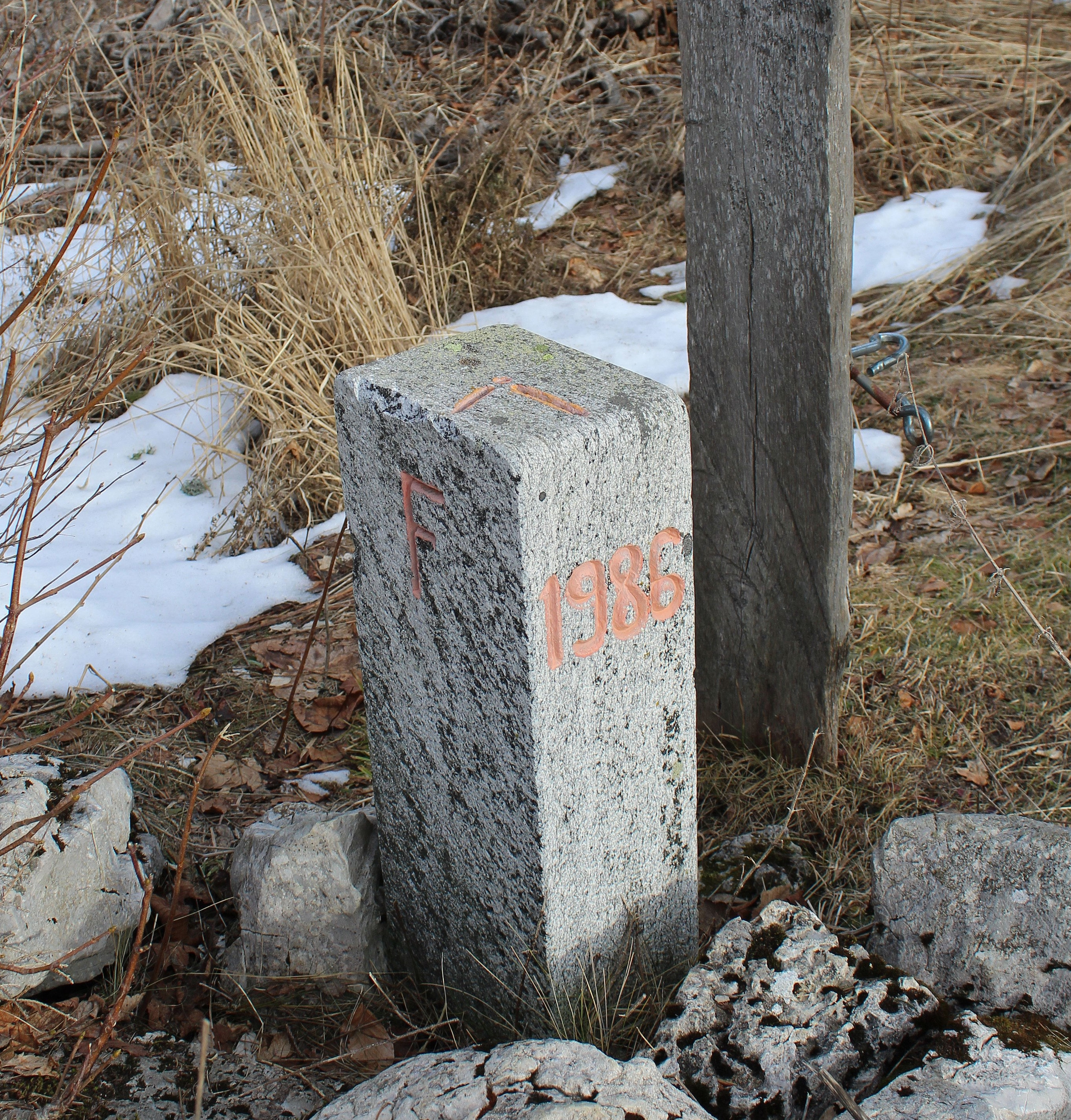
Marque de la France fin XXè siècle.
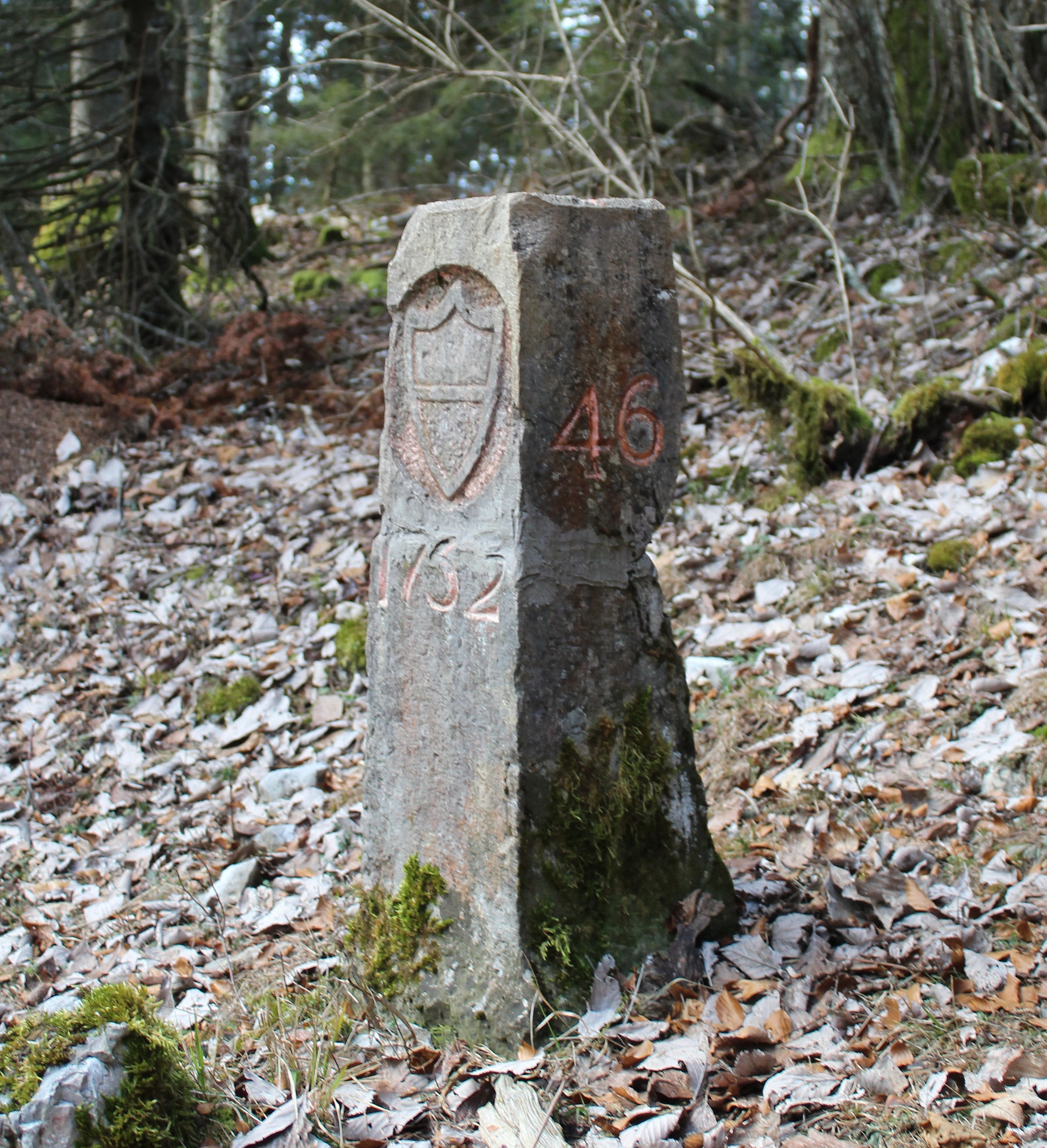
Marque de la Suisse XVIIIè siècle.
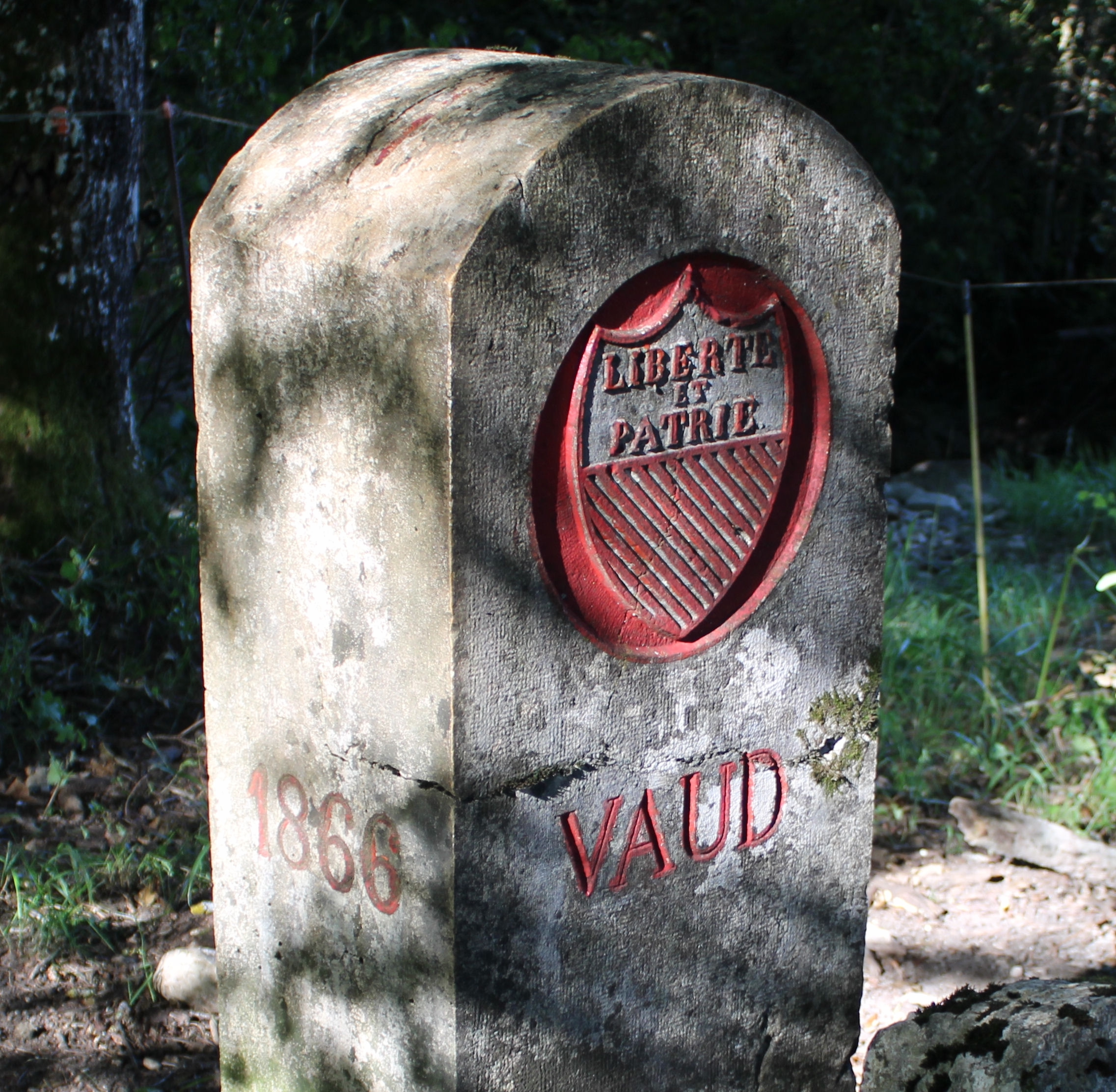
Marque de la Suisse XIXè siècle.
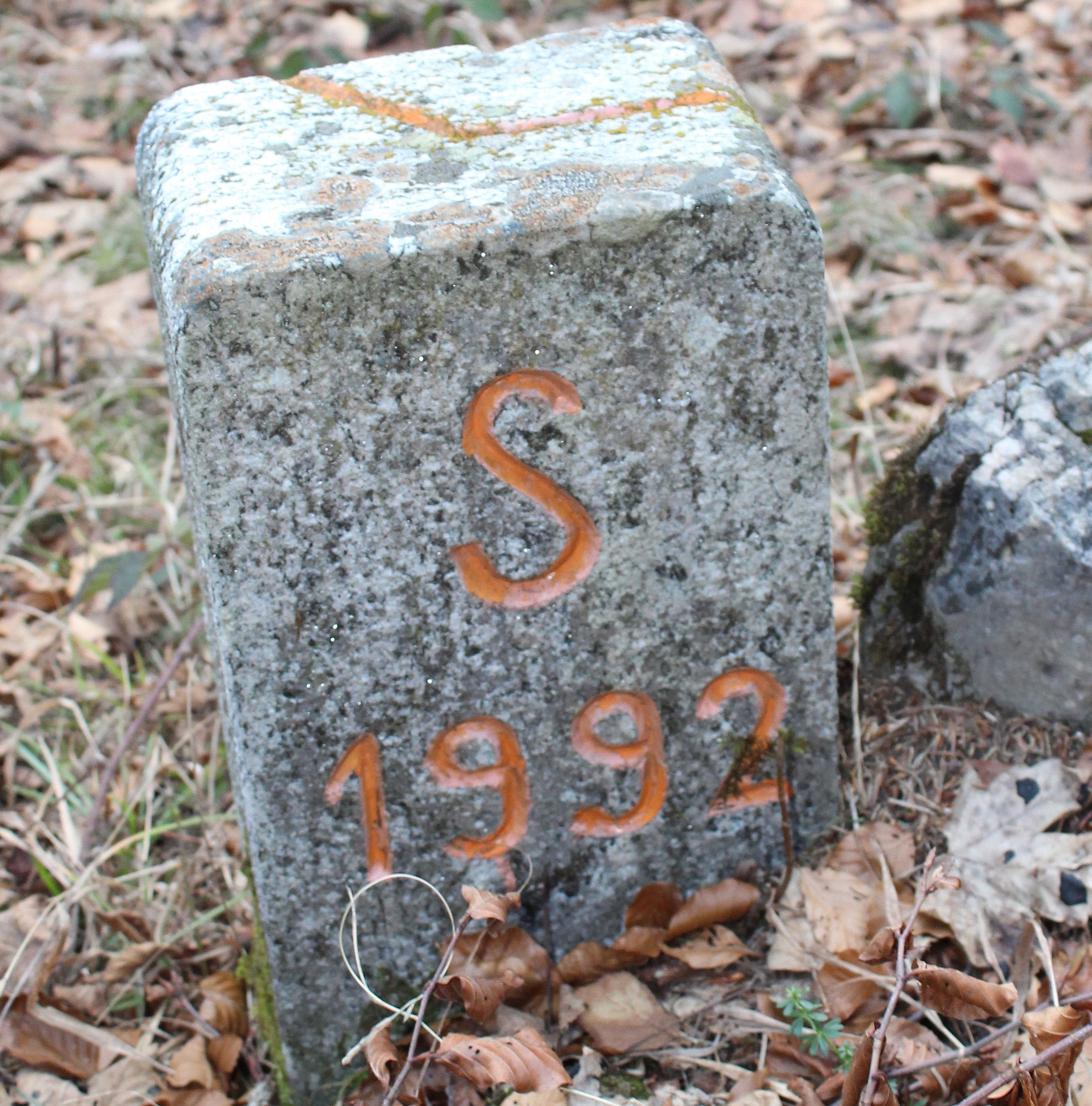
Marque de Suisse XXè siècle.
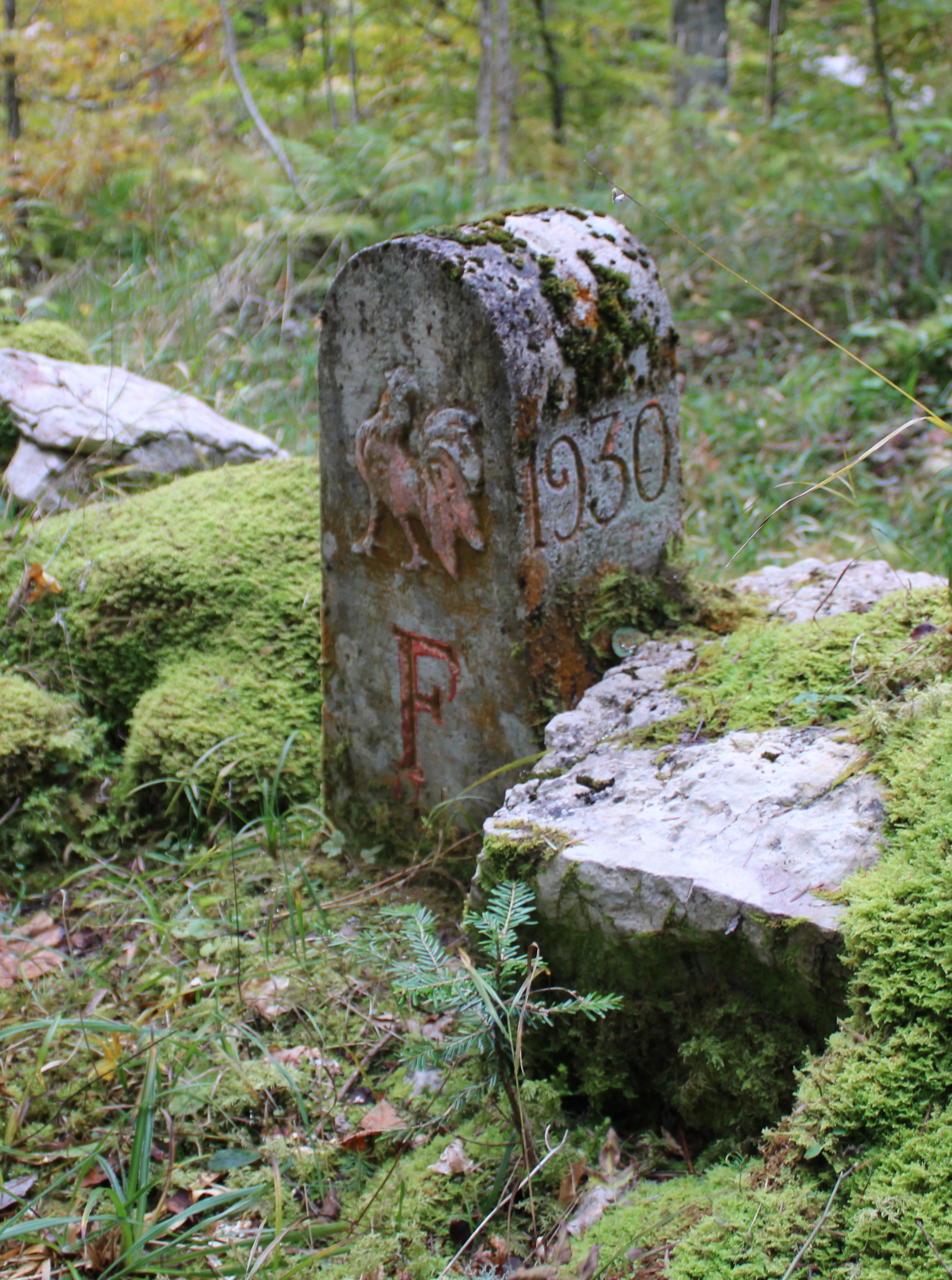
La borne N° 20 datée de 1930 avec le Coq Gaulois en relief.

### Chronologie
|  |  |  |

Cette borne est probablement la plus ancienne de la frontière. Elle se trouve aux Echampées sur l'ancienne voie romaine en face de la borne N°59. 

Sur la face visible, on remarque une ligne verticale qui symbolise la frontière et des inscriptions érodées par le temps : en haut, un cercle avec, peut-être, une fleur de lys, dans le rectangle gauche le F de FRANCE et à droite SUISSE. Cette borne a été inversée puisque, en réalité,  la Suisse se situe à gauche et non à droite.

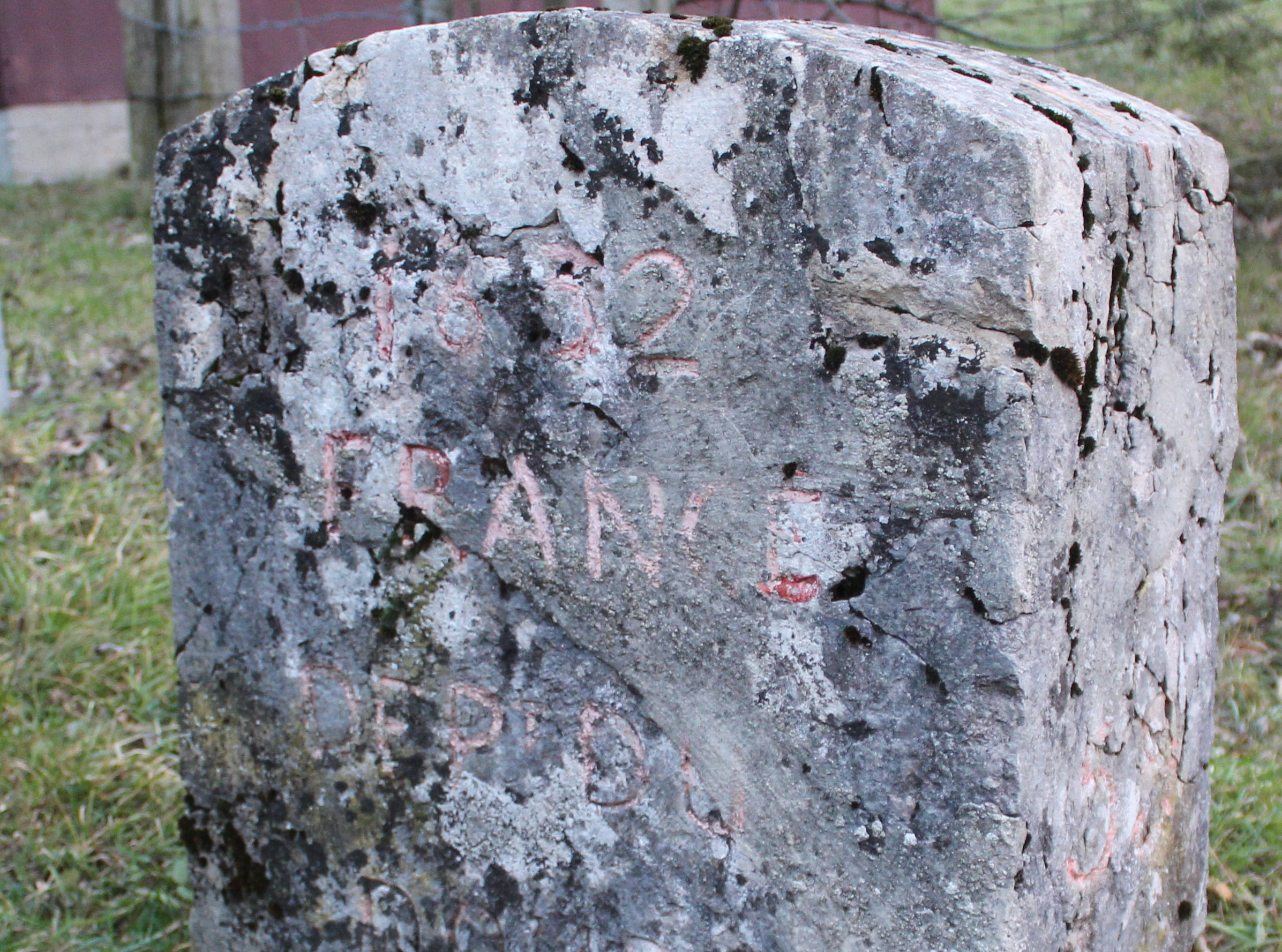
La borne N° 59 datée de 1632 qui marquait le seul passage de la frontière sur l'ancienne voie romaine près du hameau des Echampés.
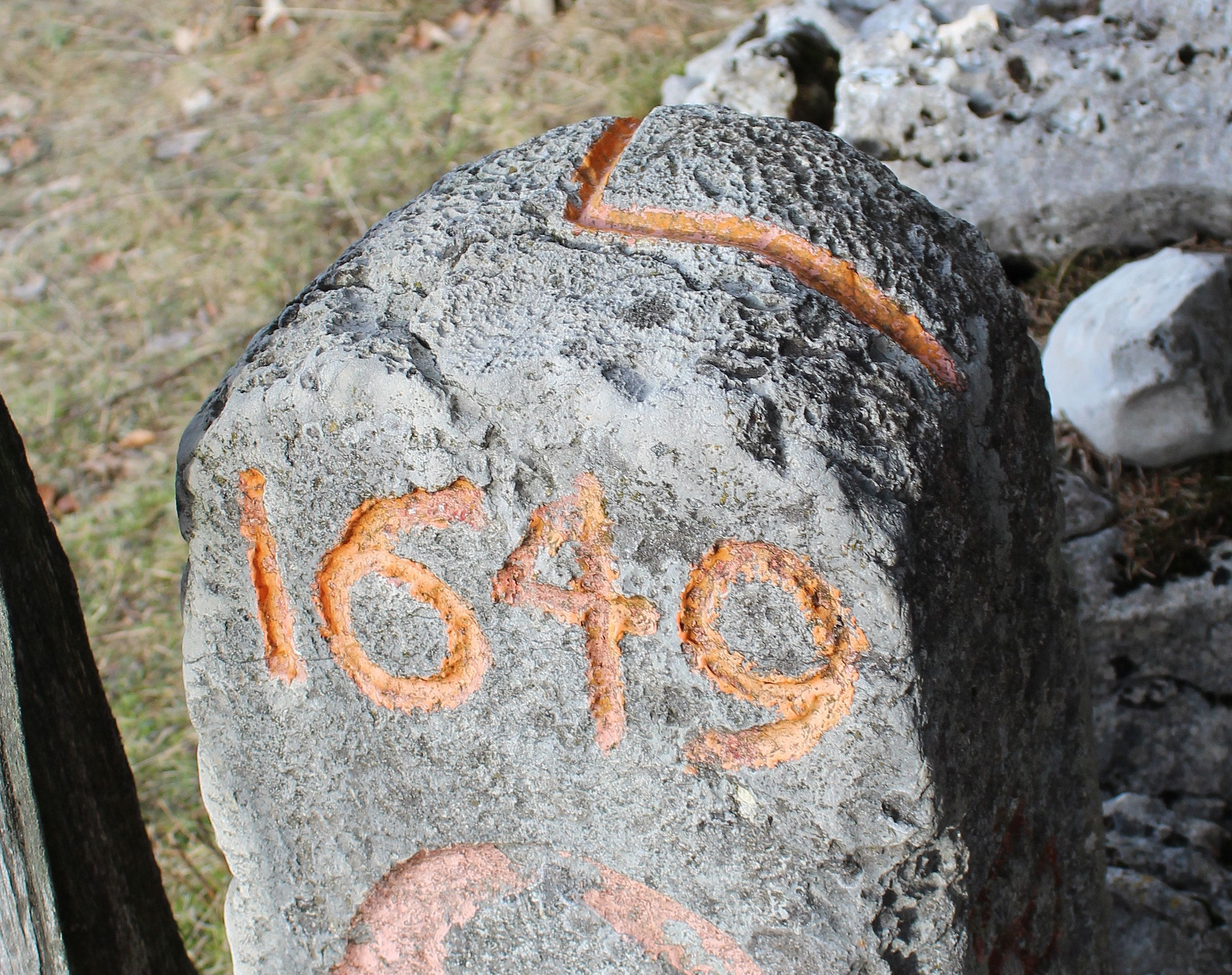
La borne N° 36 : date 1649.
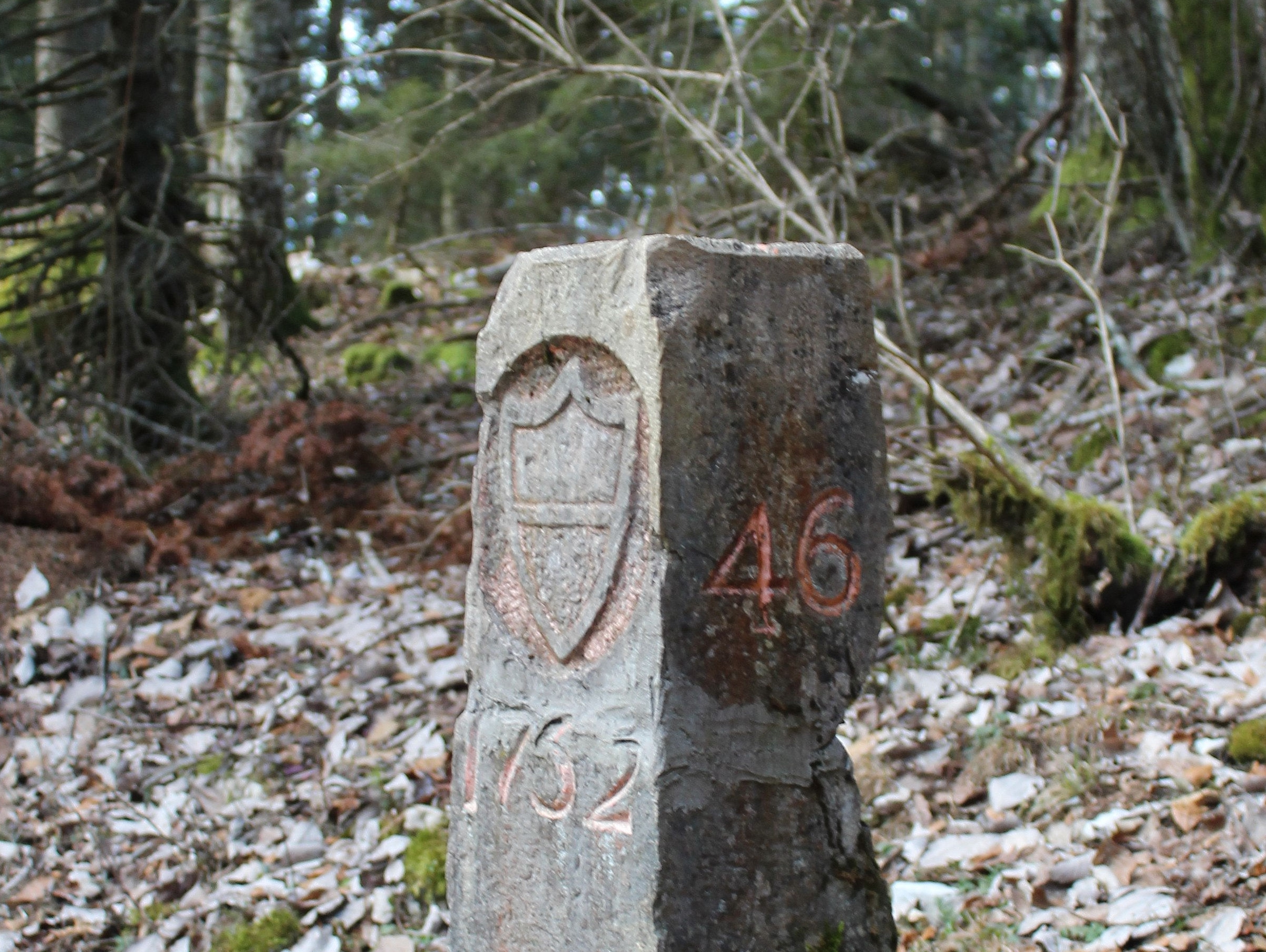
La borne N° 46 : date 1752.
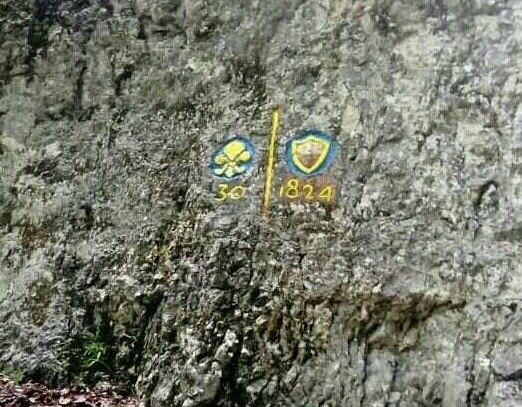
La Roche  marquée  N° 30 : date 1824.
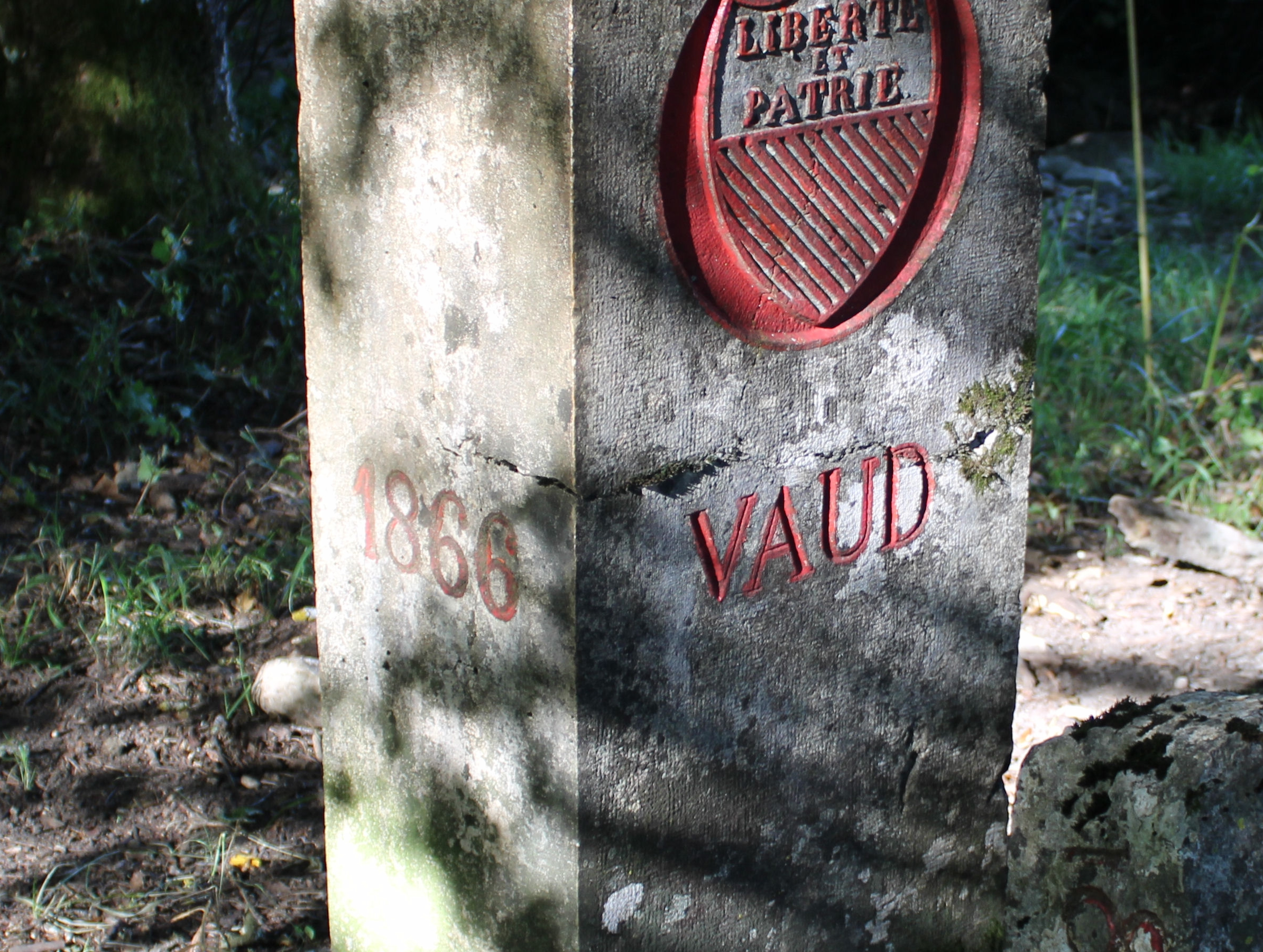
La borne N° 63 : date 1866.
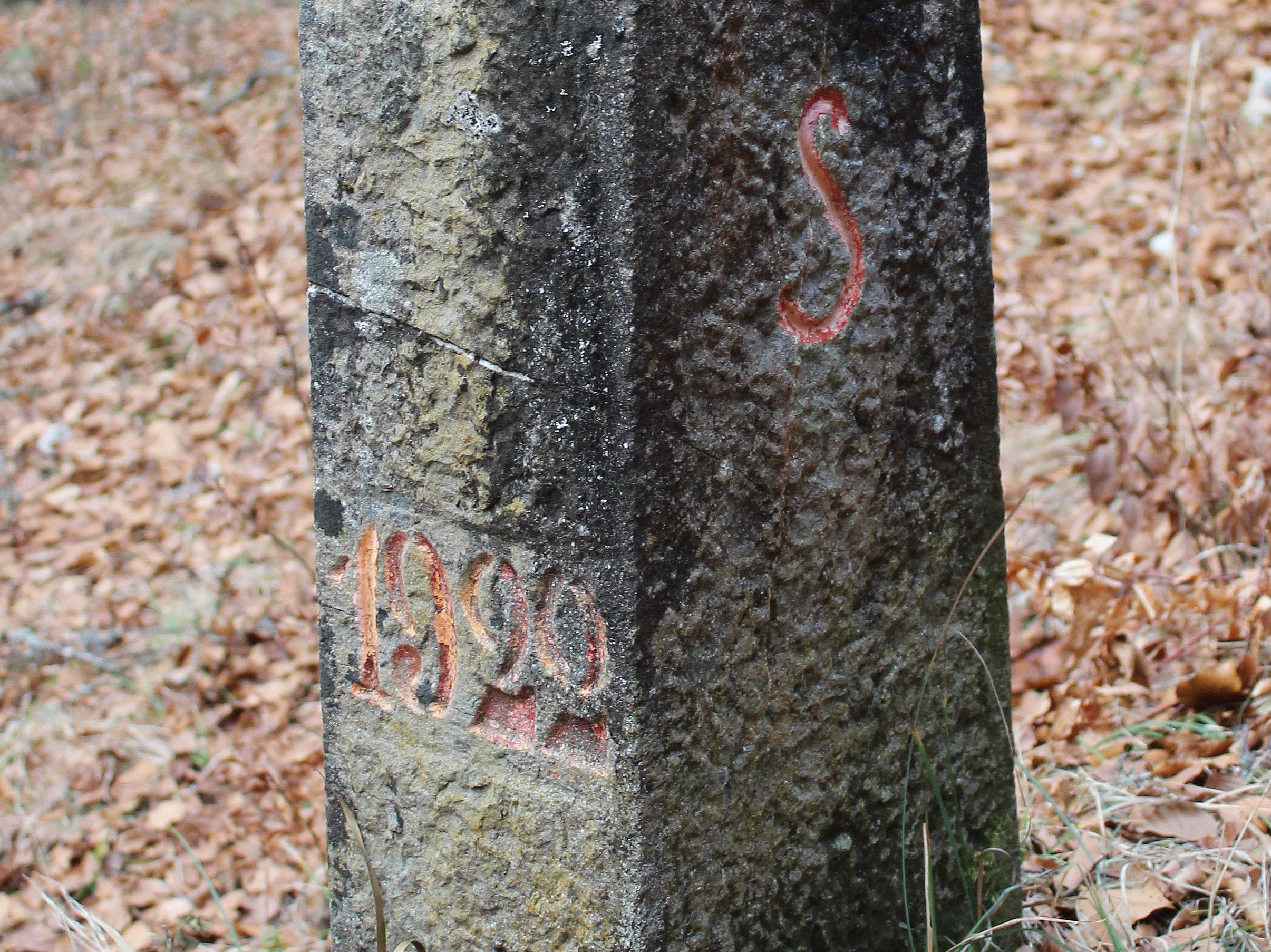
La borne N° 53 : date 1922.
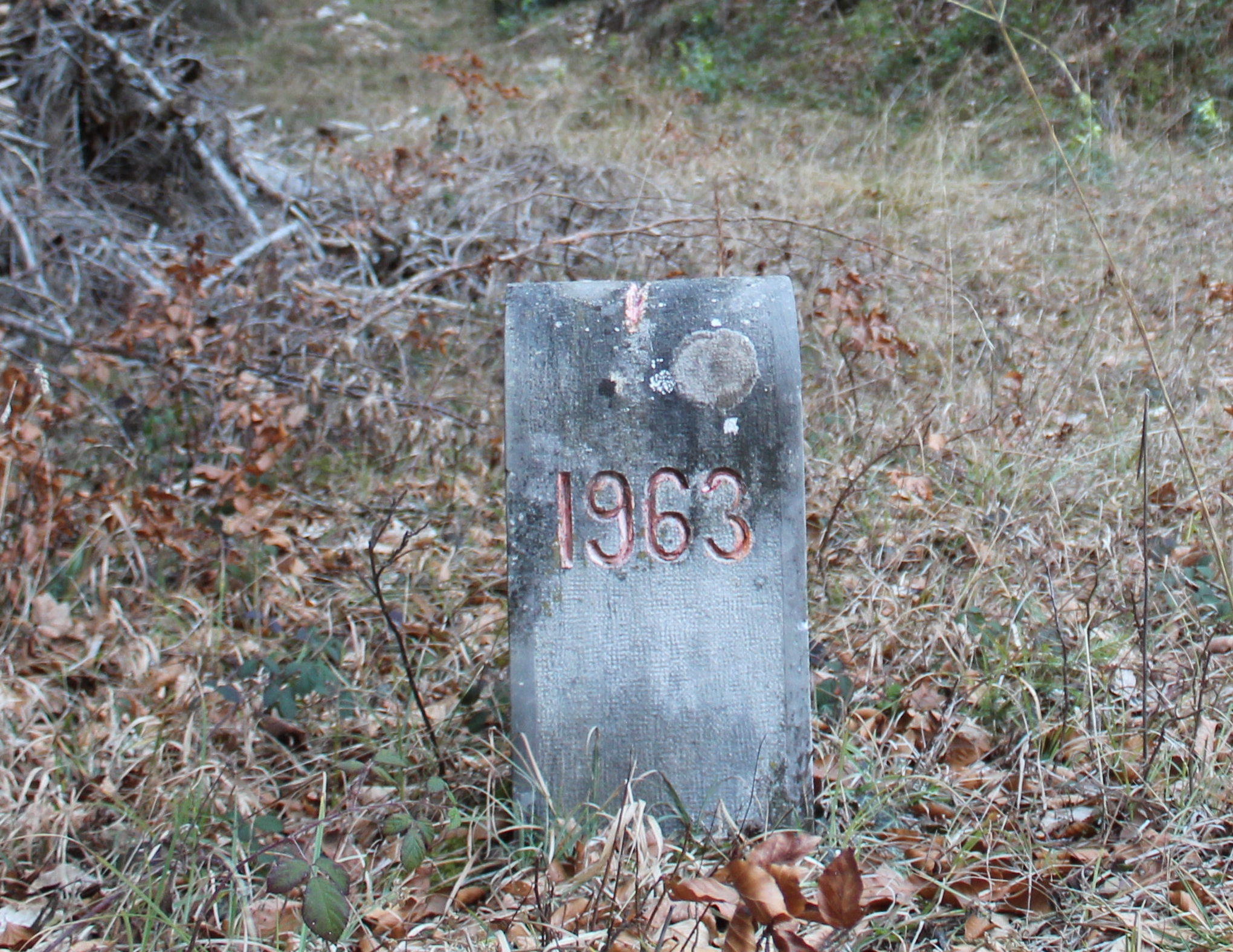
La borne N° 56 : date 1963.
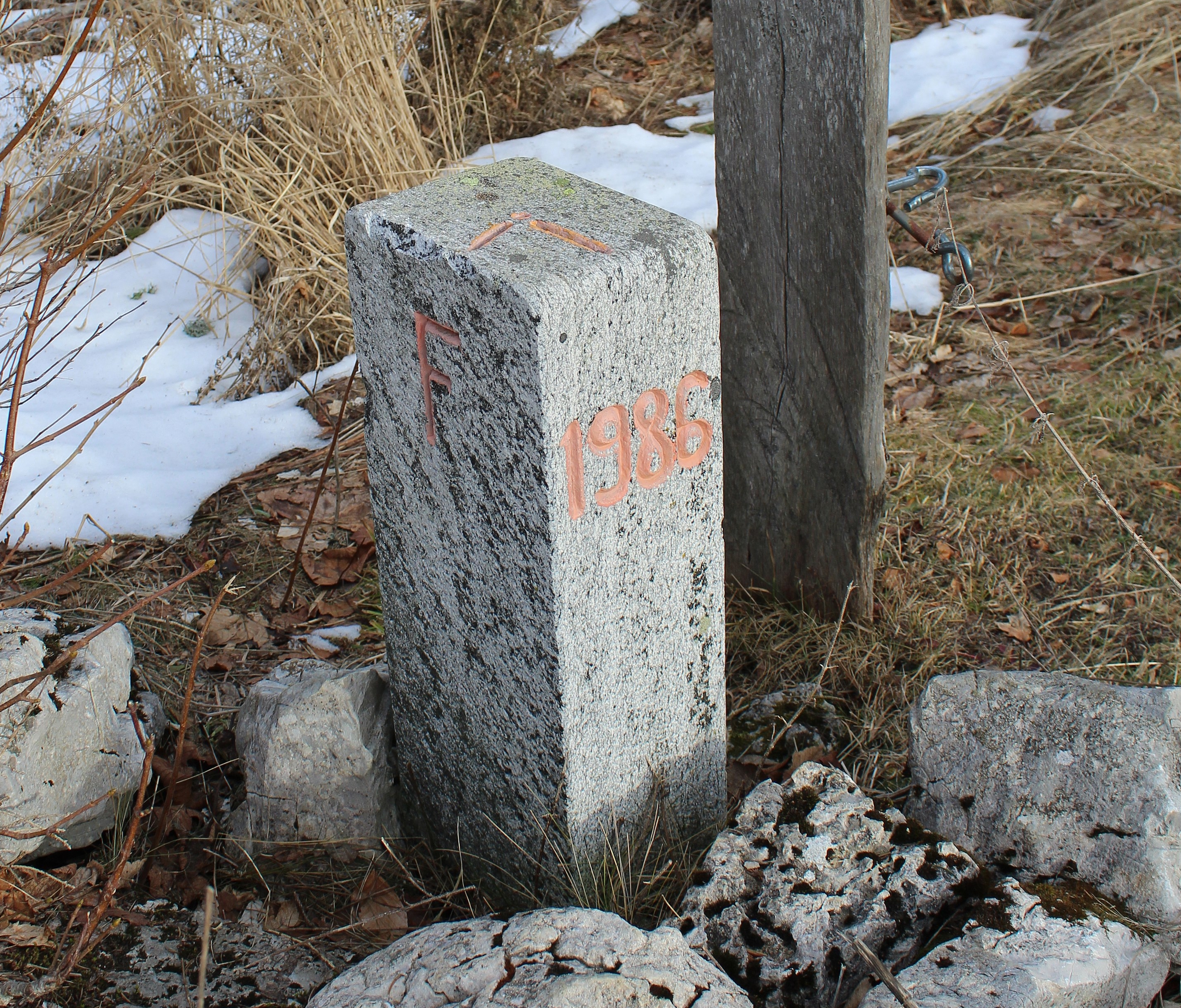
La borne N° 37 : date 1986.
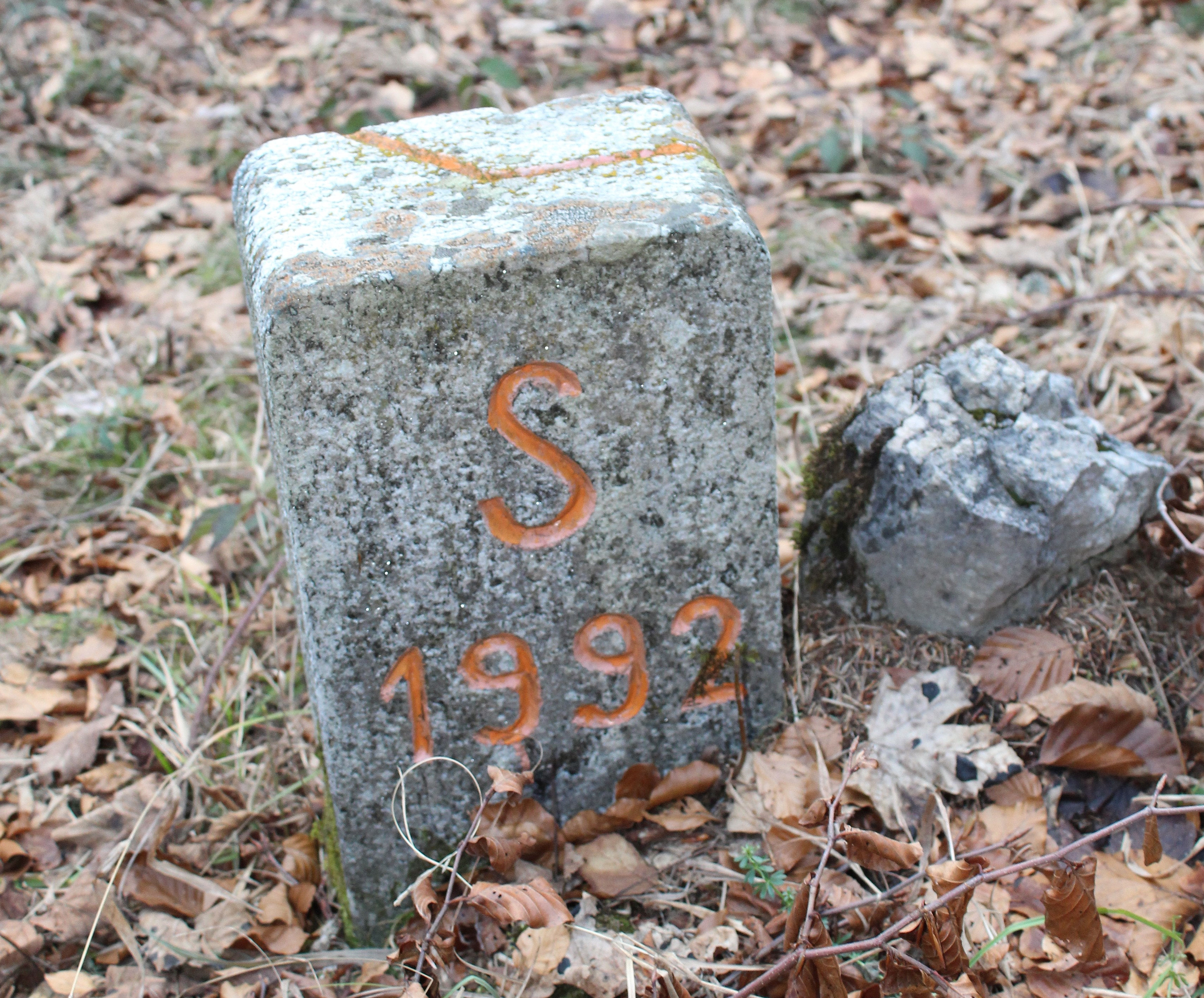
La borne N° 77 : date 1992.

## Galerie photographique

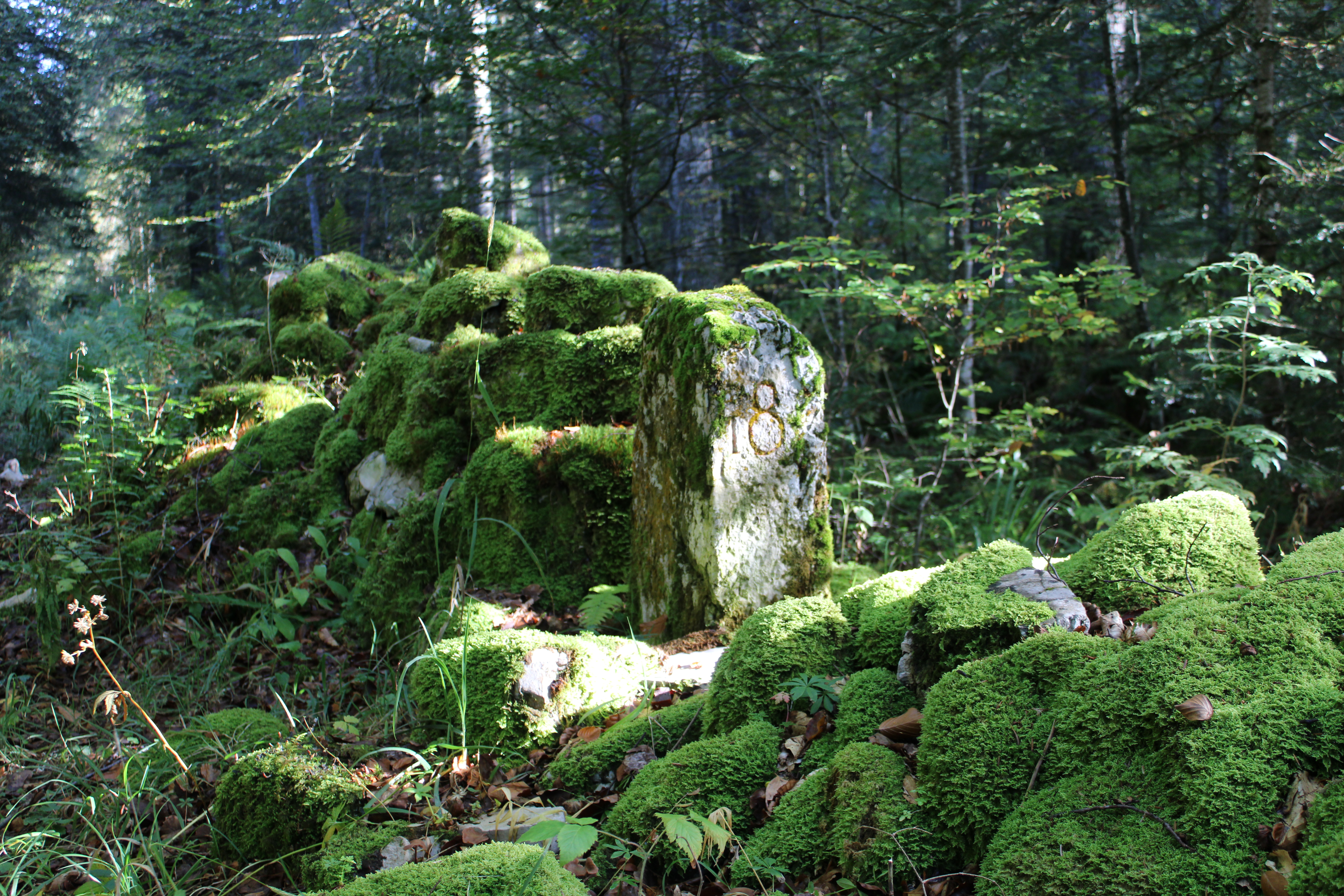
Borne n°18.
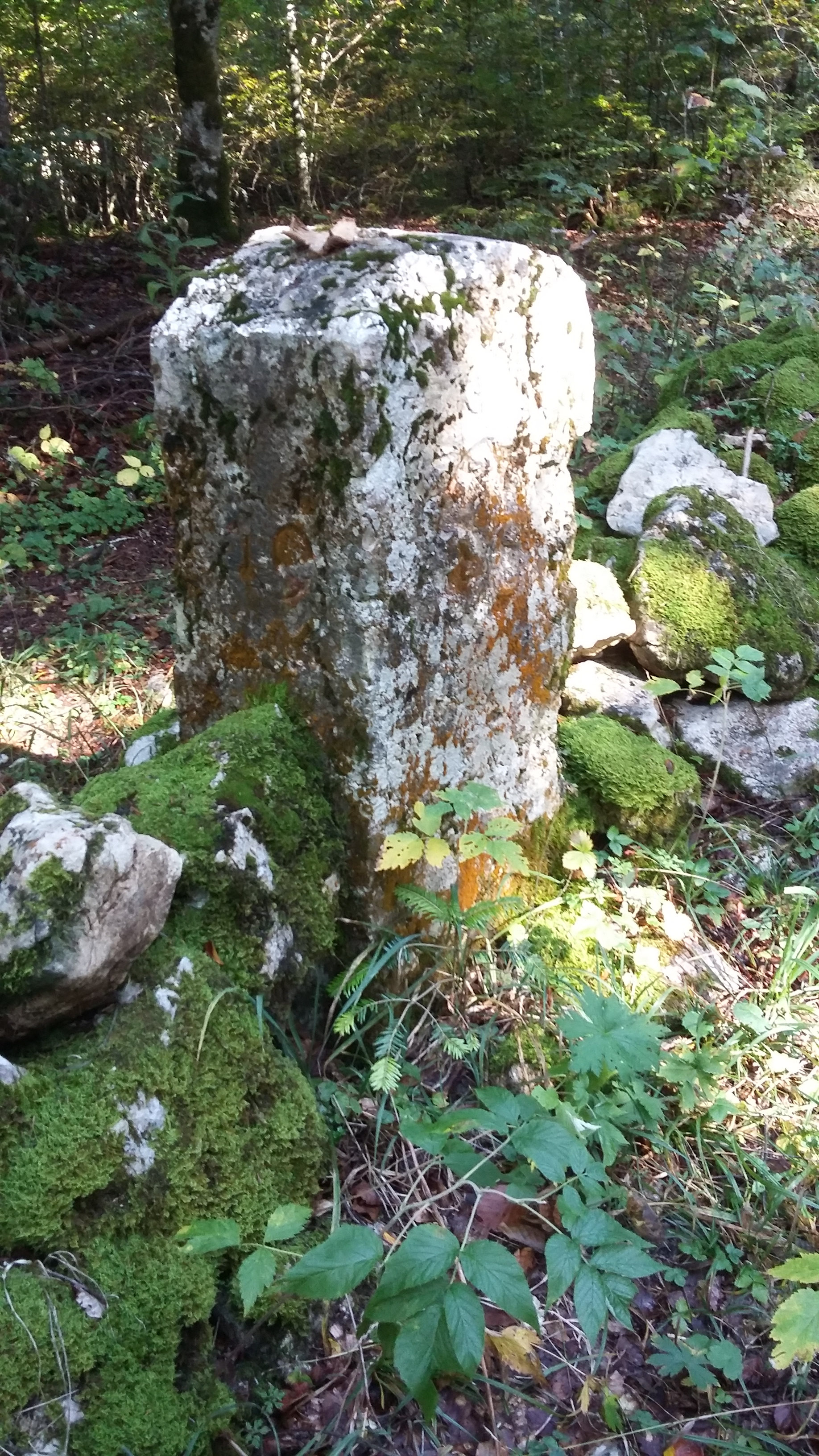
Borne n°19.
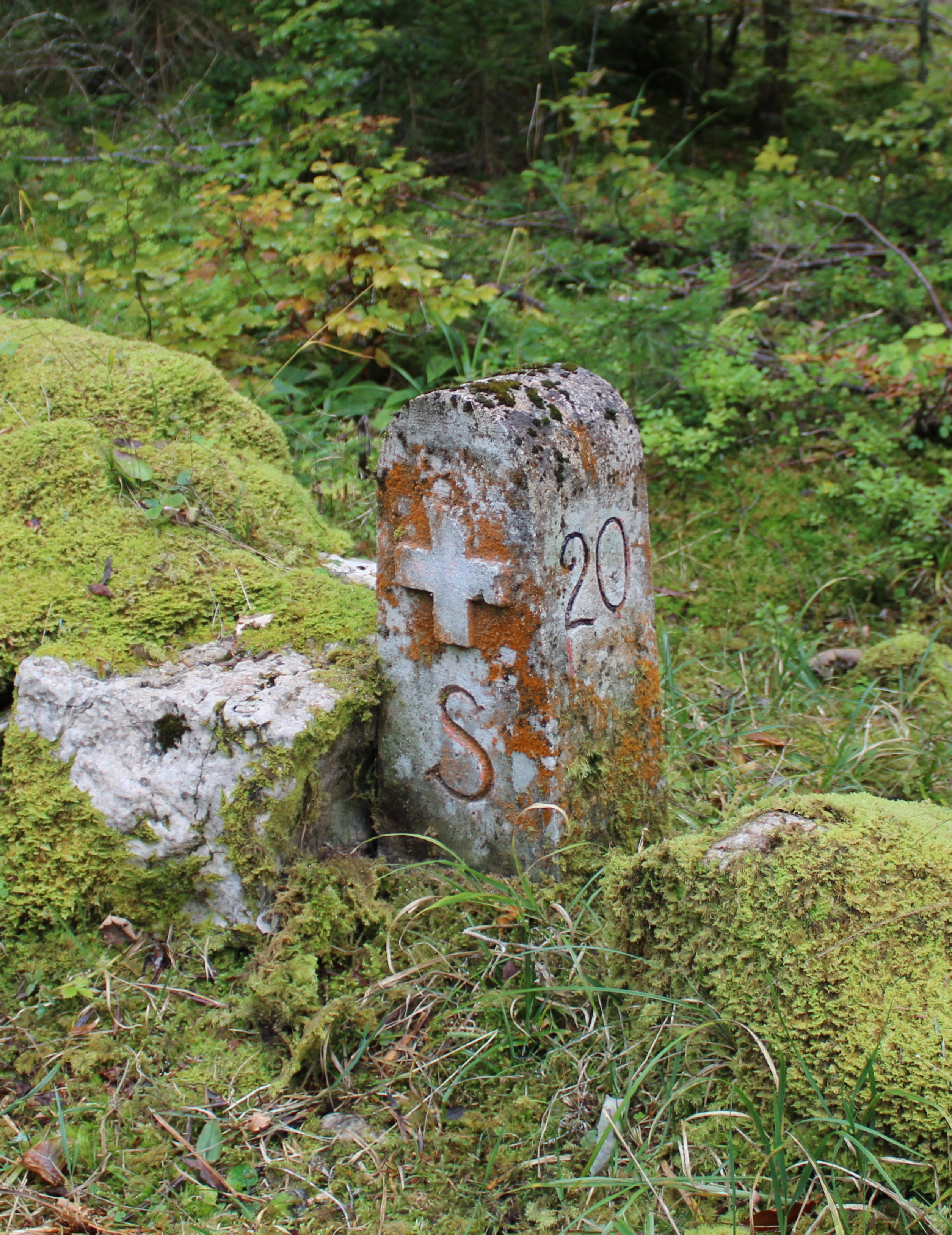
Borne n°20.
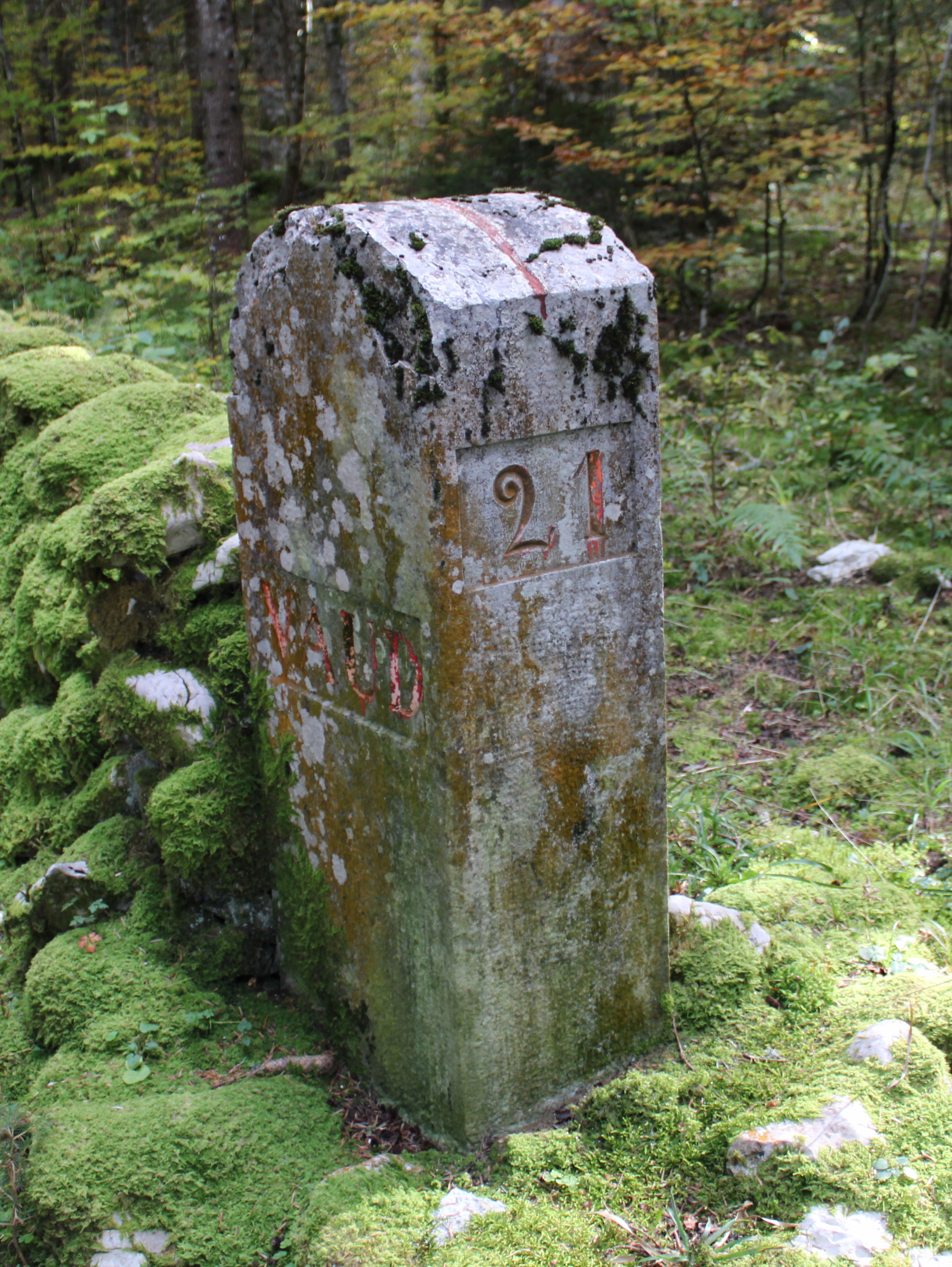
Borne n°21.
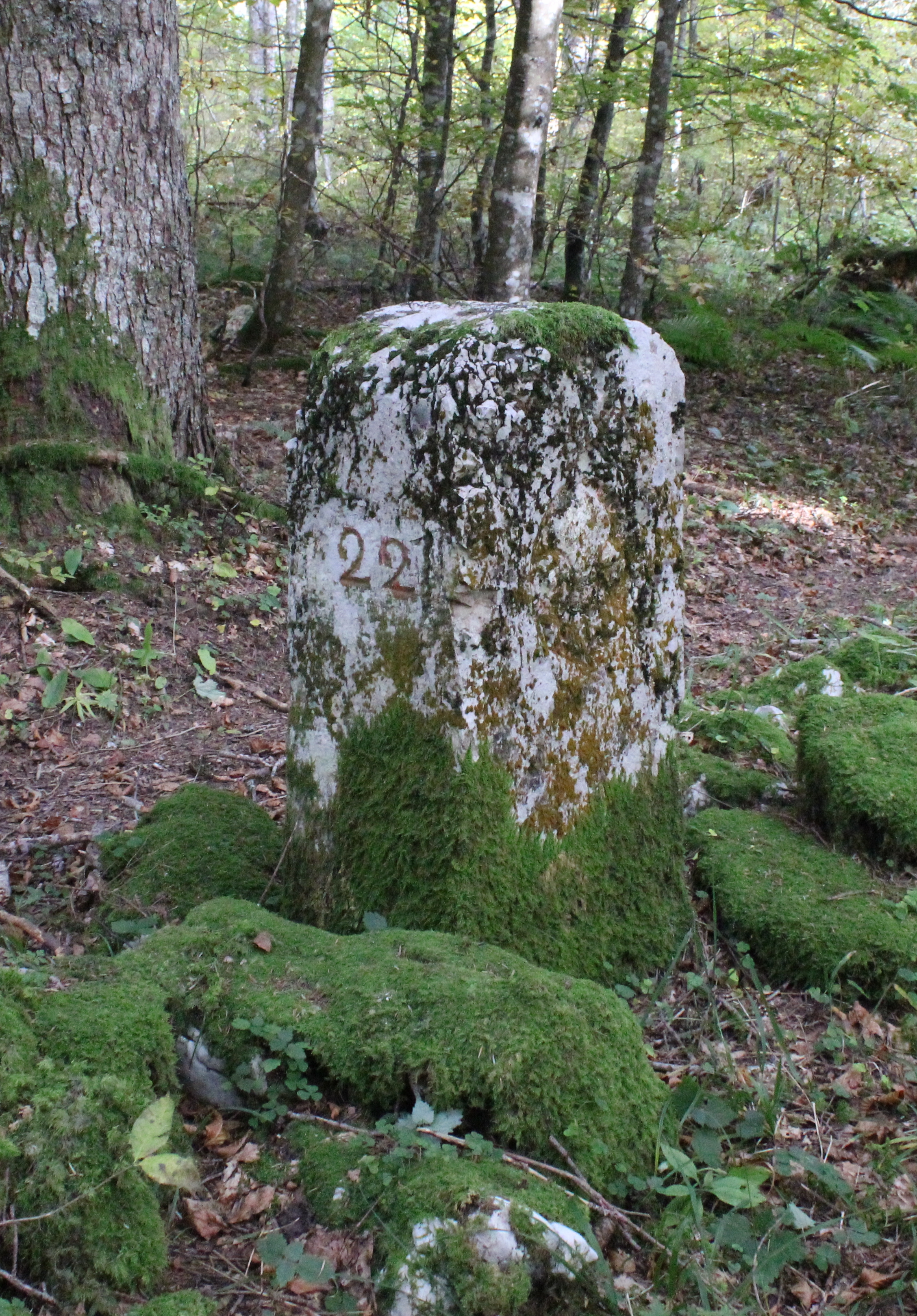
Borne n°22.
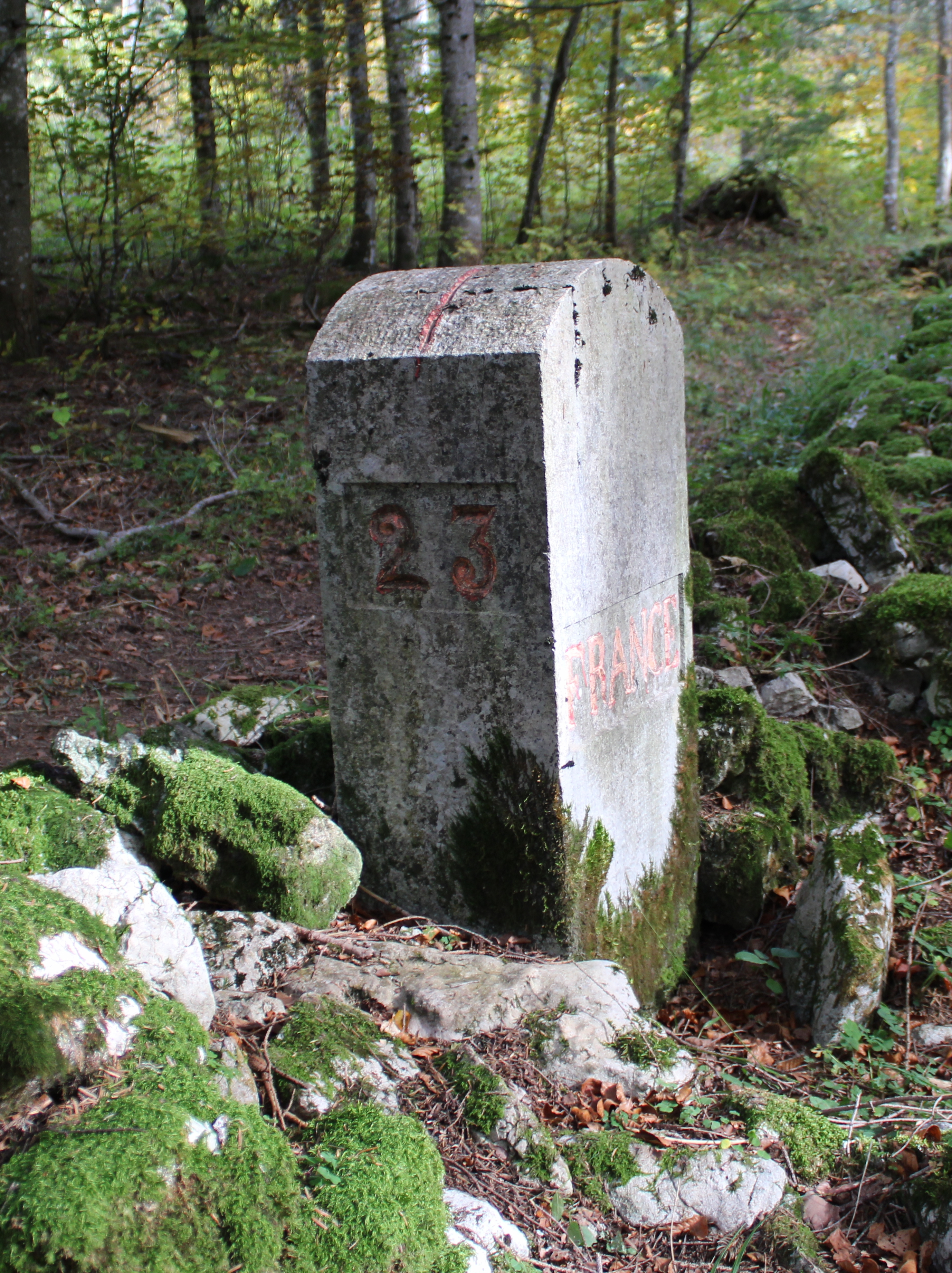
Borne n°23.
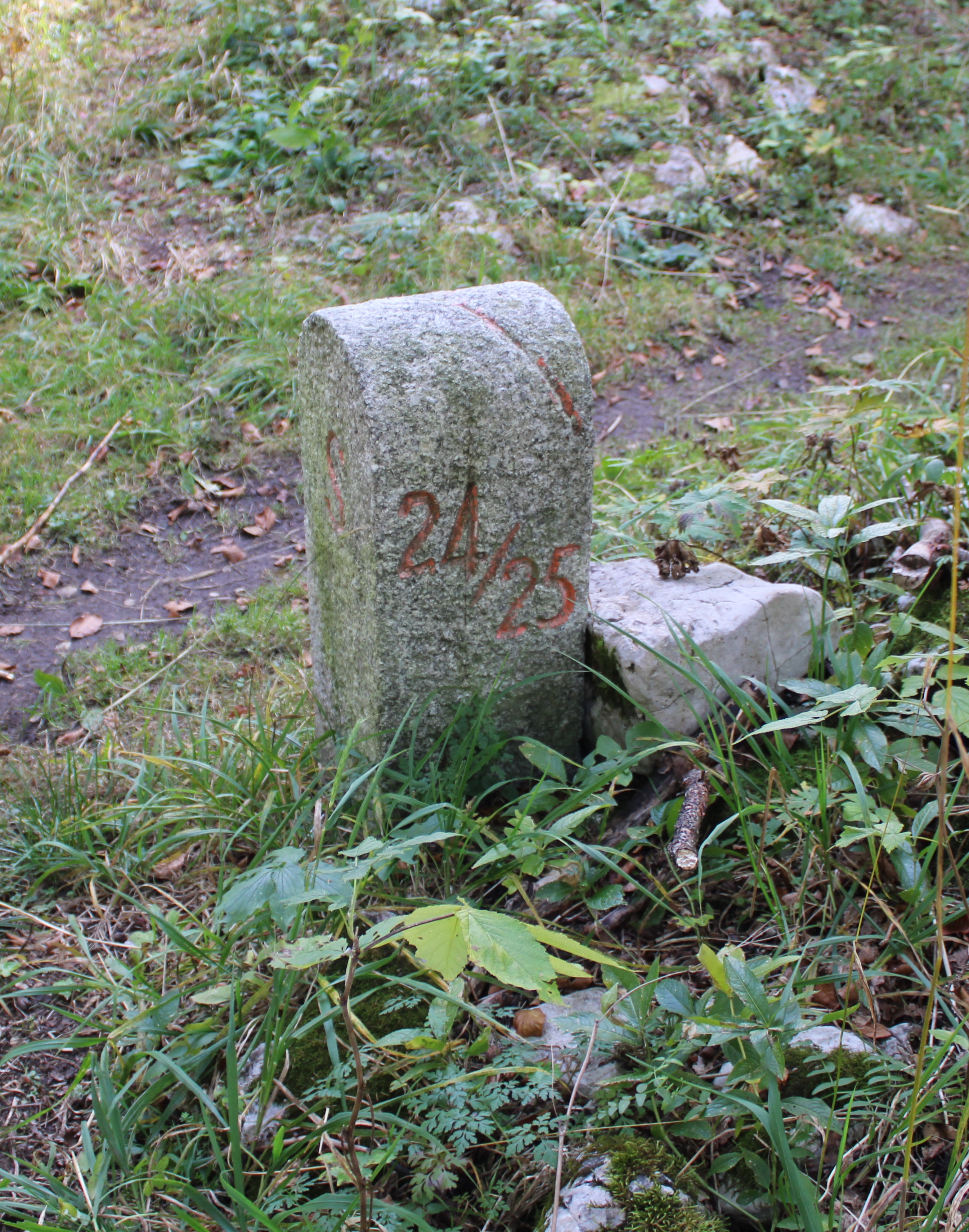
Borne double n°24 et 25.
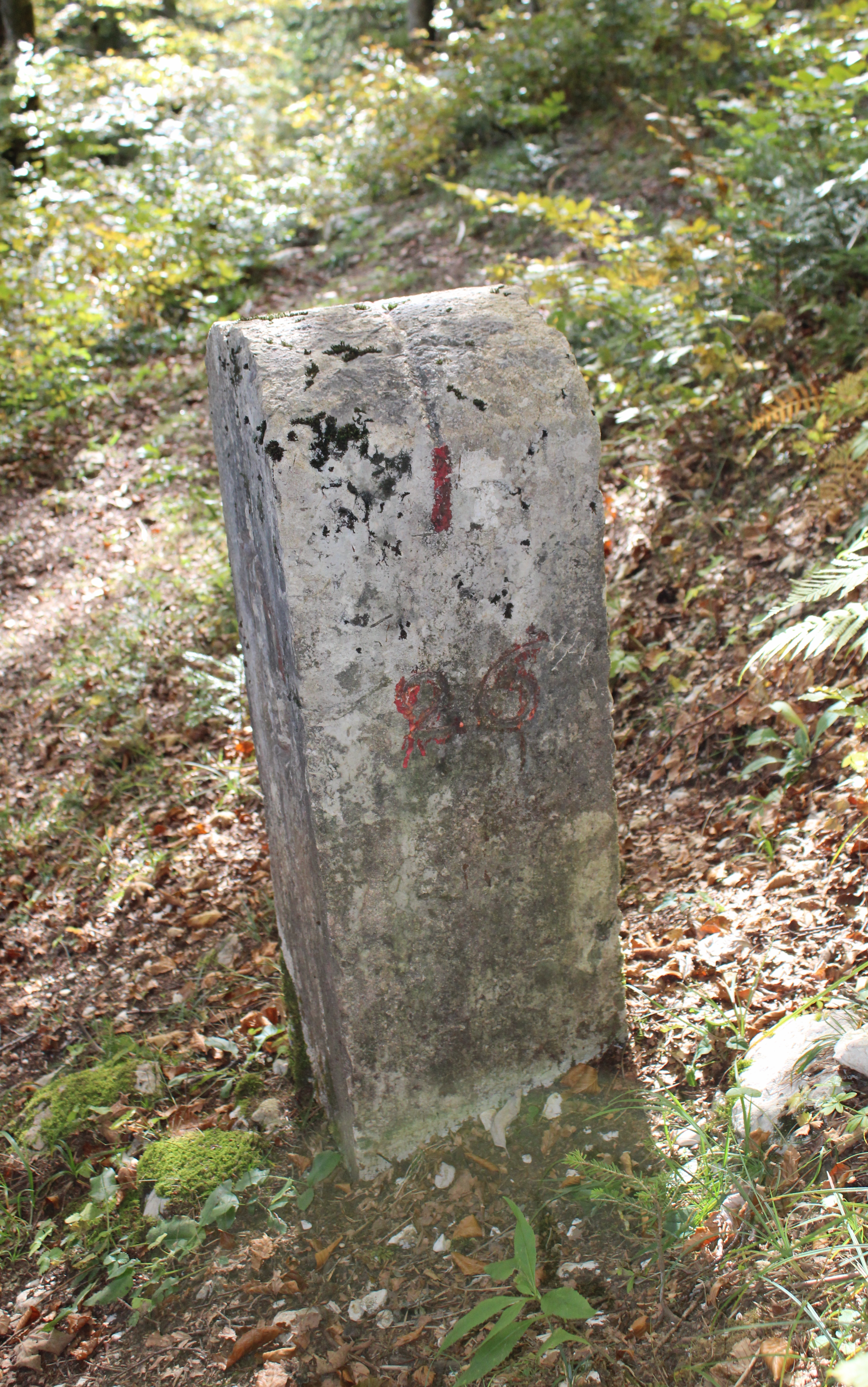
Borne n°26.
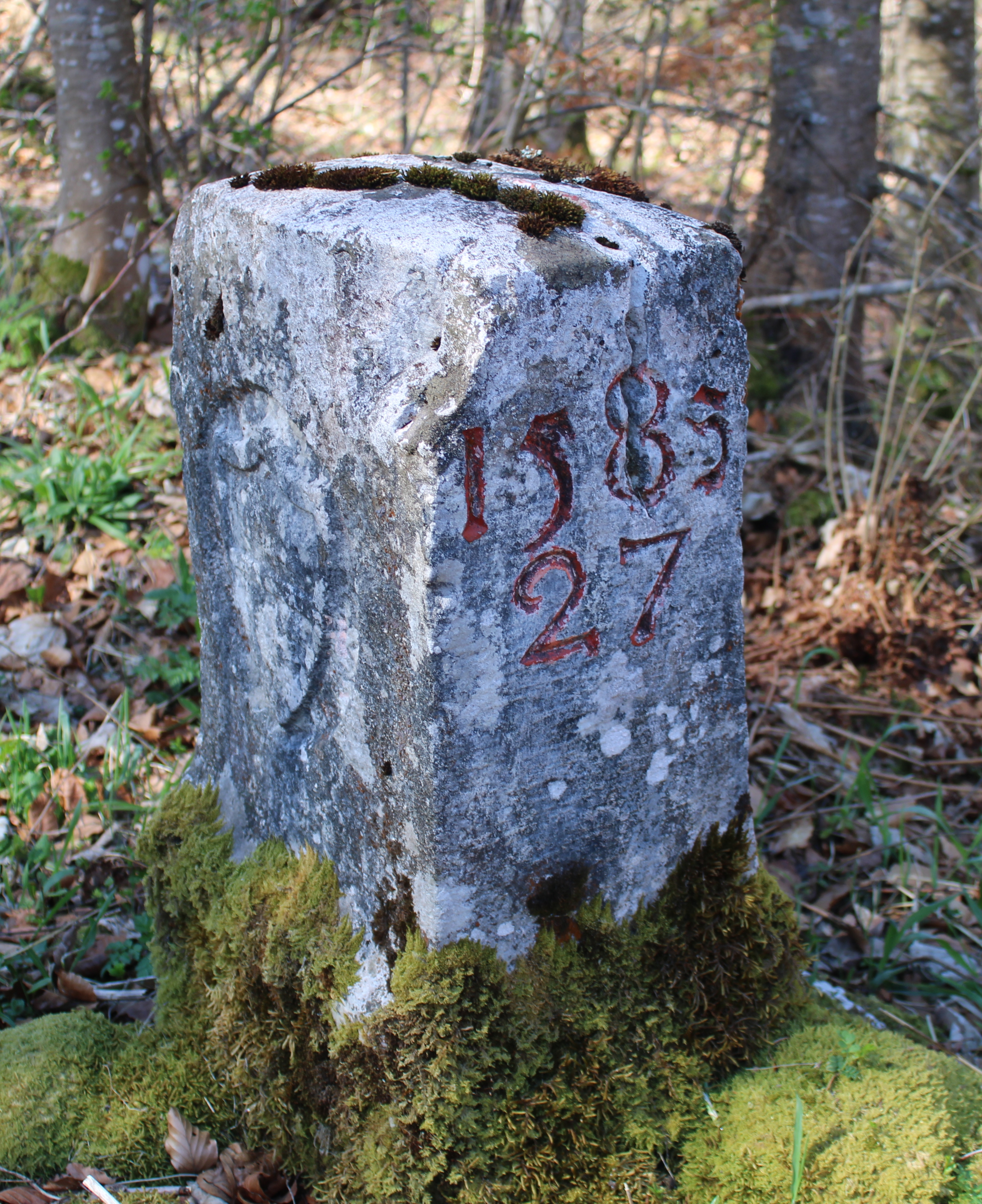
La borne n°27 portant la date de 1587.
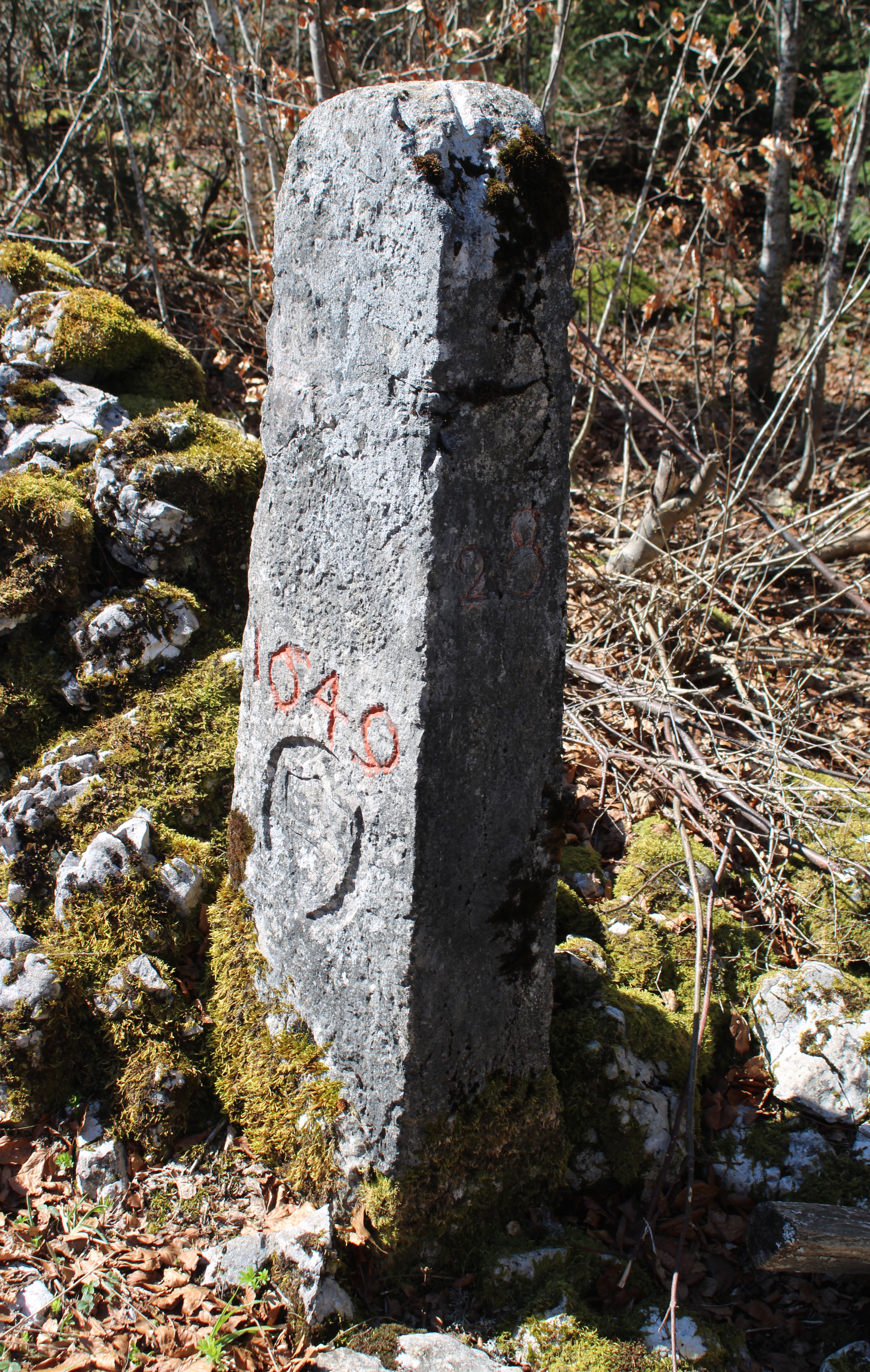
La borne n°28.
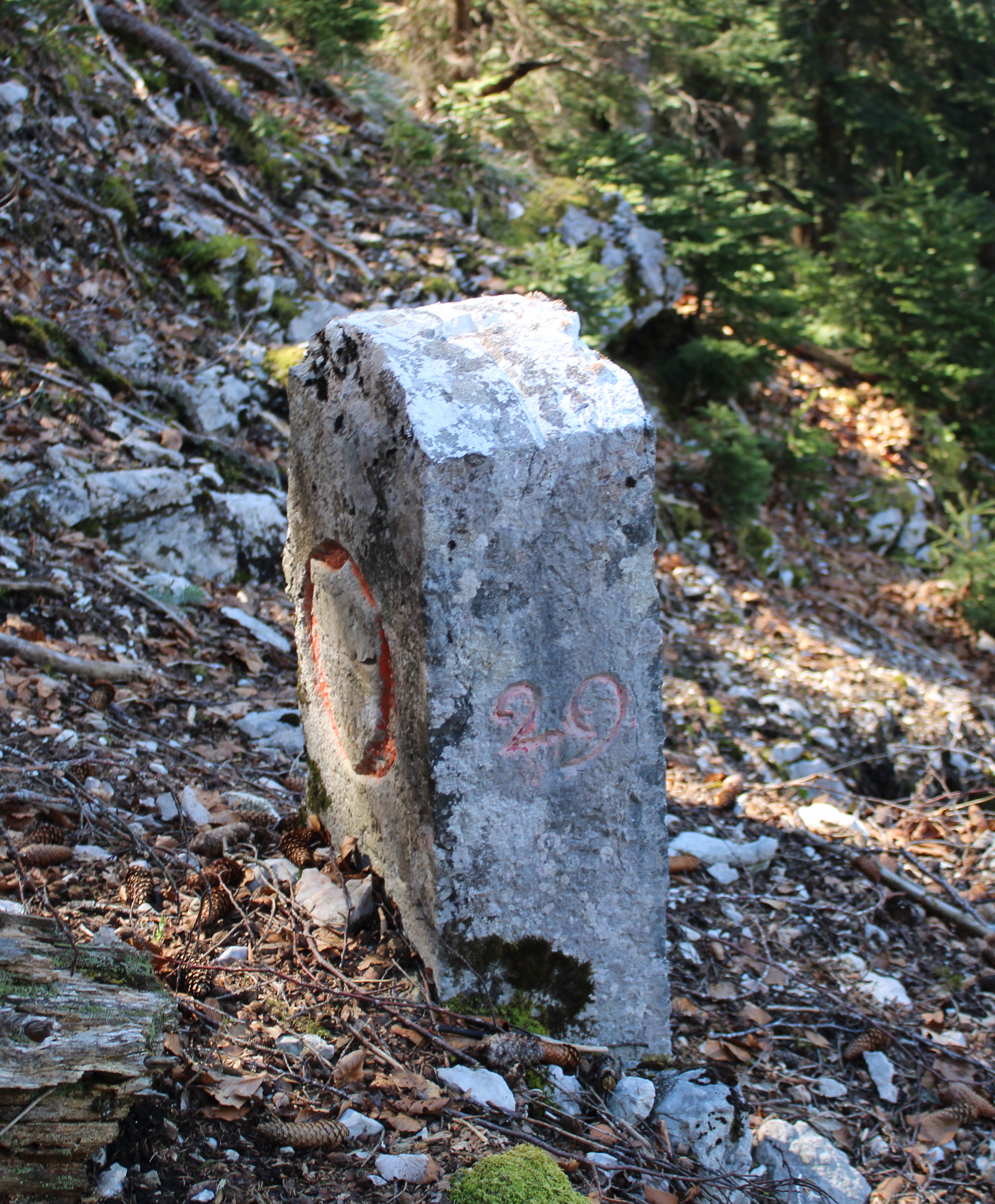
La borne n°29.
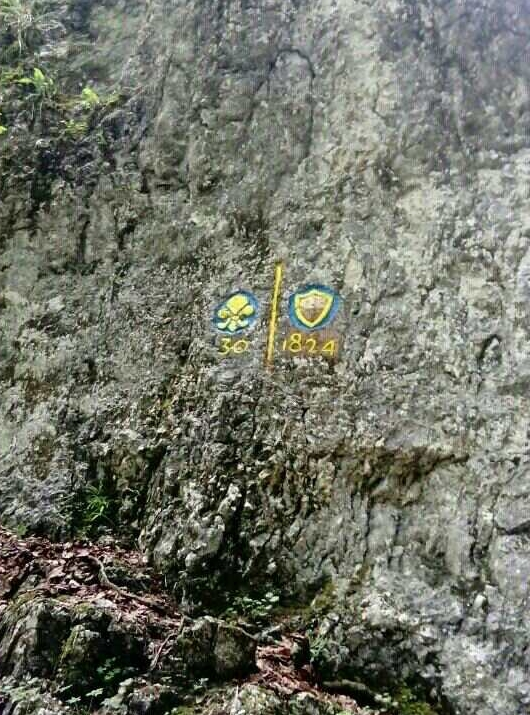
Borne n°30.
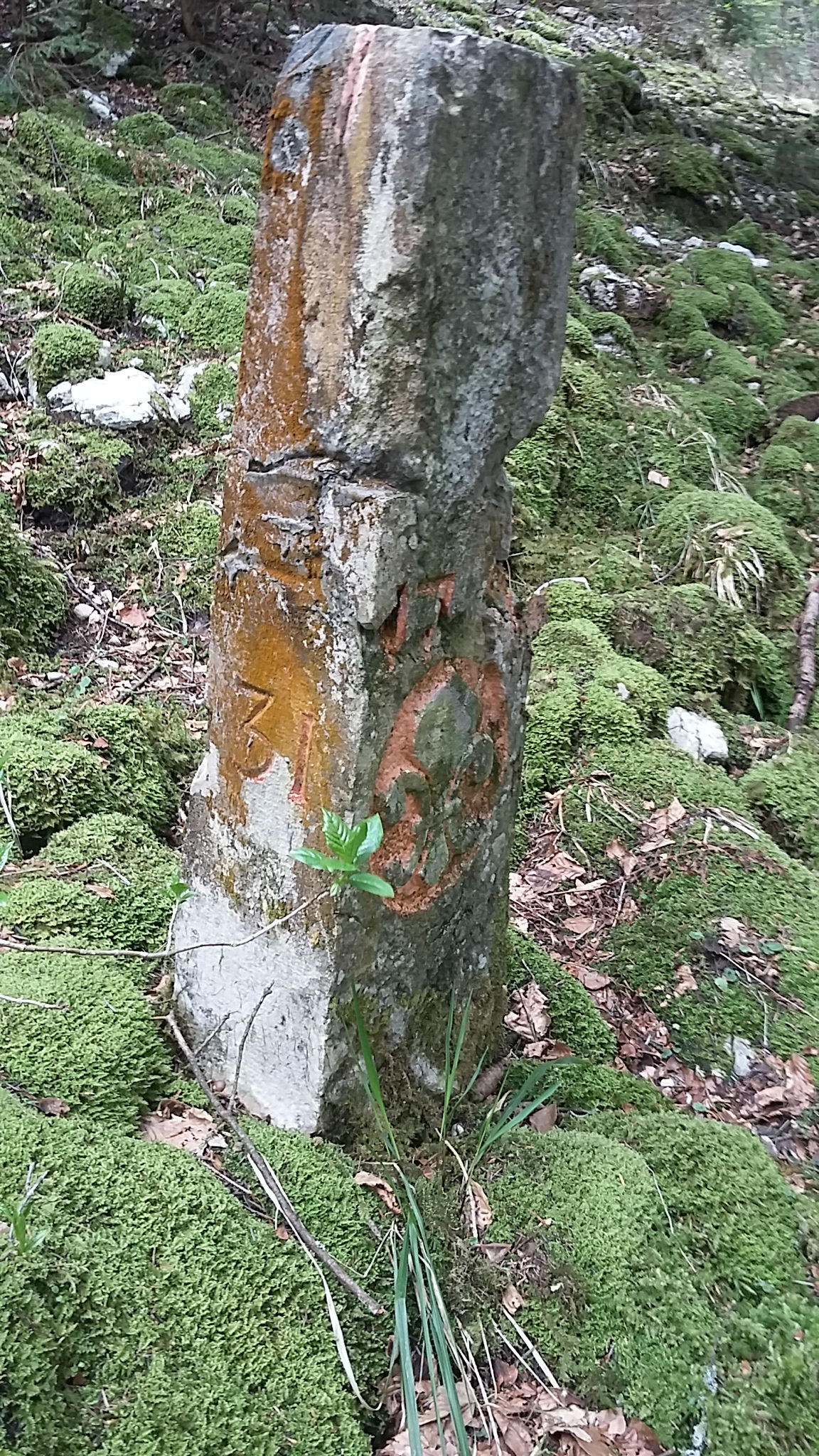
Borne n°31.
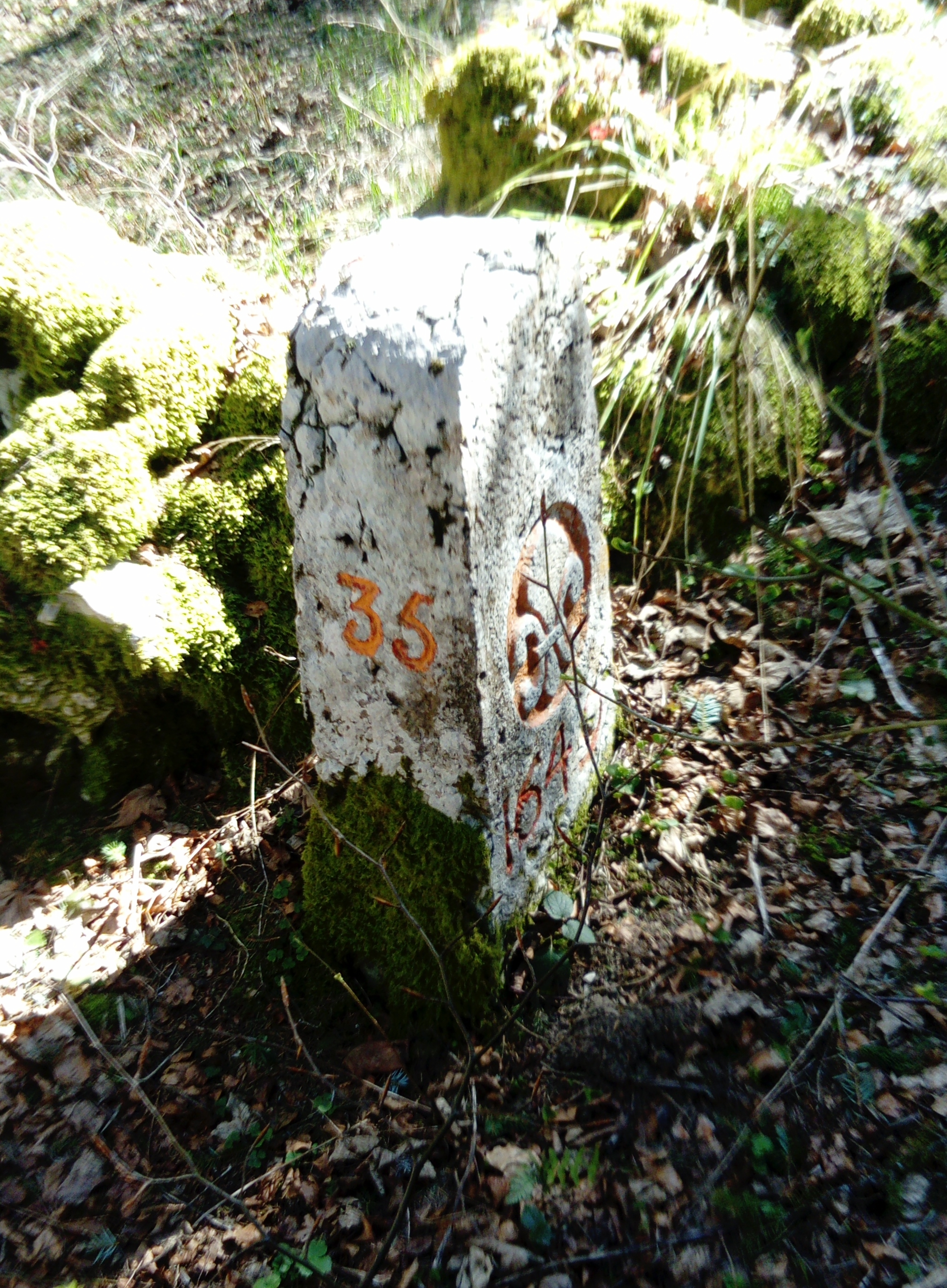
Borne n°35.
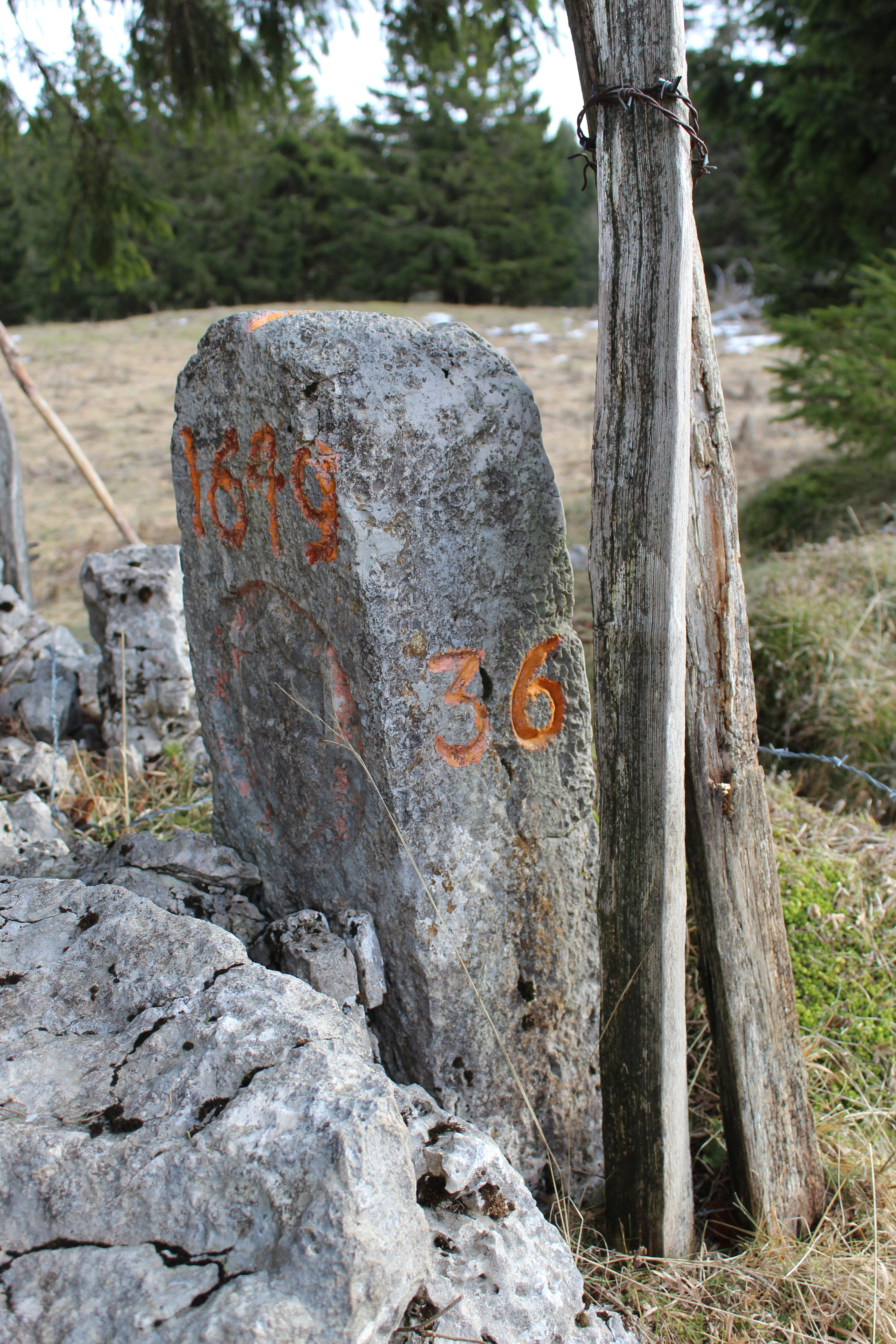
Borne n°36.
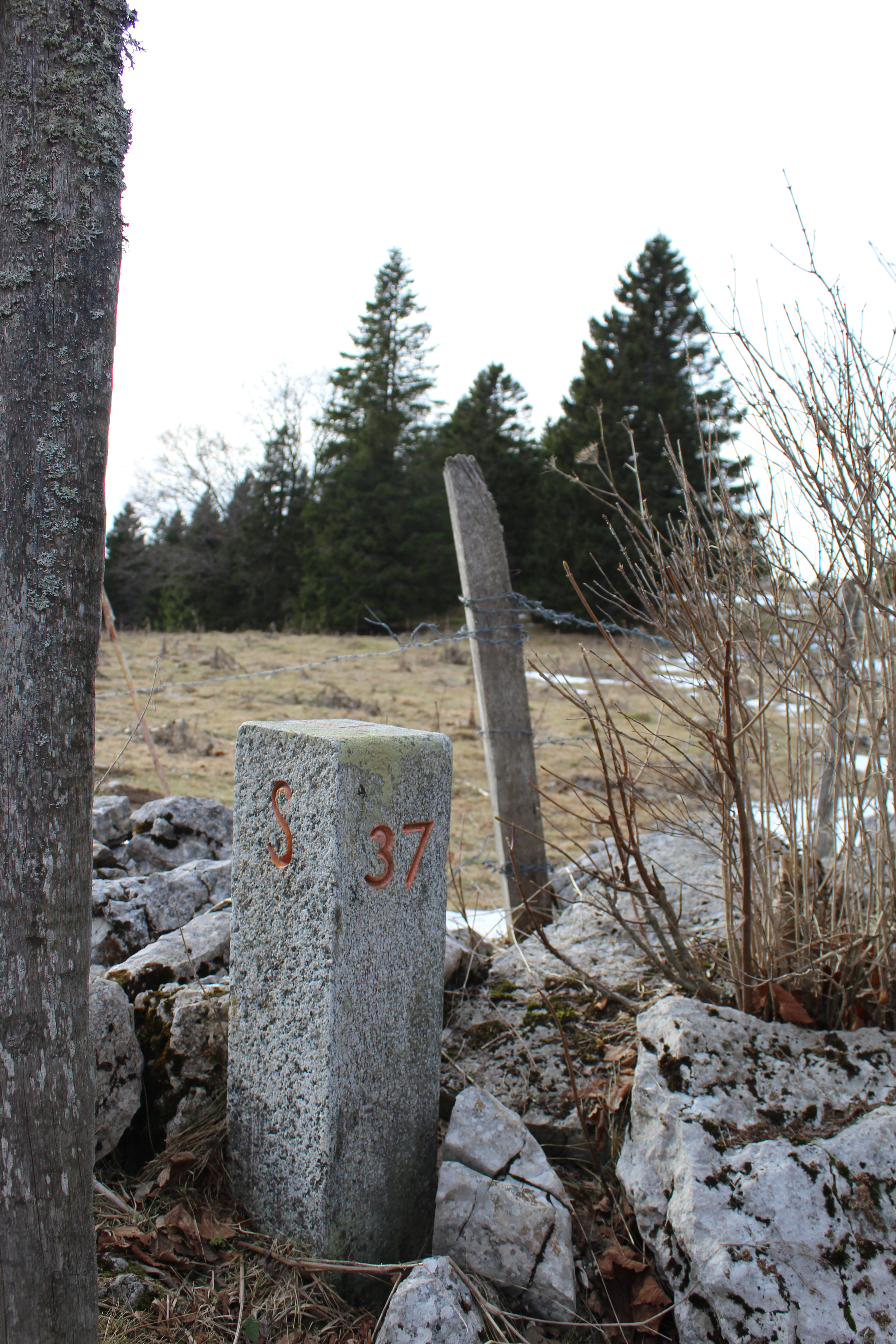
Borne n°37.
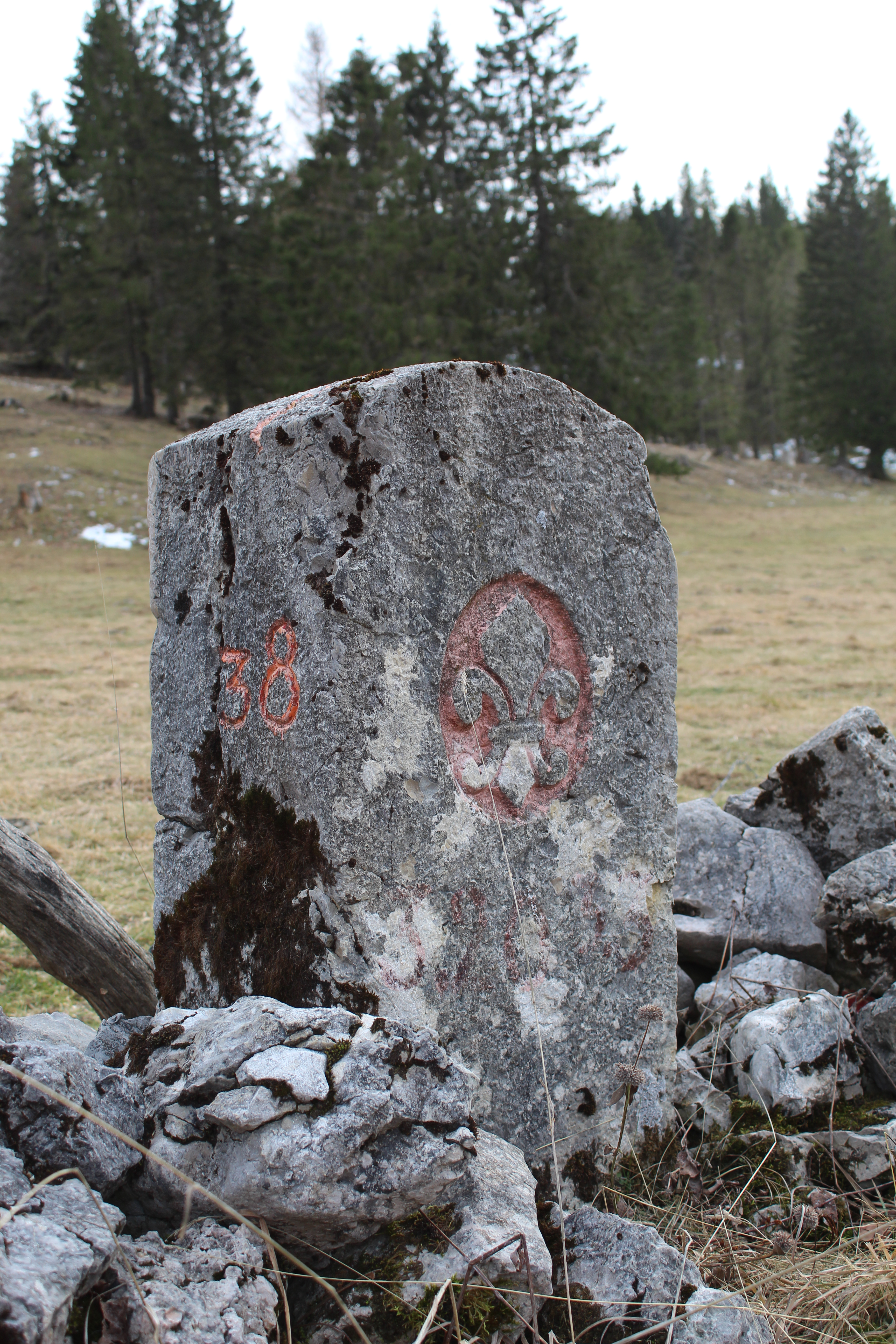
Borne n°38.
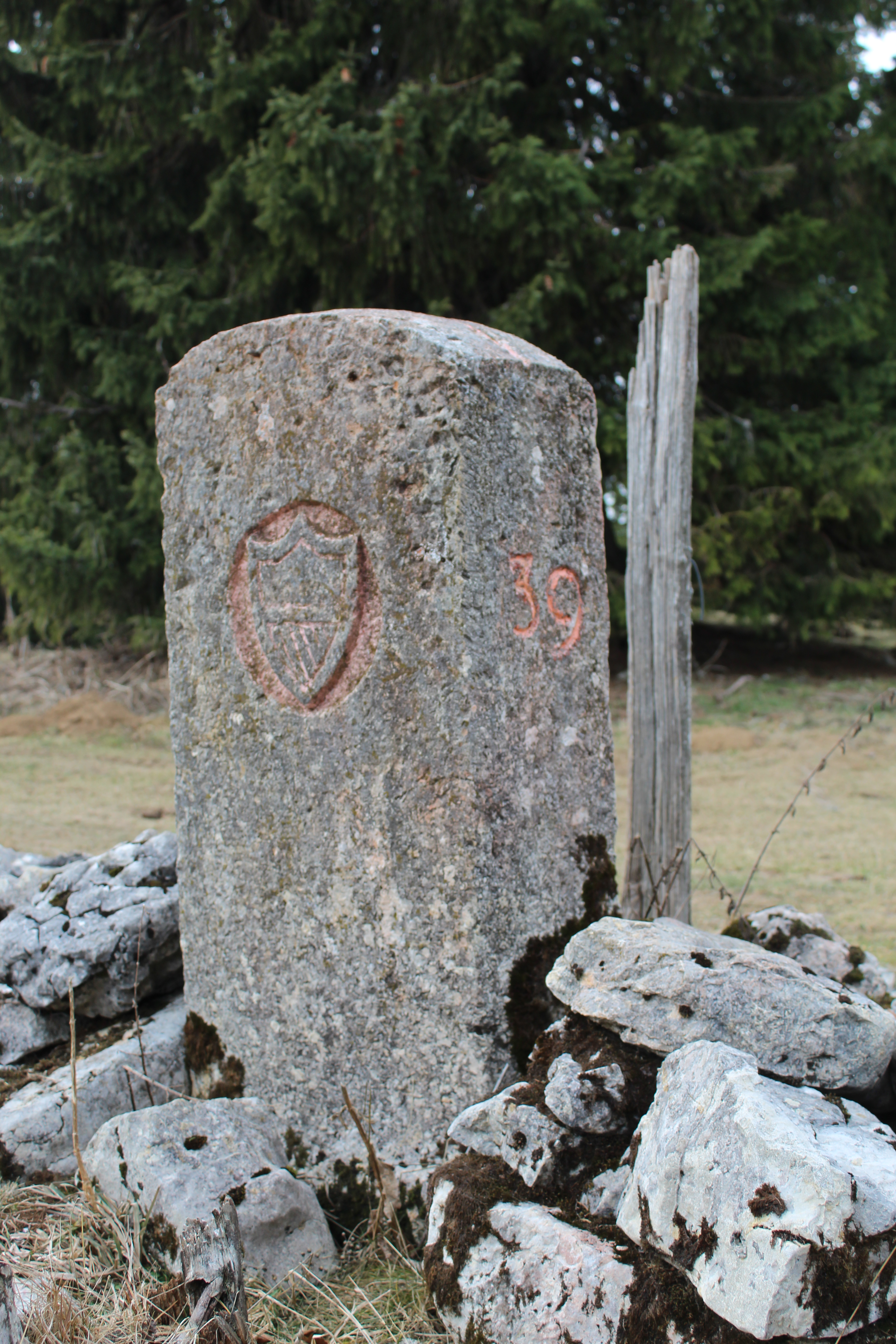
Borne n°39.
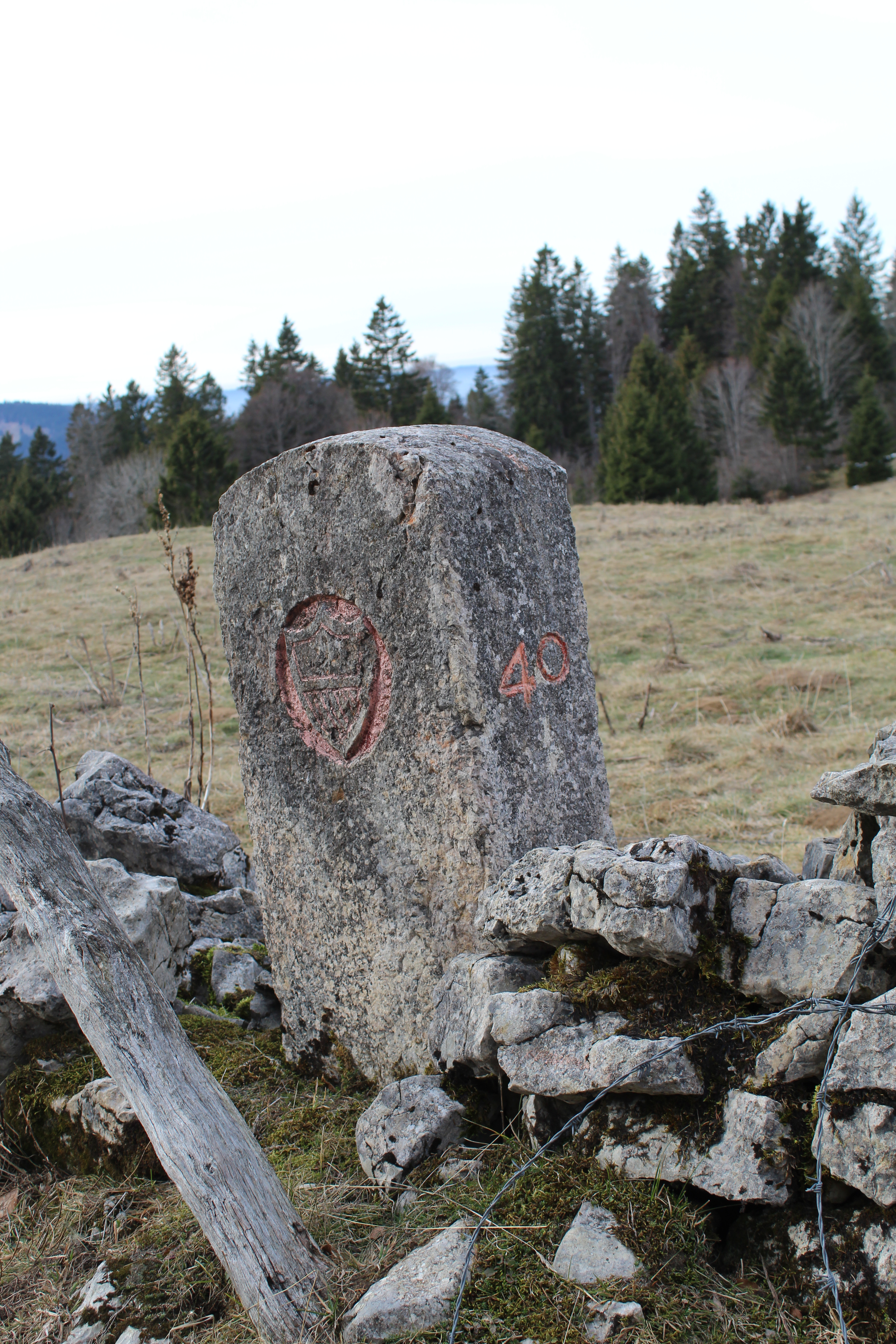
Borne n°40.
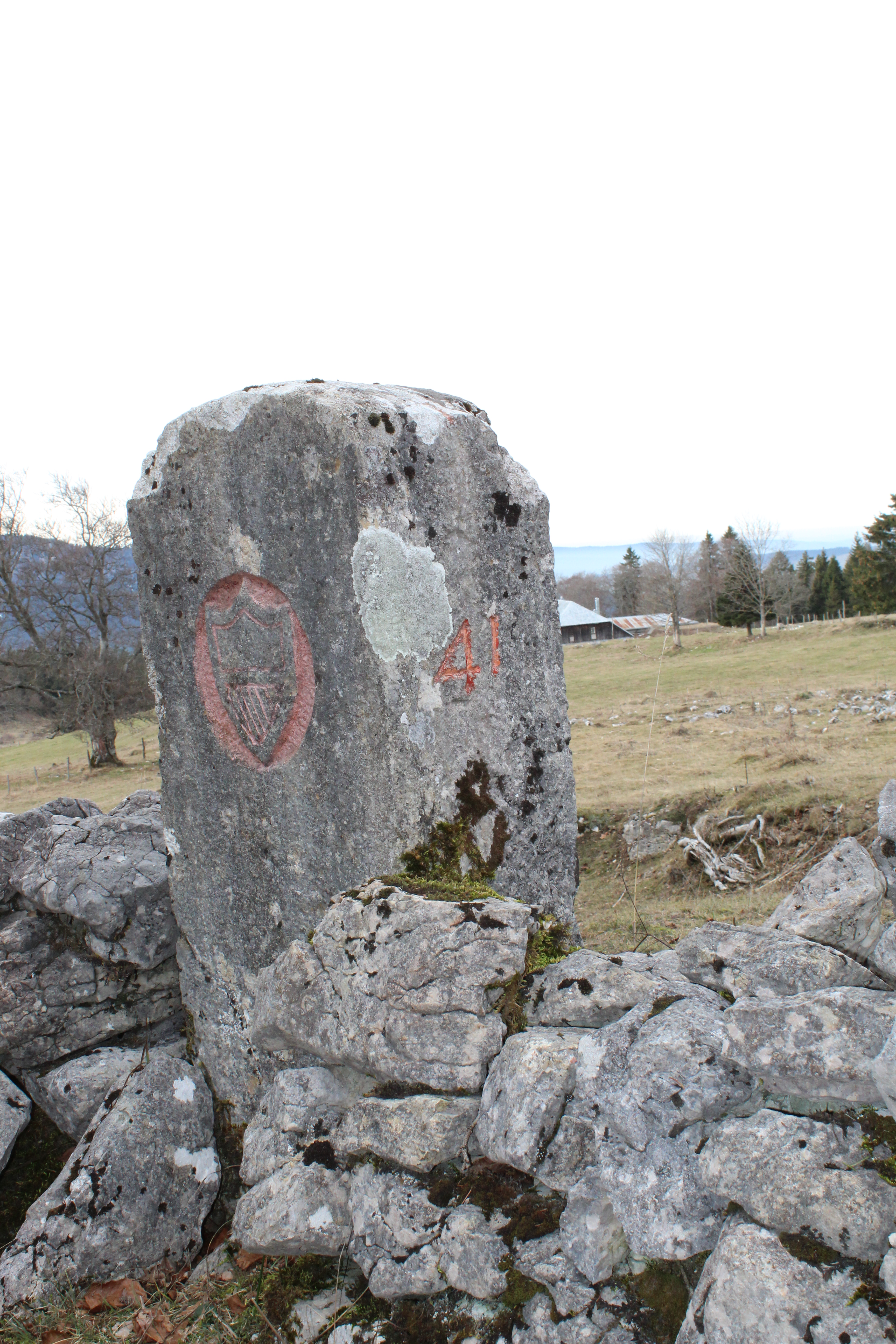
Borne n°41.
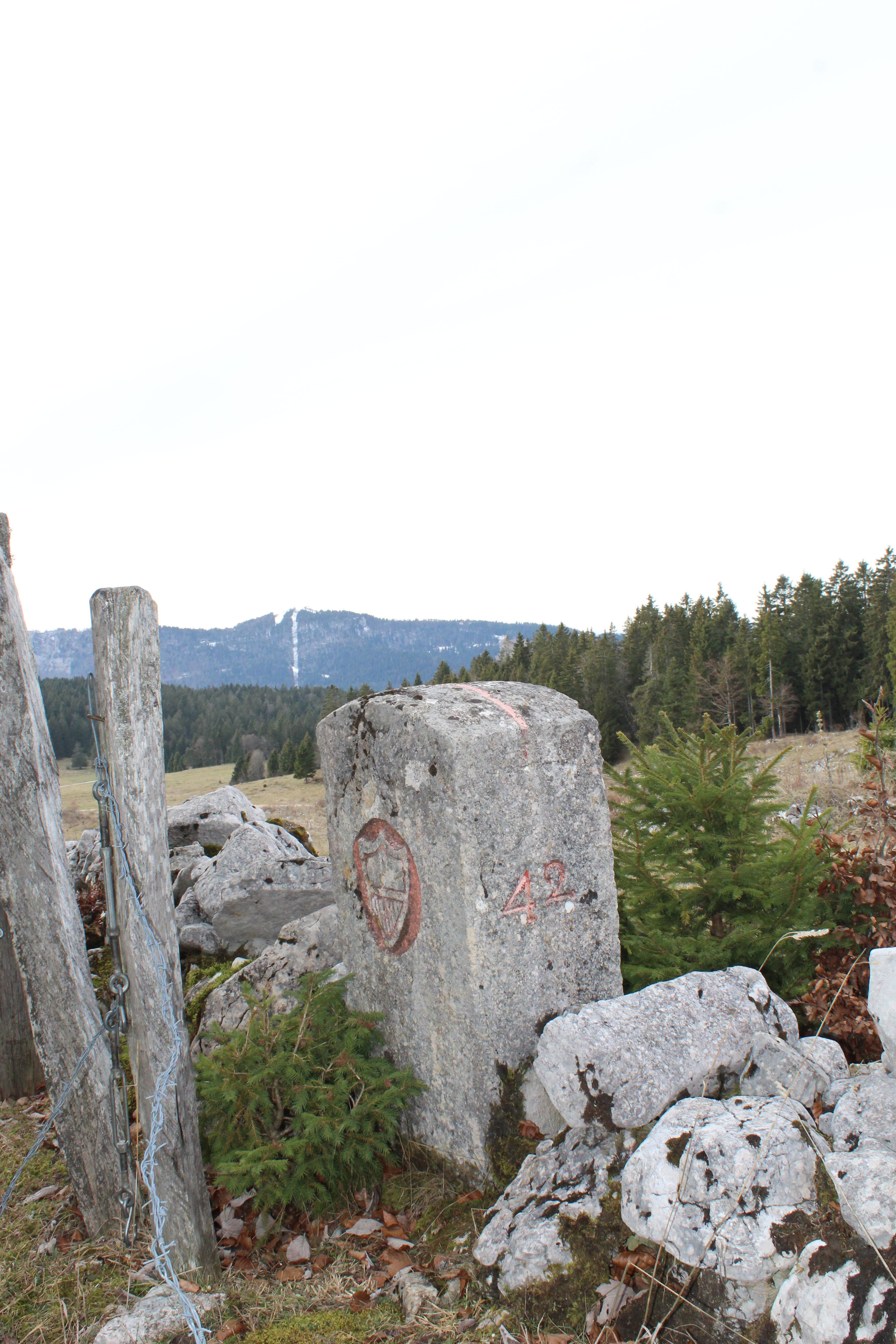
Borne n°42.
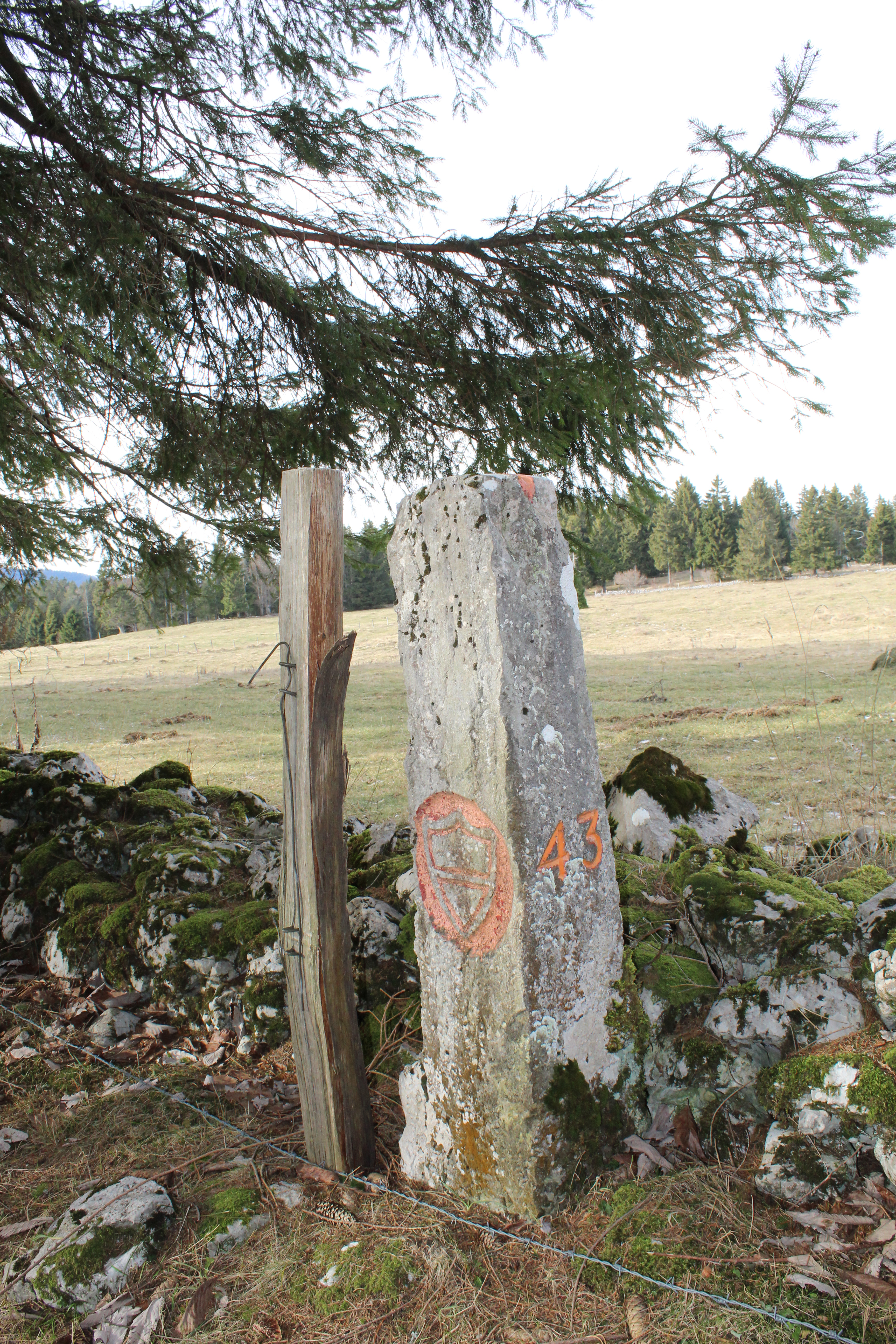
Borne n°43.
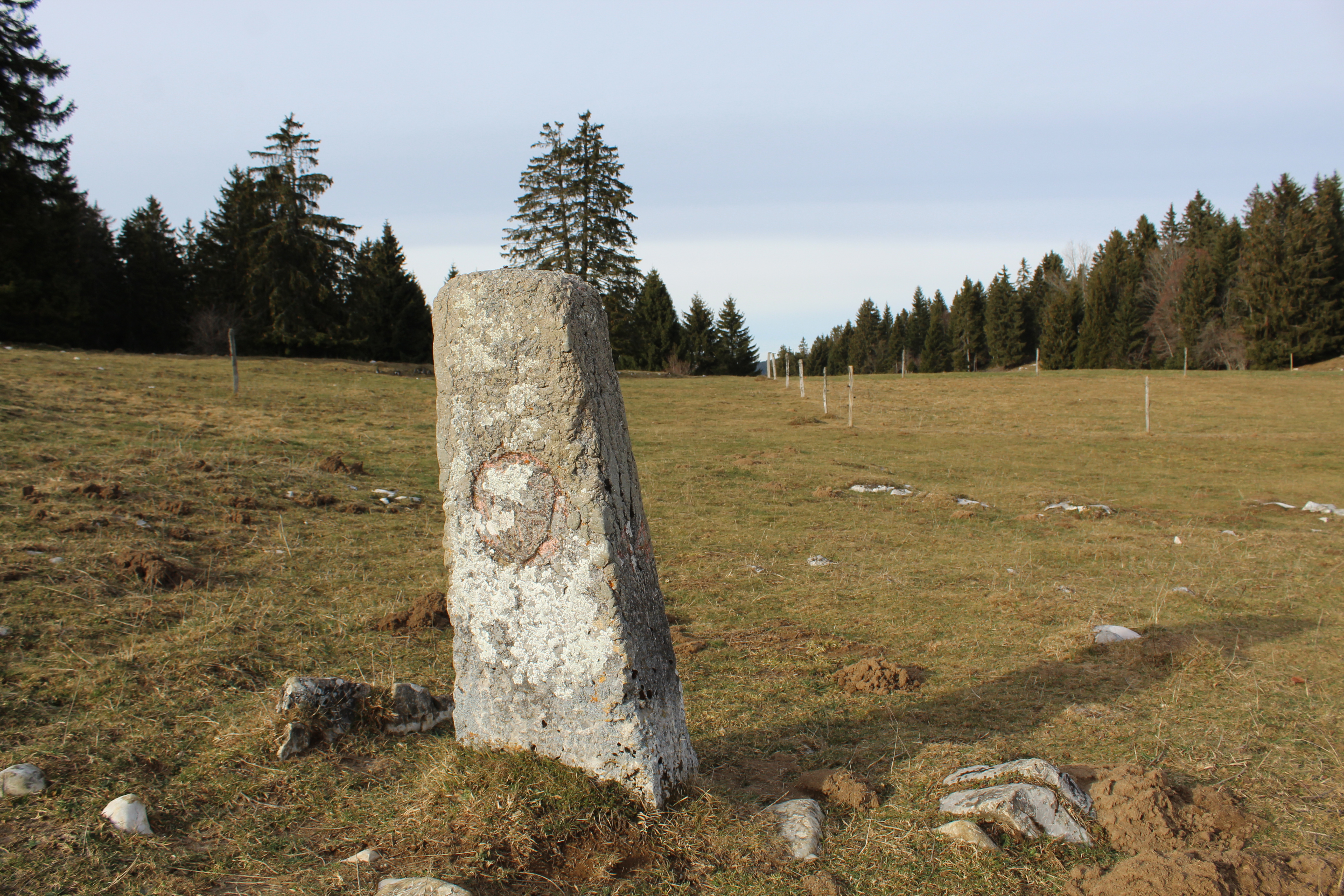
Borne n°44.
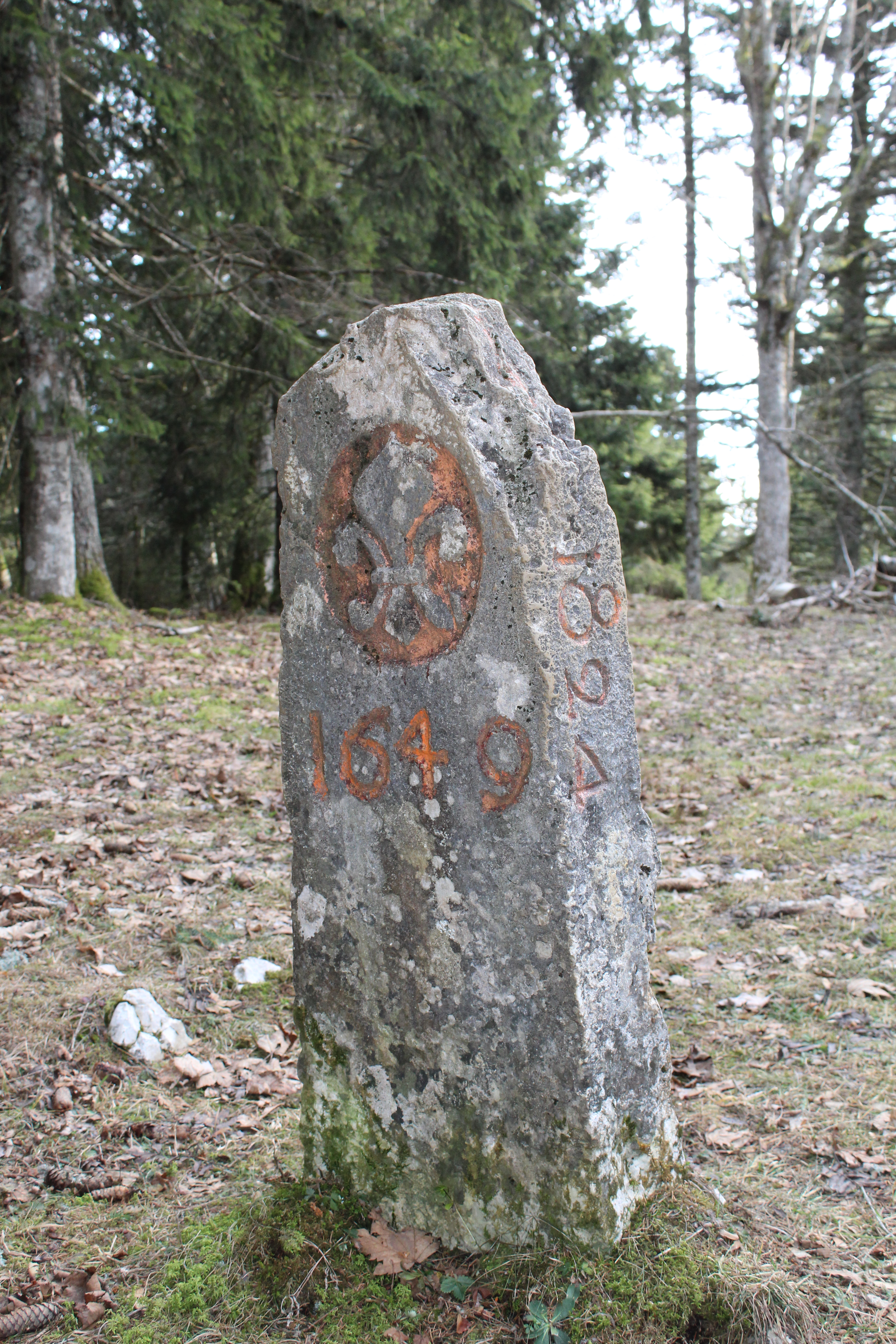
Borne n°45.
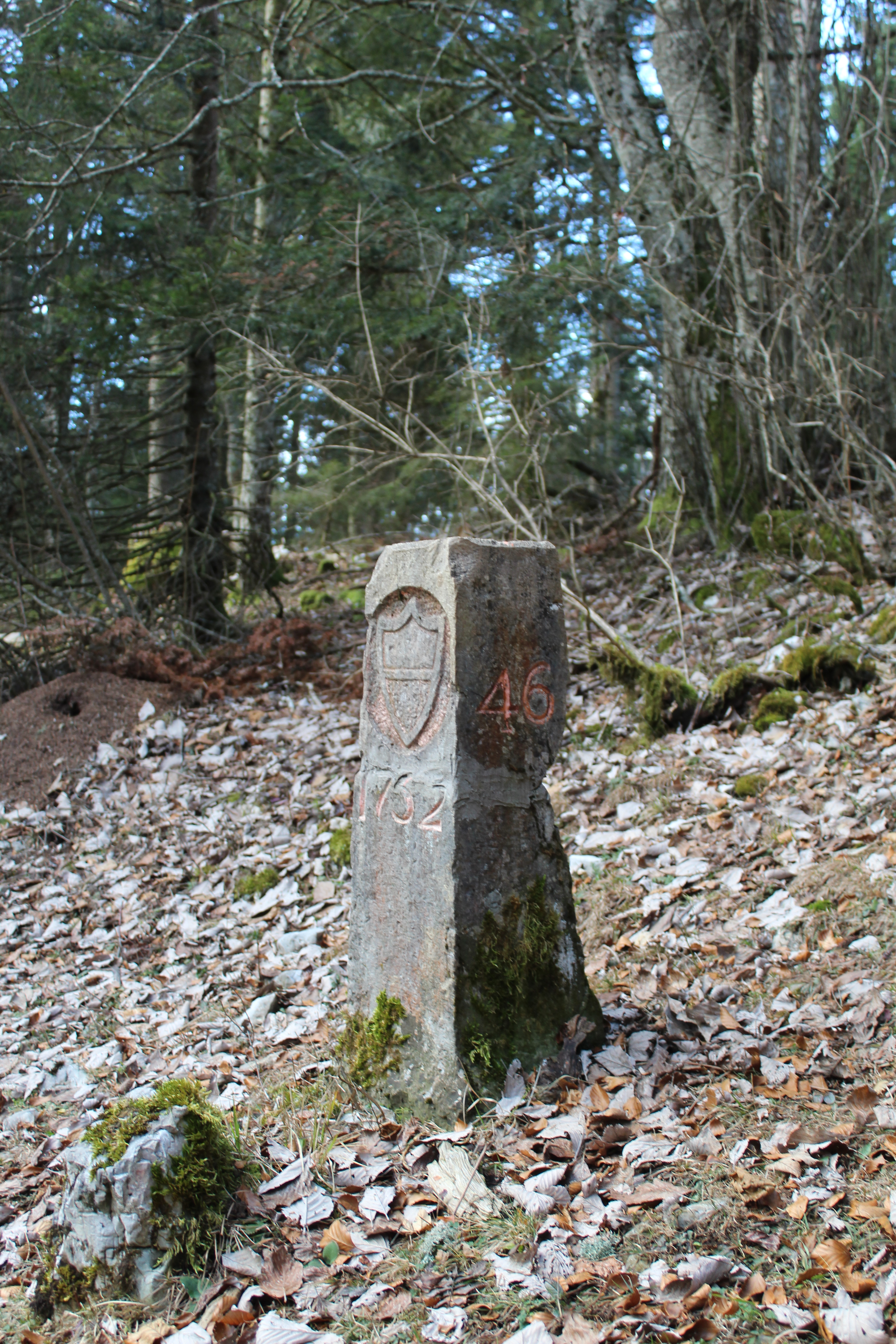
Borne n°46.
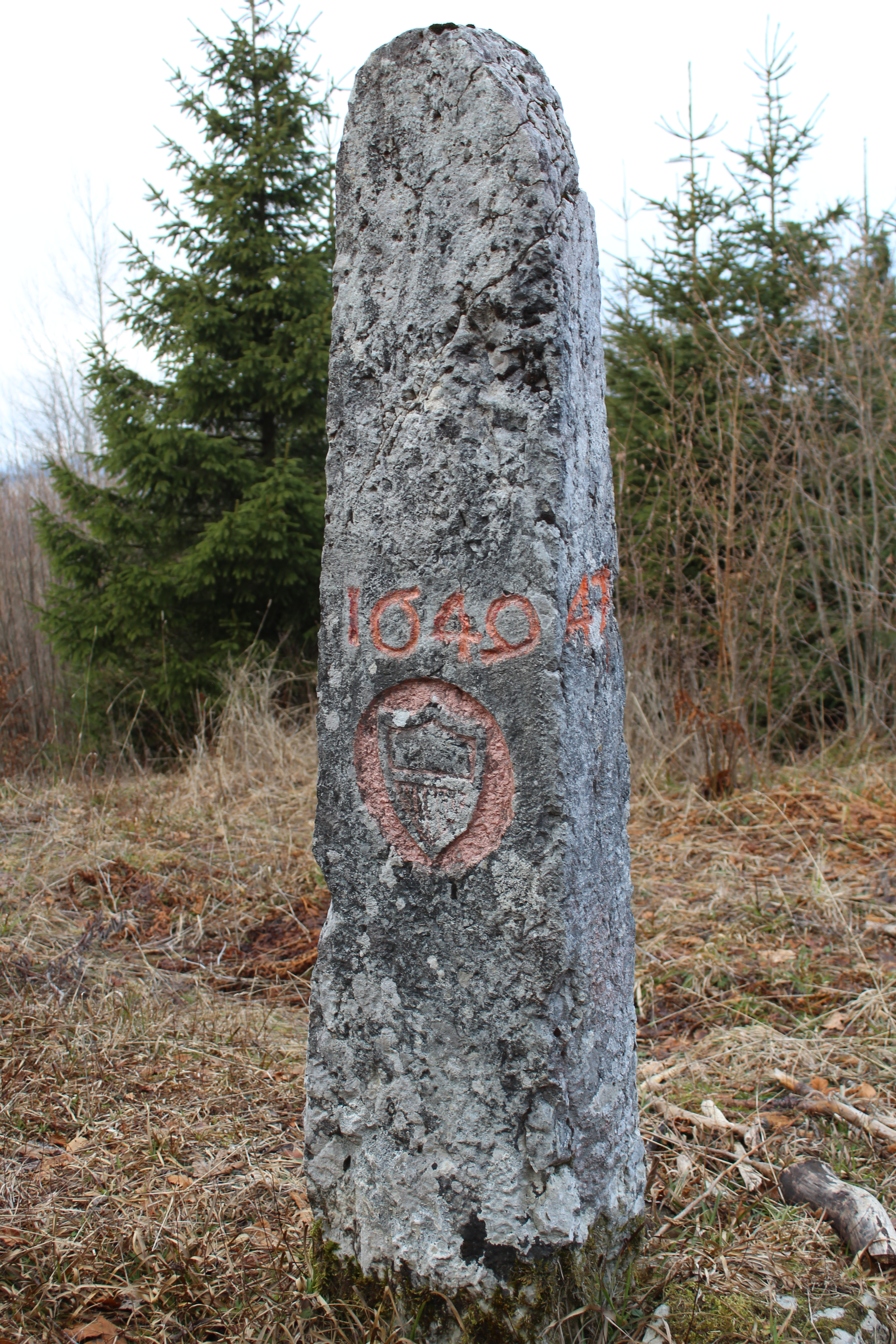
Borne n°47.
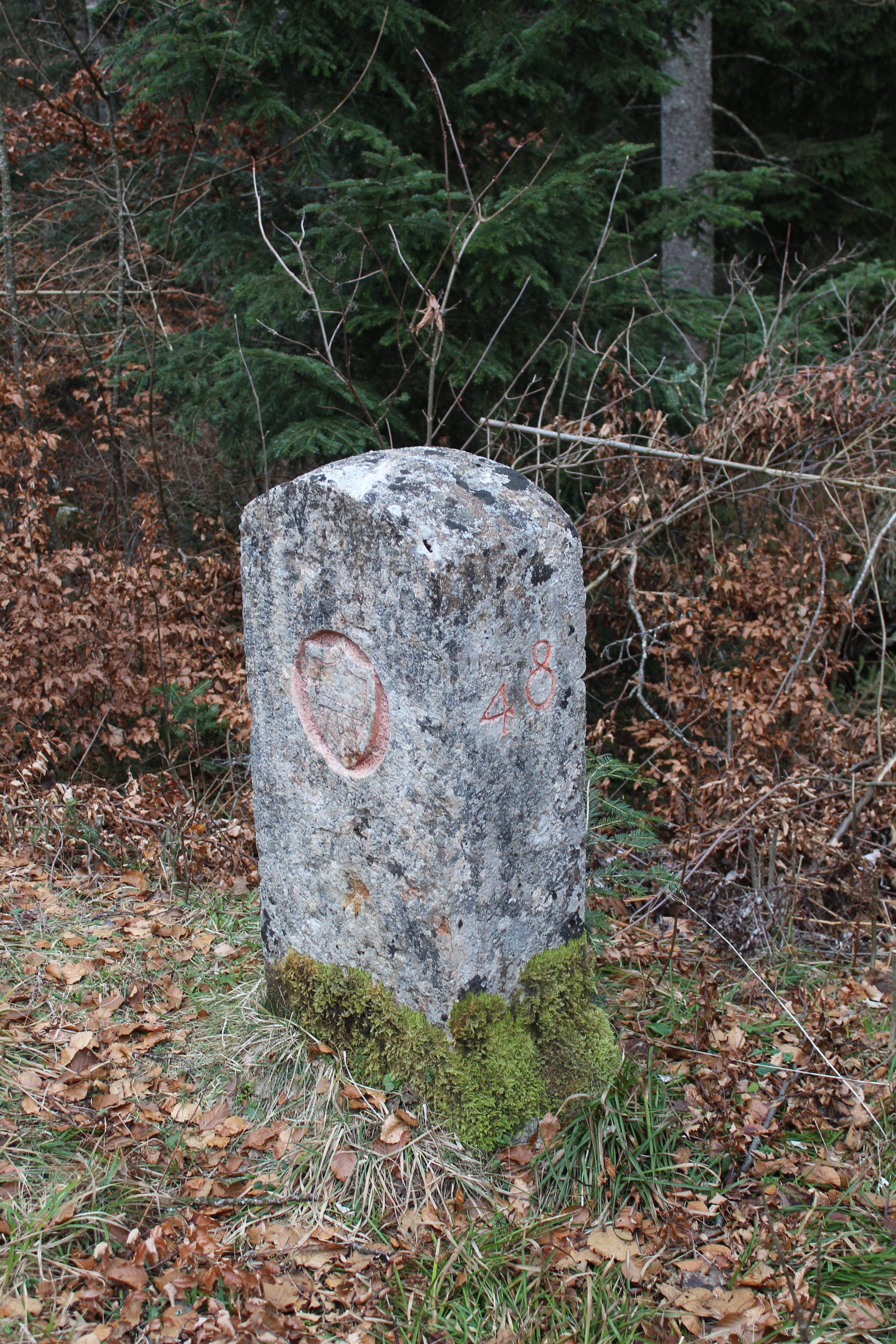
Borne n°48.
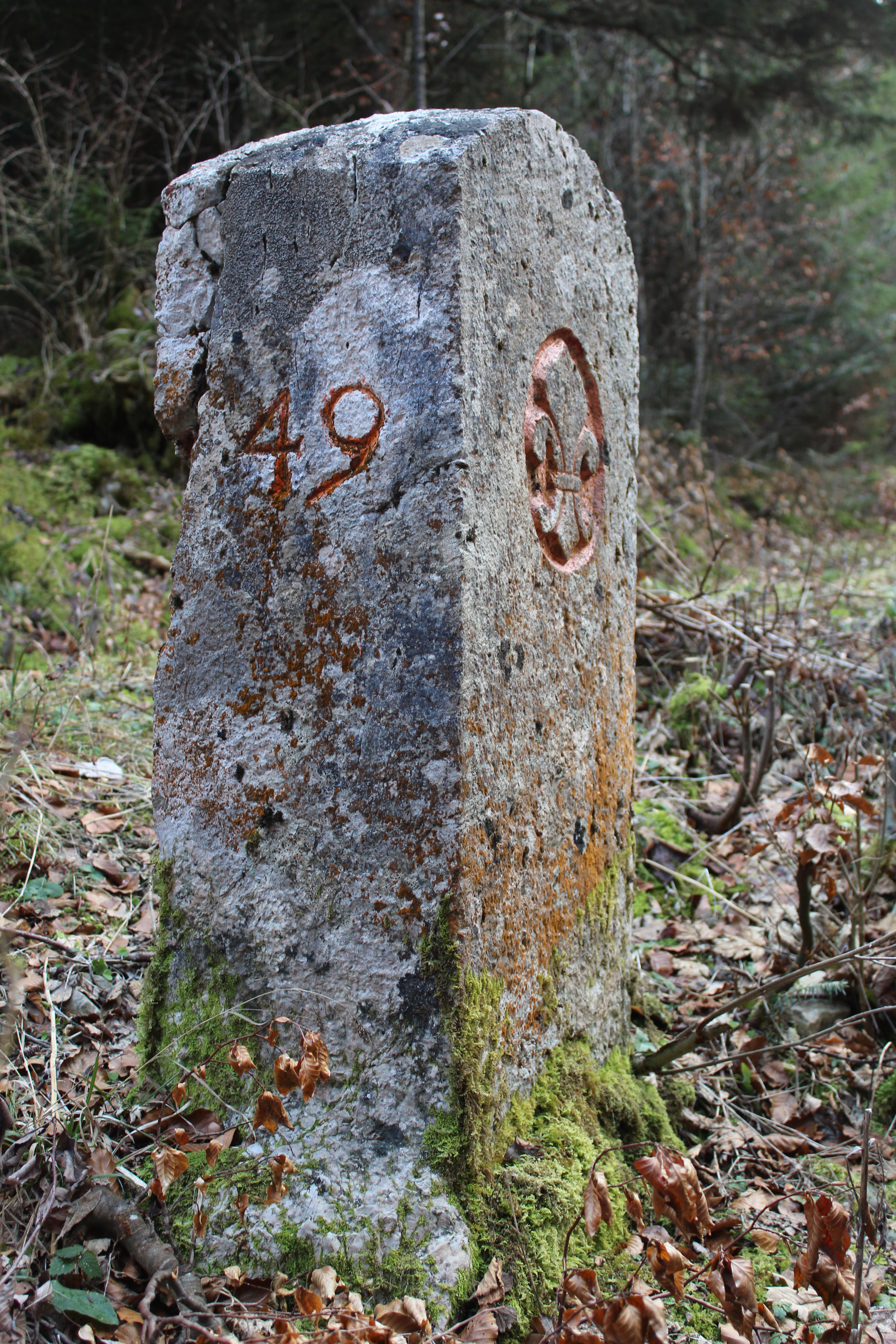
Borne n°49.
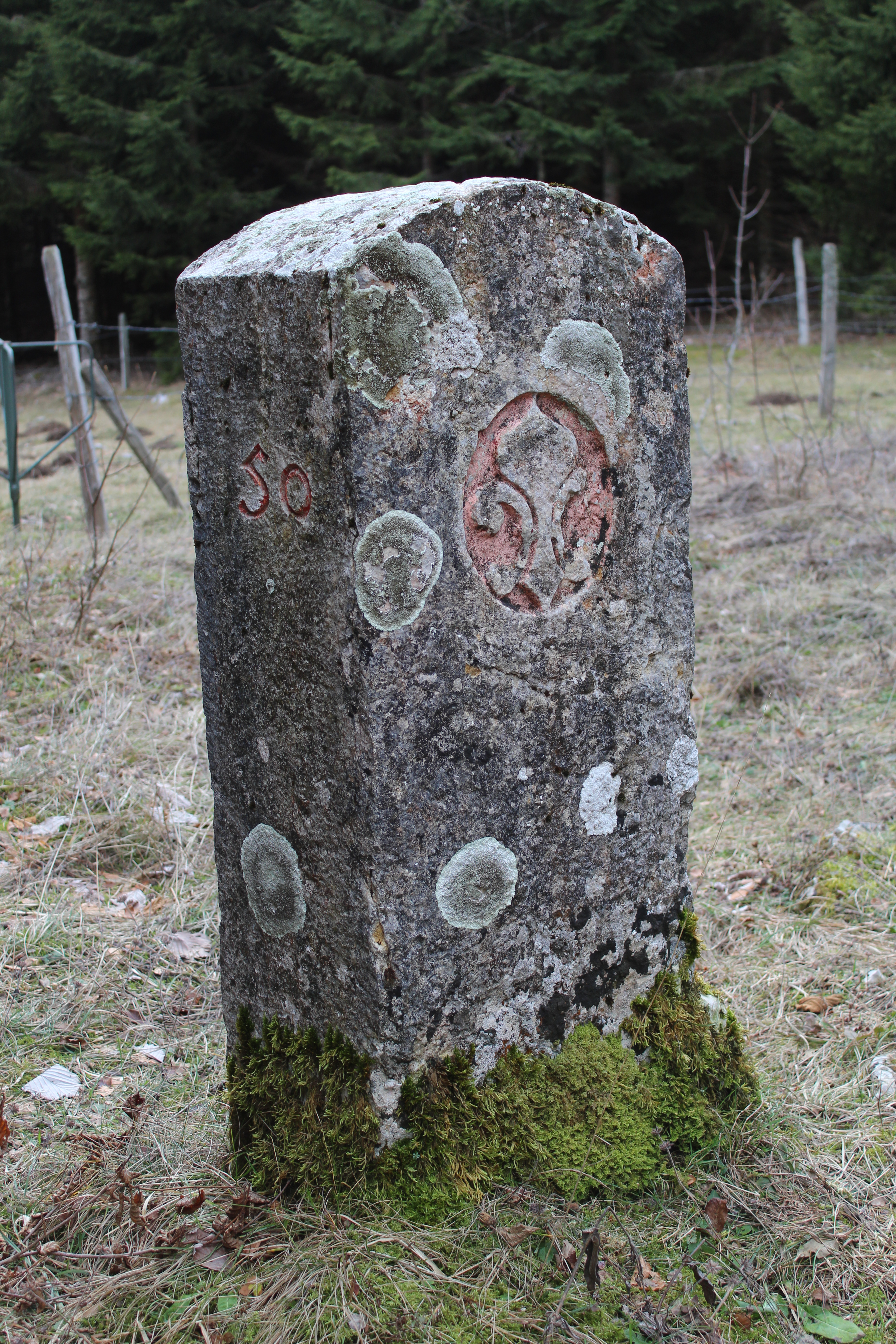
Borne n°50.
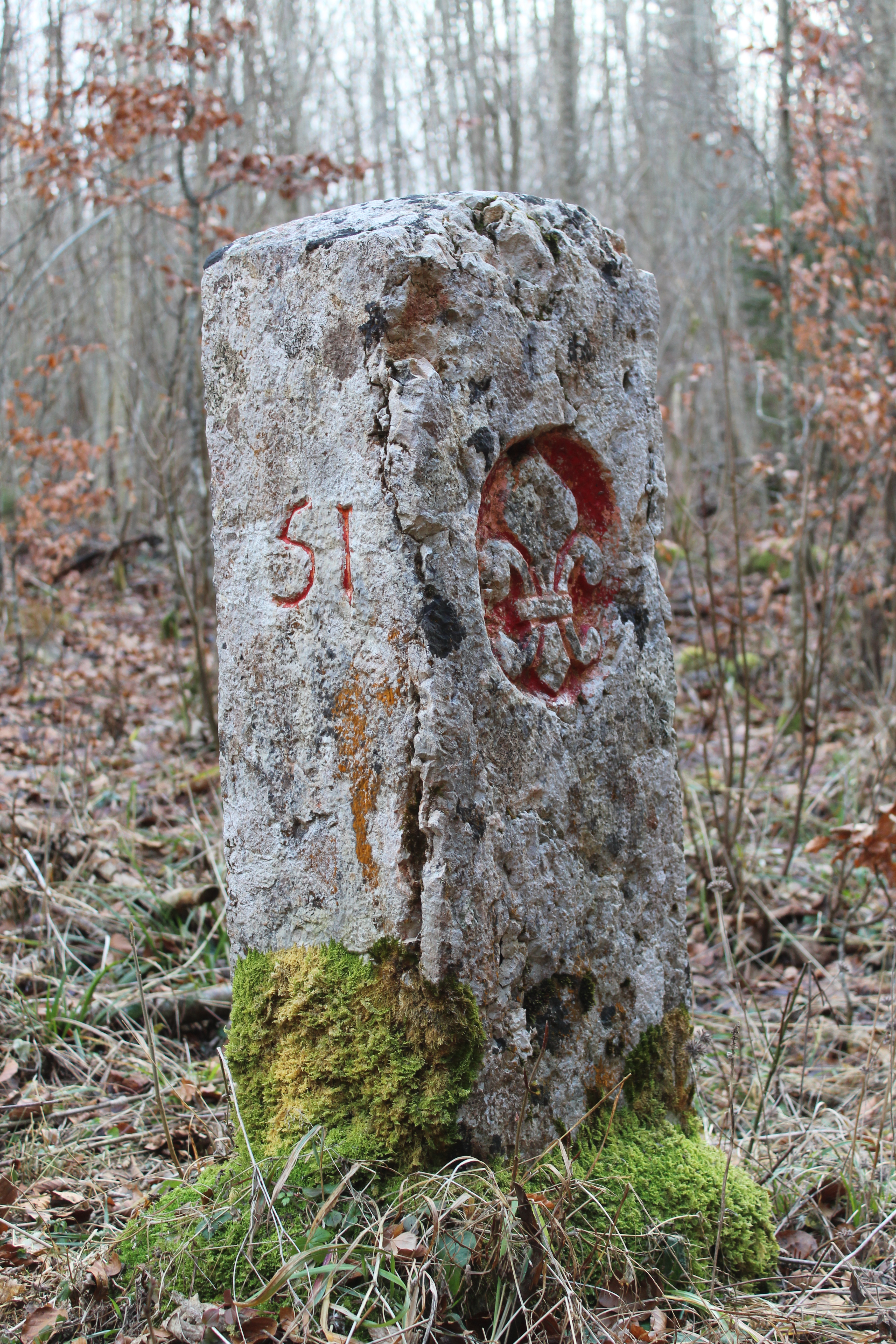
Borne n°51.
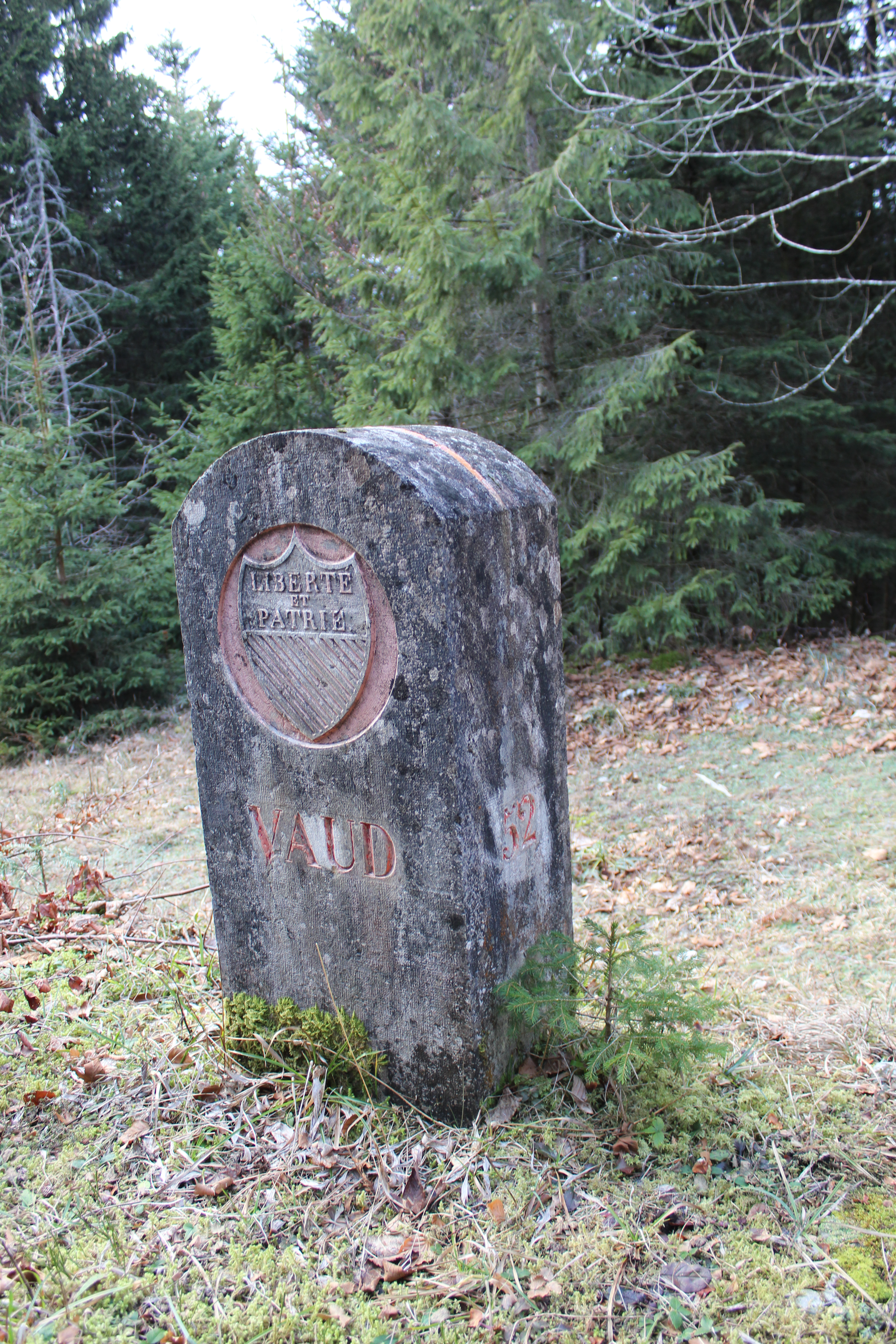
Borne n°52.
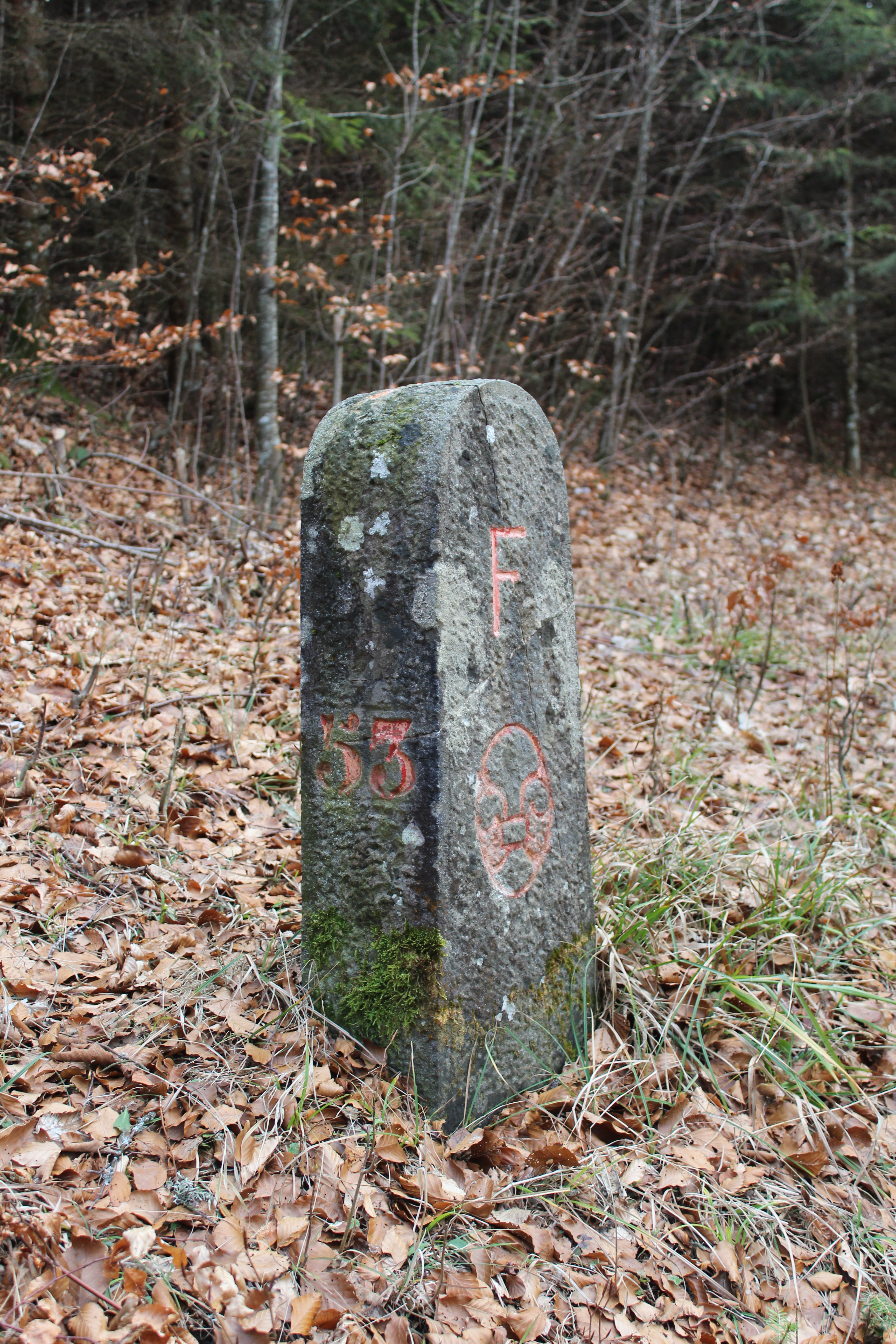
Borne n°53.
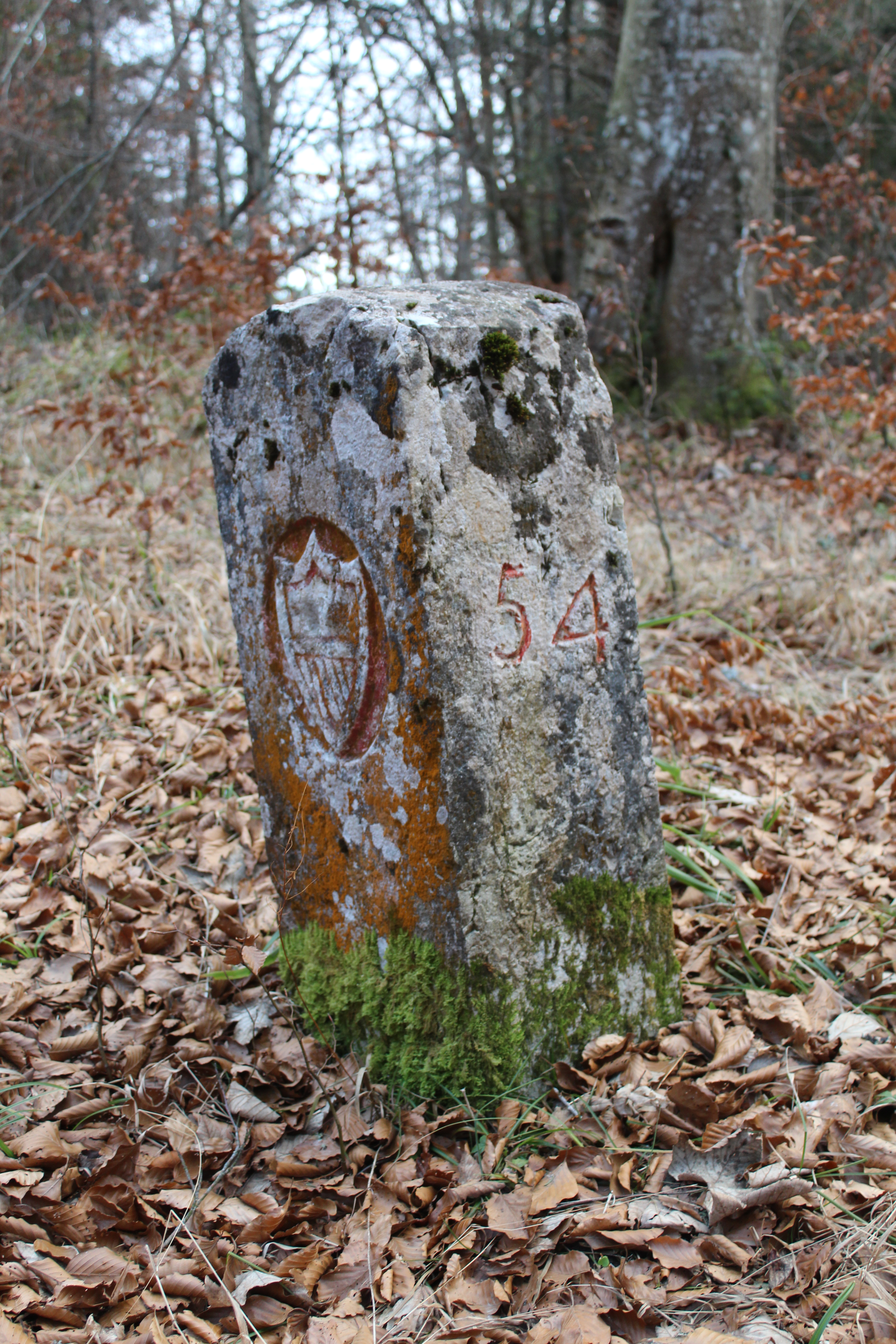
Borne n°54.
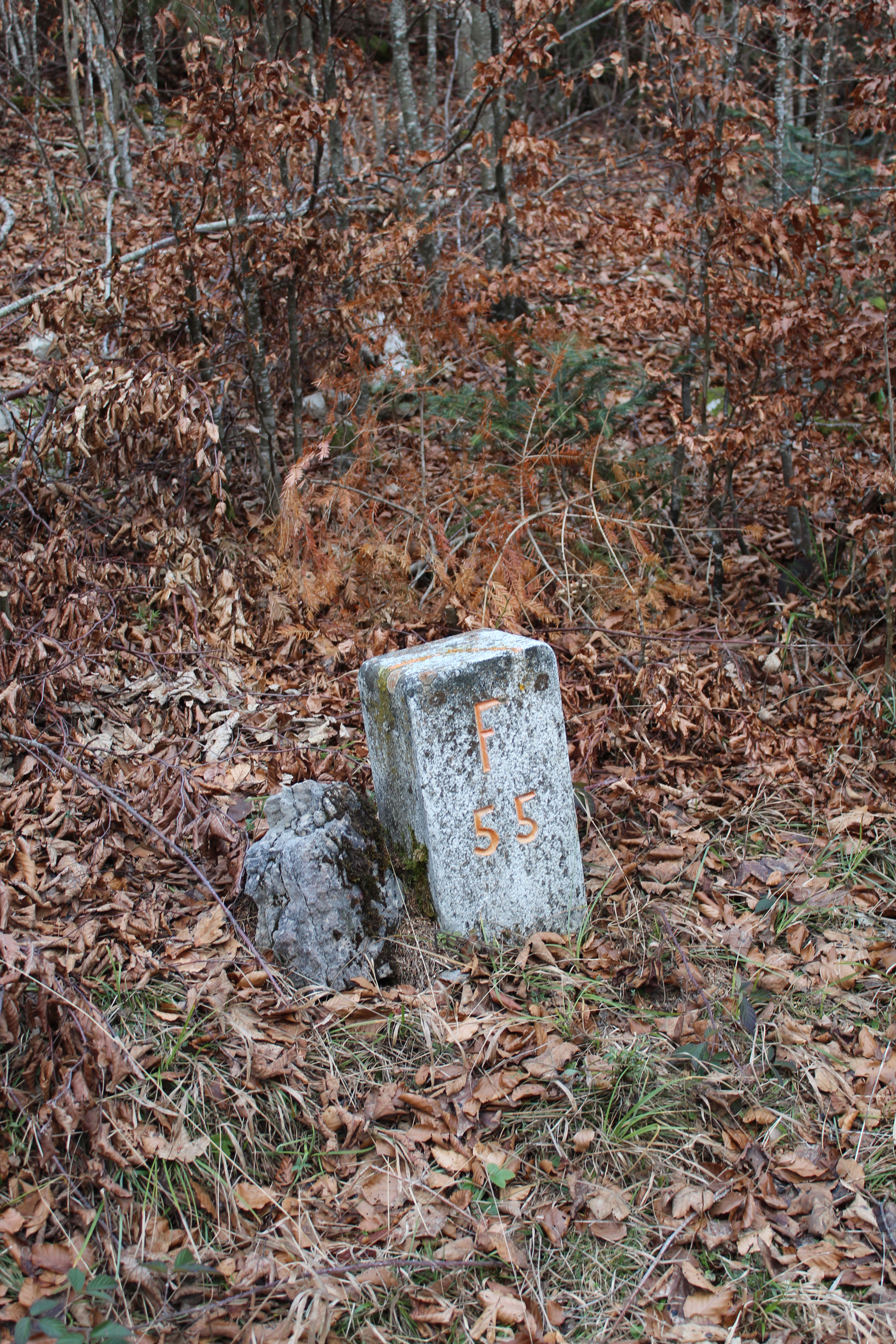
Borne n°55.
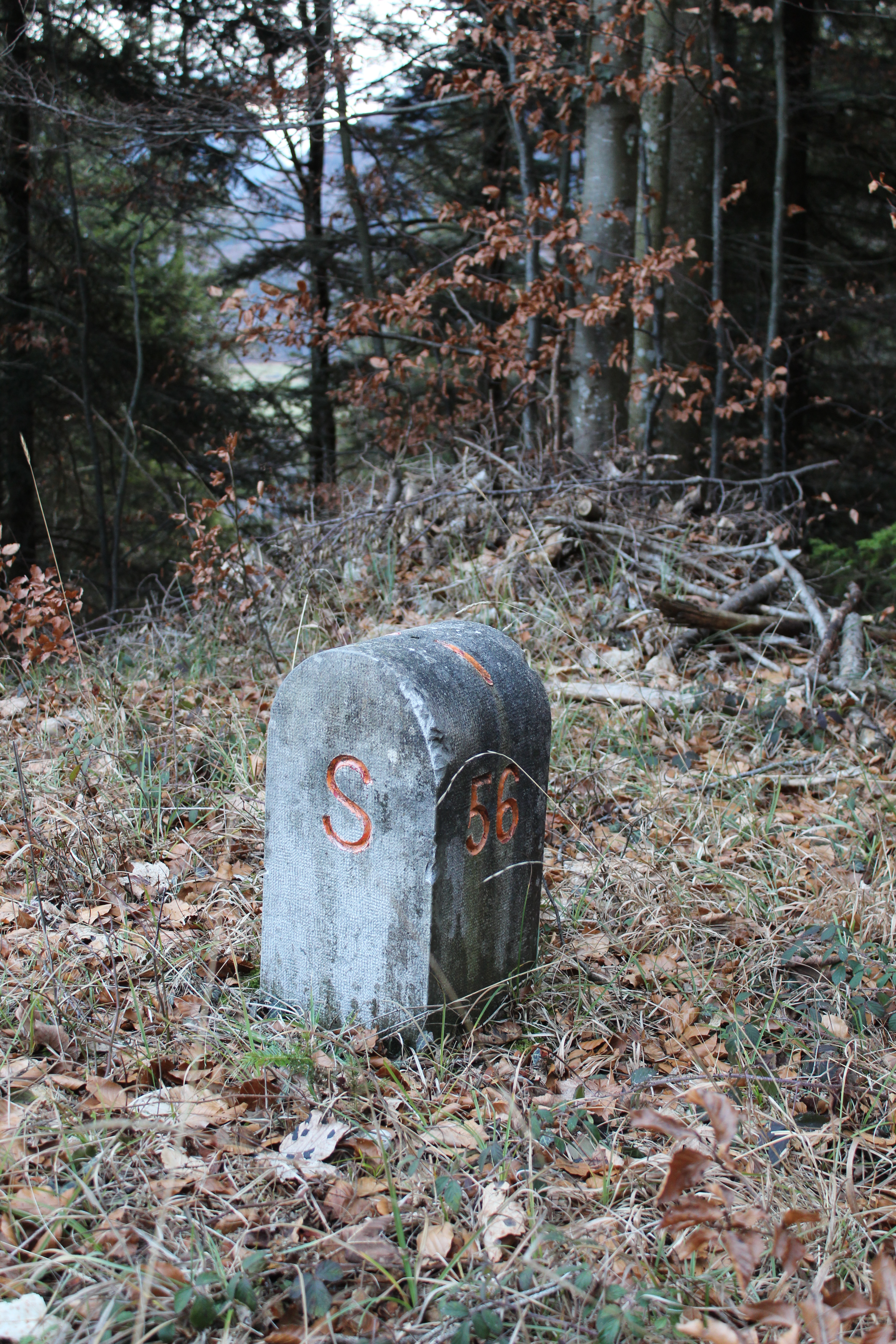
Borne n°56.
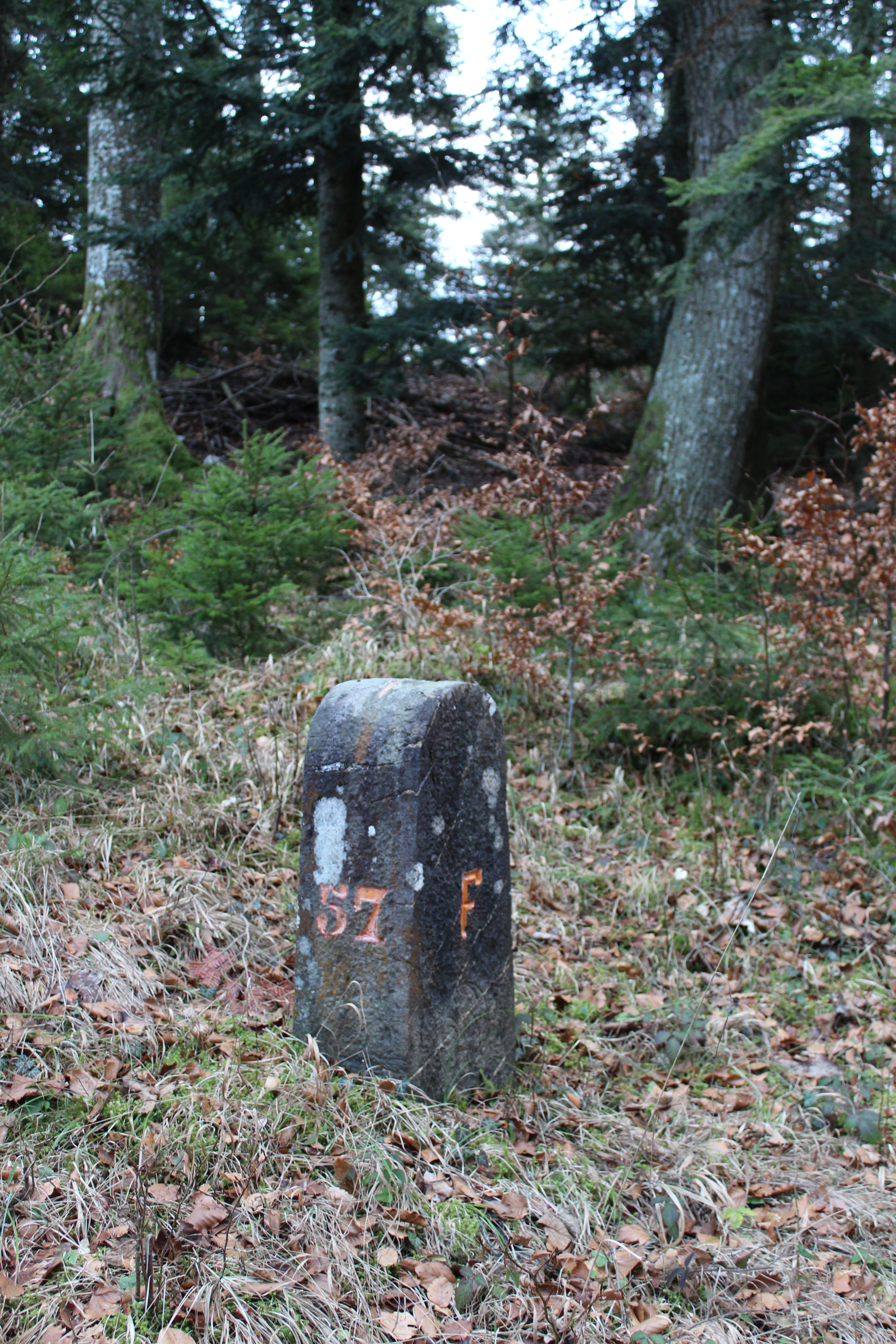
Borne n°57.
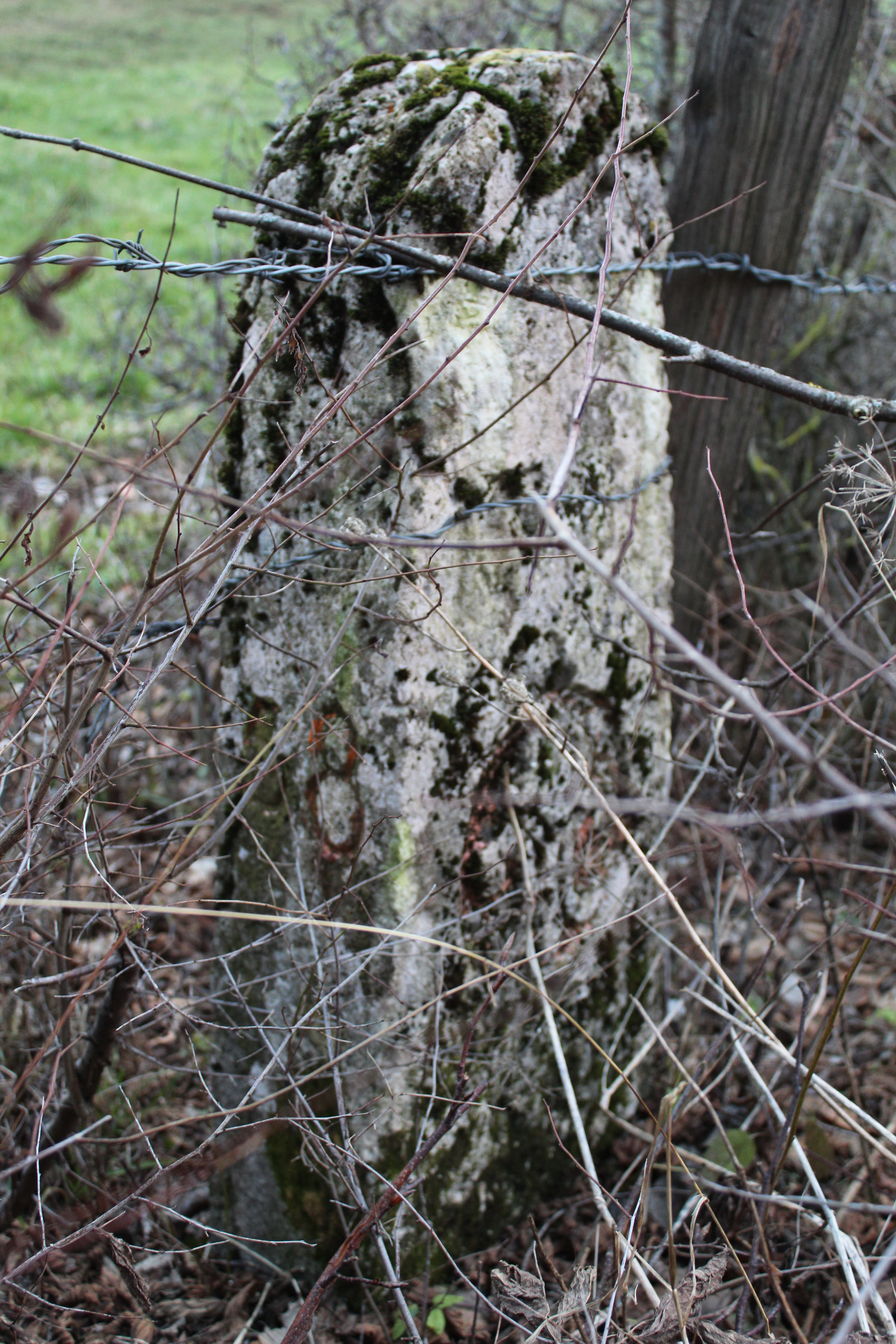
Borne n°58.
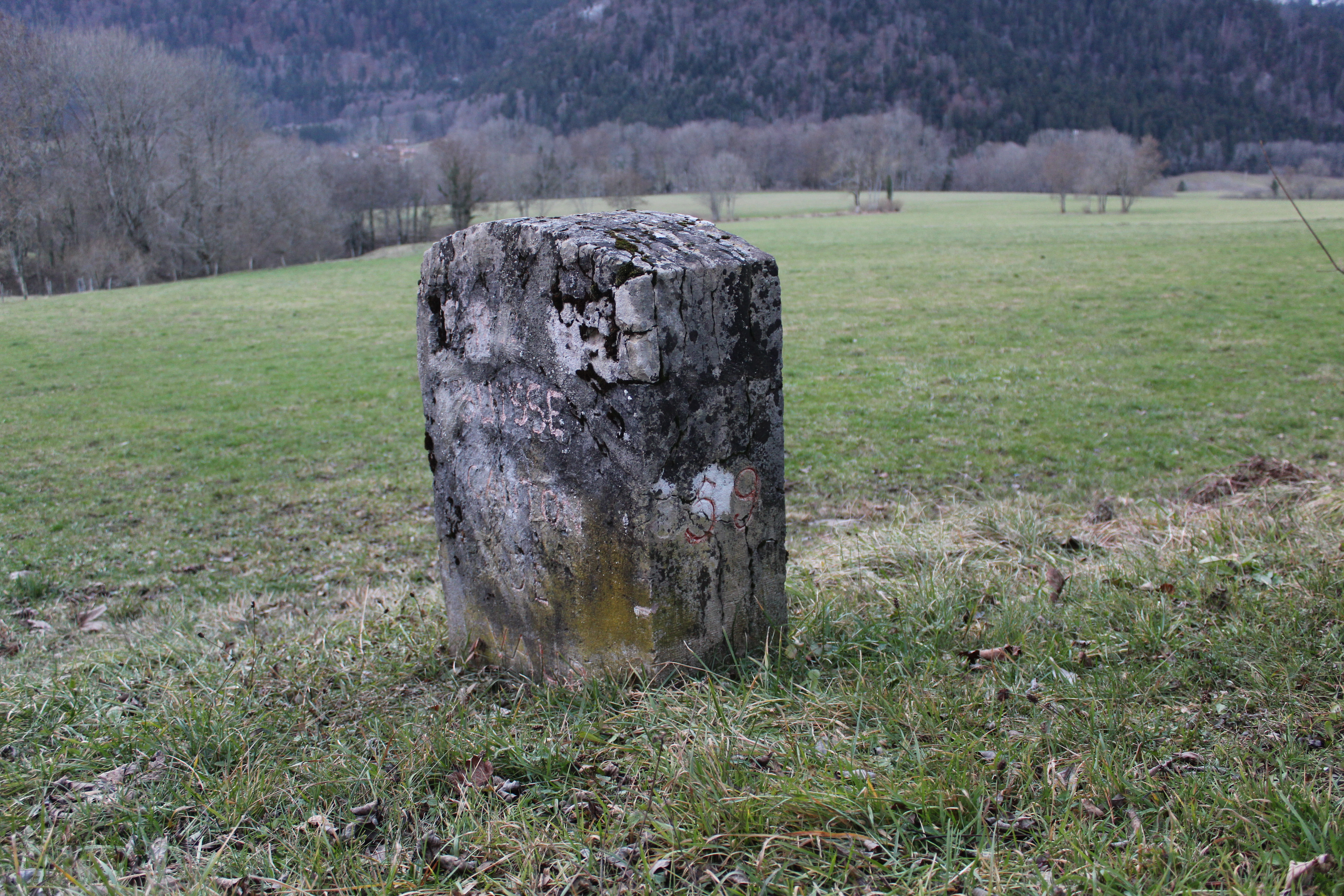
Borne n°59.
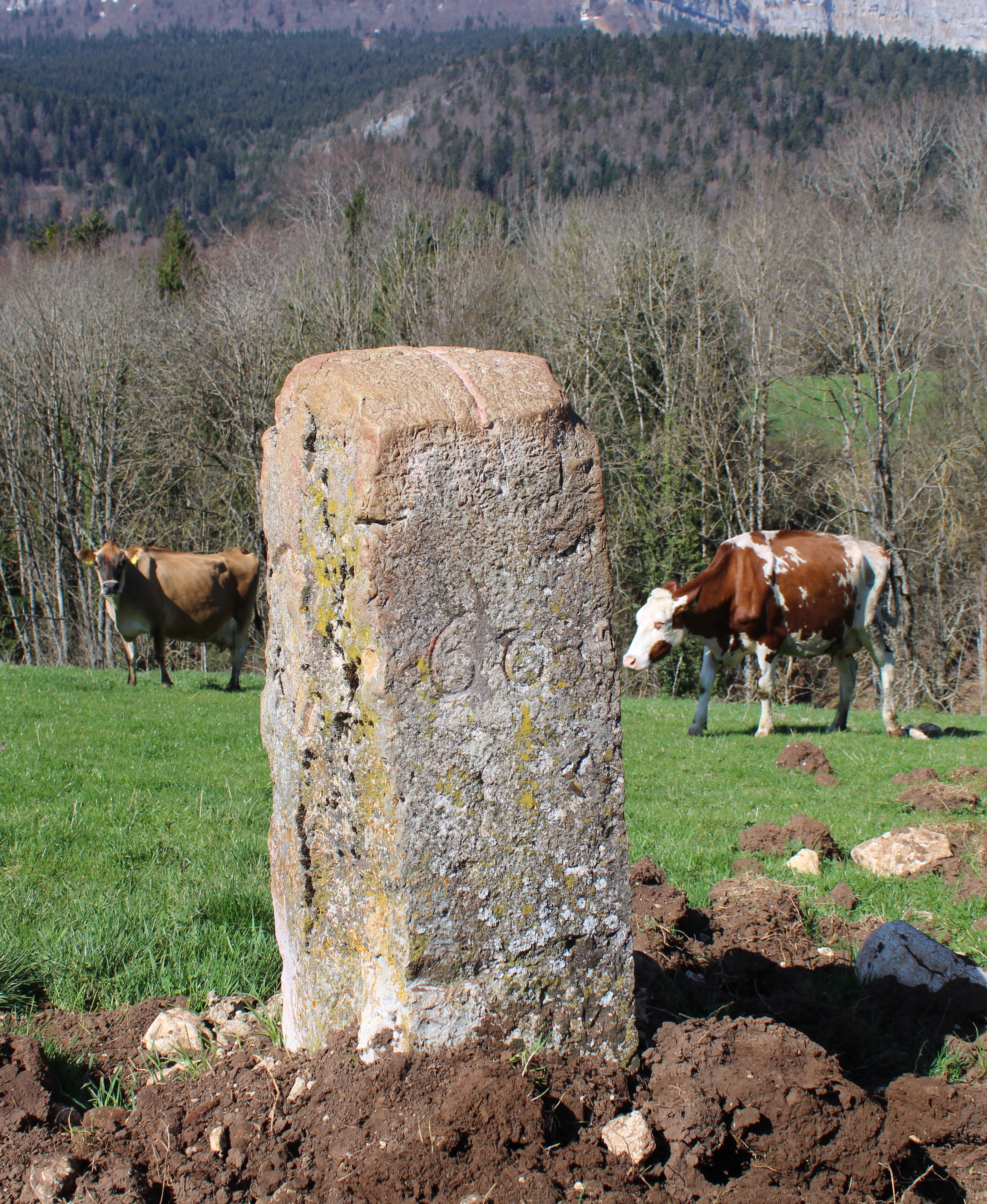
Borne n°60.
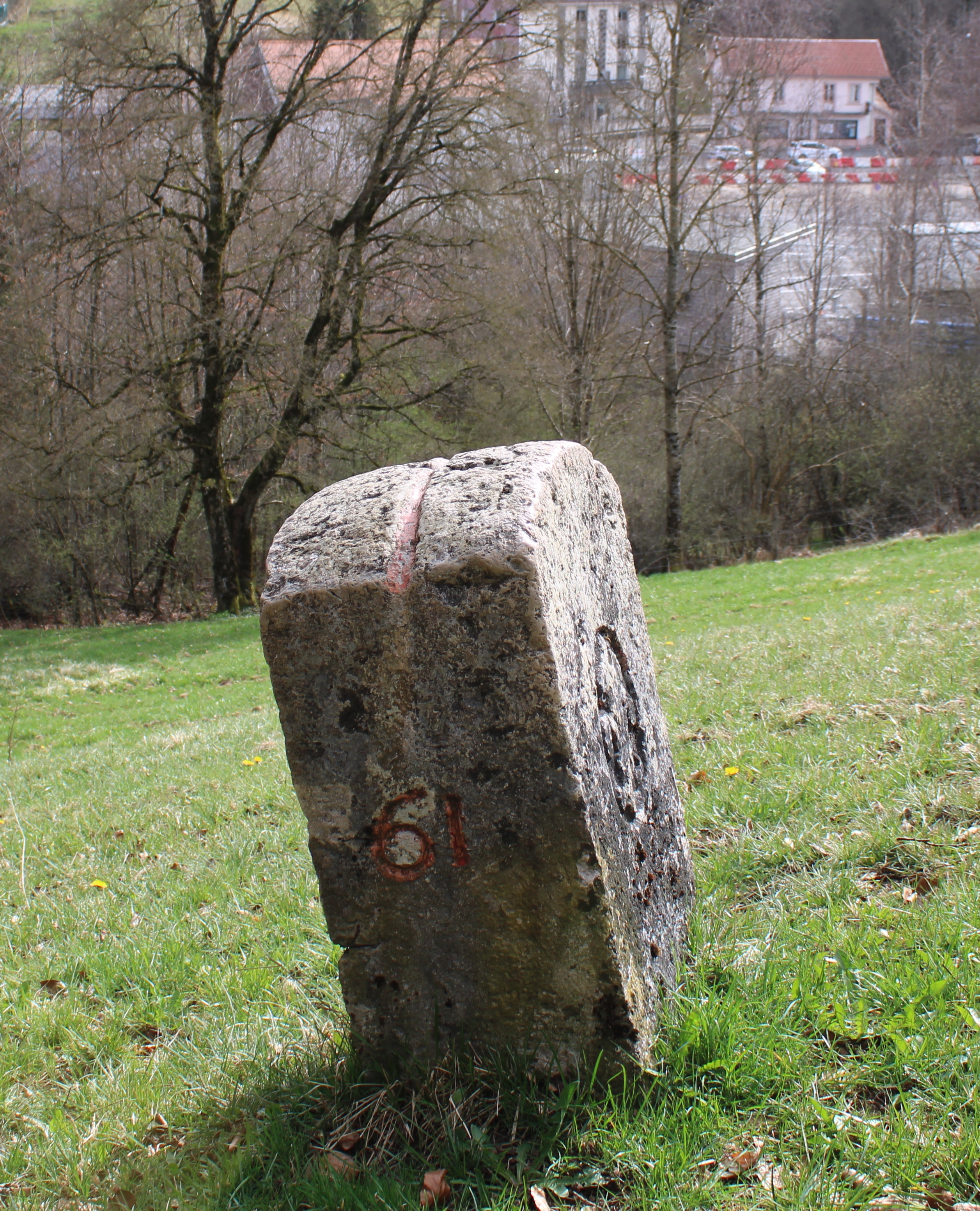
Borne N° 61 près du poste frontière du Creux.
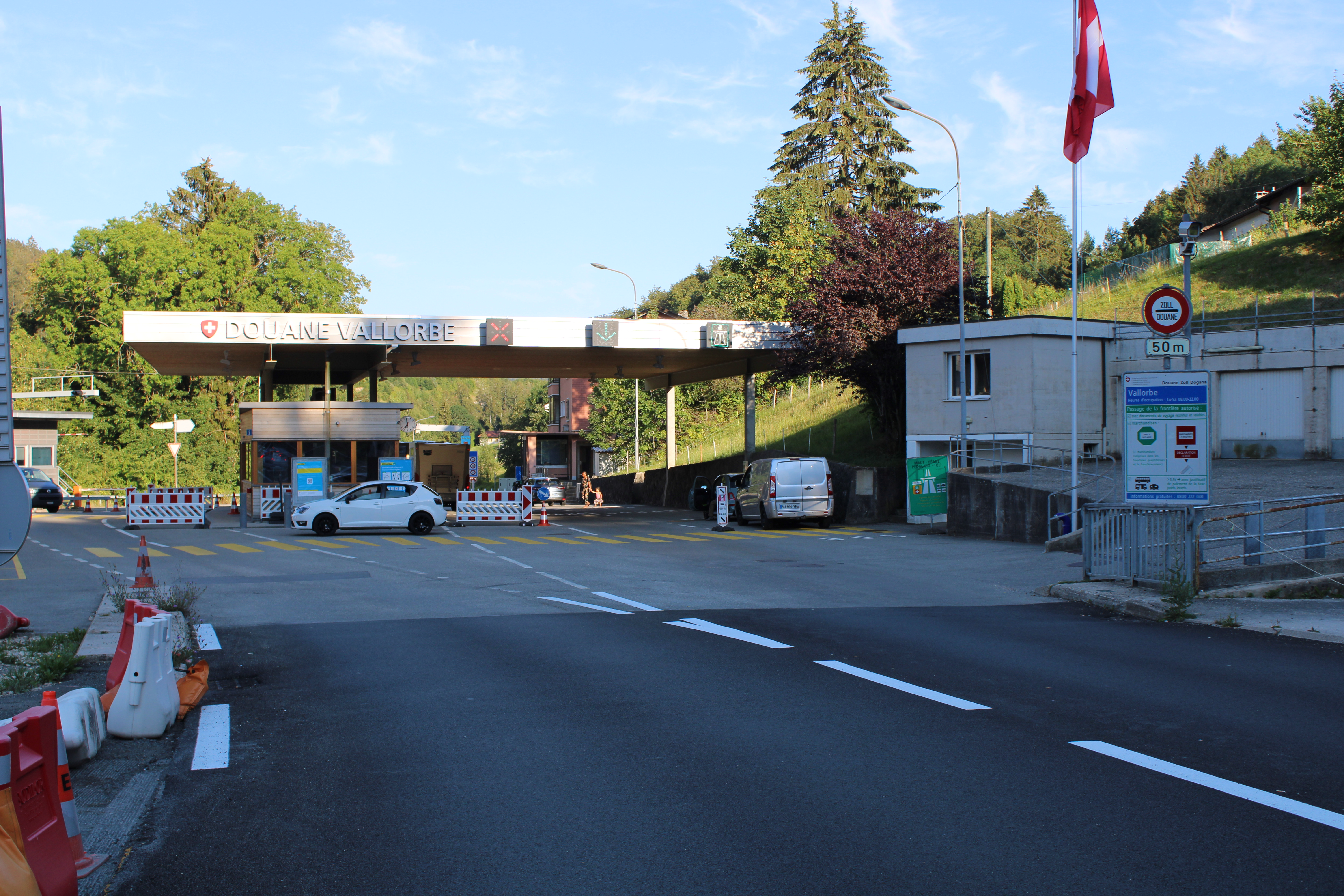
Borne n°62.
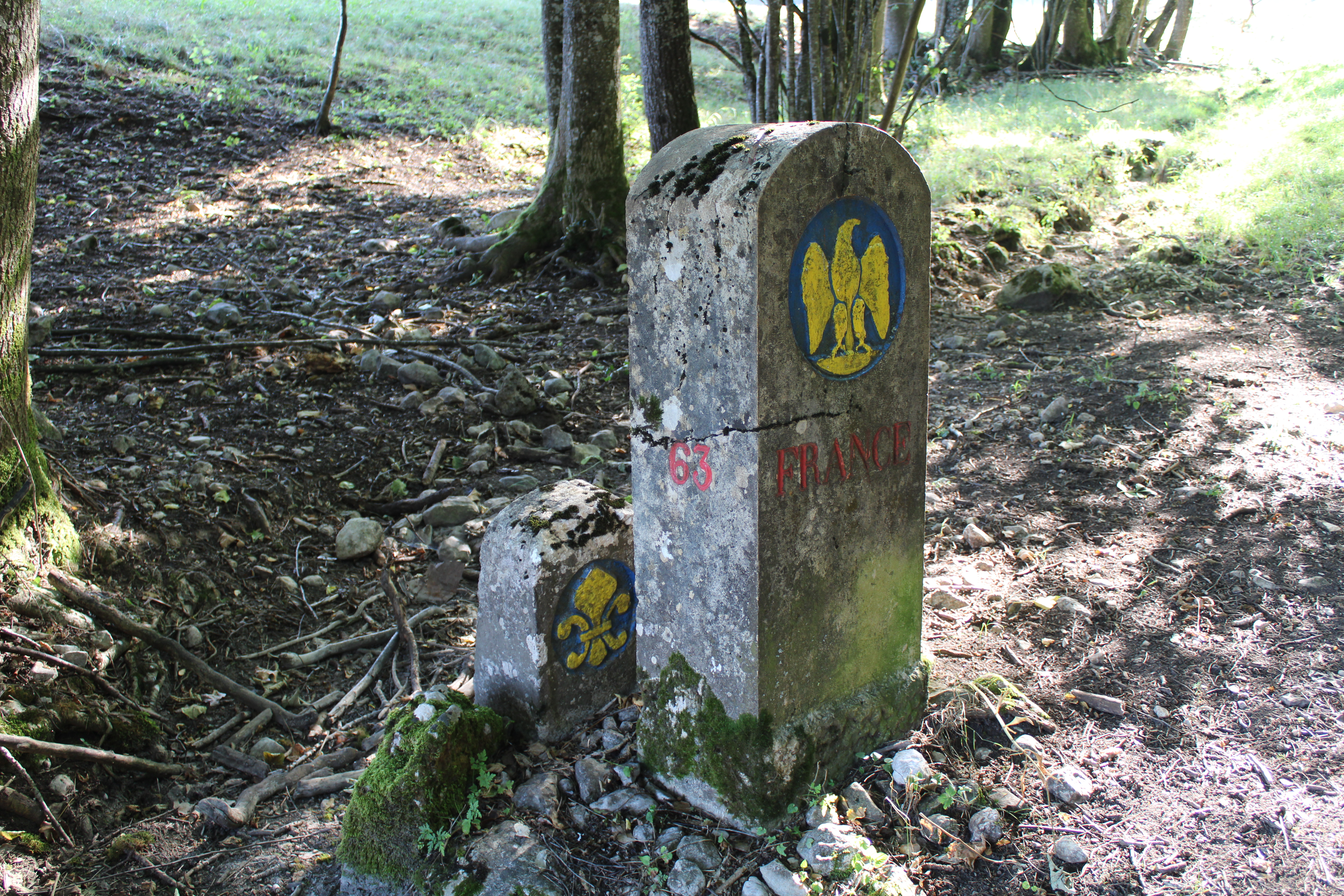
Borne n°63.
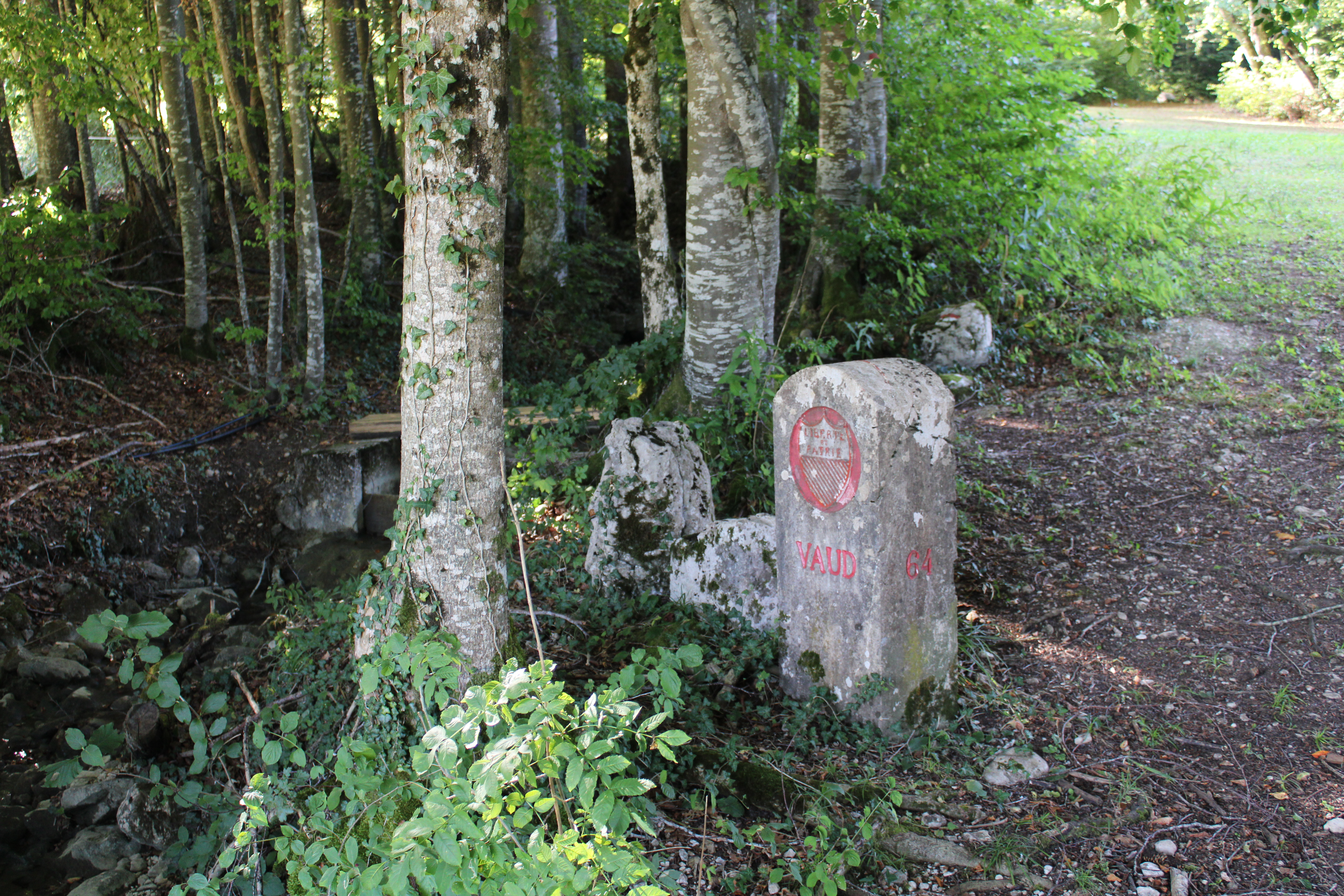
Borne n°64.